# Soignies
Pour l’article ayant un titre homophone, voir Soigny.
Soignies (prononcé /swaɲi(ə)/, en néerlandais Zinnik, en wallon Sougniye) est une ville francophone de Belgique, située en Région wallonne, chef-lieu d'arrondissement en province de Hainaut. La ville de Soignies est une cité millénaire fondée au VIIe siècle par Vincent Madelgaire (saint Vincent). L'entité de Soignies est composée depuis la fusion des communes en 1977 des villages d'Horrues, de Naast, de Thieusies, de Casteau, de Neufvilles et de Chaussée-Notre-Dame-Louvignies. Soignies est considérée comme le centre européen de la pierre de taille.

## Toponymie

### Attestations anciennes

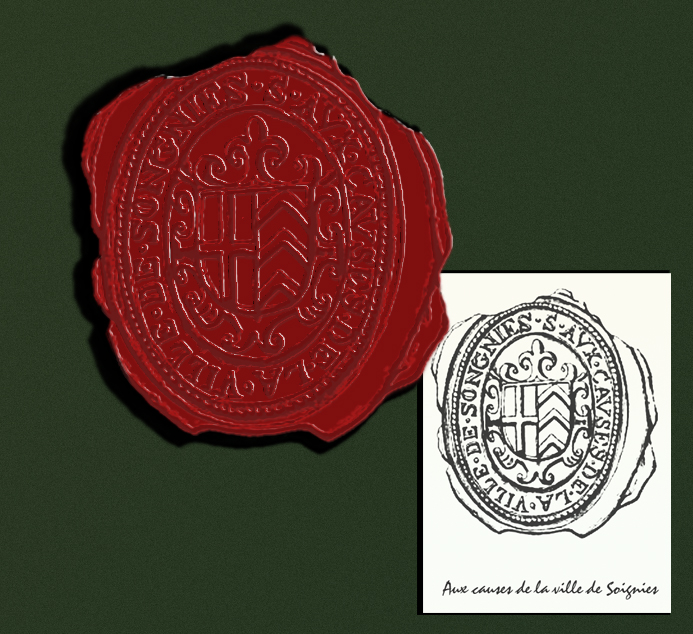
Sceau aux causes de la ville de Soignies.

Sennonagus pagus ou sennonicus mentionnés au VIIe siècle dans la chronique de Frédégaire (Chron. c. 48) ou Sengaw sont les noms primitifs et Gaulois du territoire de la Senne.
Le nom de la localité est attesté sous les formes Sunniacum [in Hannonia] en 870 (traité de Meerssen), Soniacas au Xe siècle (copie XIe siècle), Sonegias au Xe siècle et vers 1070, Sungeias vers 1040, Sognies en 1149 - 1153, Soignies en 1198, Sonnies en 1199 - 1204, Soingnies au XIVe siècle,.

### Étymologie
Diverses hypothèses, considérées aujourd'hui comme fantaisistes, ont été émises au cours des siècles qui ont précédé le début du XXe siècle. Elles ont été formulées avant le développement de la toponymie méthodique en tant que branche de l'onomastique, elle-même reposant sur les travaux des lexicographes et des philologues, qui ont utilisé la linguistique, et dont l'initiateur en Belgique est Auguste Vincent.
Au XIVe siècle, Jacques de Guyse et, à sa suite, Jacques de Leussach dit Lessabé (XVIe siècle) affirmaient que Soignies devait son nom au séjour qu'y firent les Sénons sous la conduite de Brennus, 4 siècles av. J.-C. Cette explication est incompatible avec les formes anciennes et basée sur des faits historiques non vérifiés. Au XVIe siècle, l'historien Pontus Heuterus prétendait qu'il fallait rapprocher Soignies du peuple des Sègnes, qui selon lui donnèrent également leur nom à la Senne et à la forêt de Soignes. (Les Sègnes étaient un petit peuple de la région de Spa). Jean de Petit, quant à lui, rapproche le nom de la ville de celui de la forêt de Soignes (en dialecte brabançon : Sonie bosch), la racine sonne serait une référence au soleil dans la mythologie germanique. Au XXe siècle, Amé Demeuldre souligne que Soignies était habité depuis des siècles avant que Madelgaire y fondât son monastère. À l'époque romaine, Sennona désignait la Senne et Sennonagus pagus, le pays de la Senne. Pour Demeuldre, les formes de Sougnies, en patois, et de Soignies ont une origine celtique : sunak (sun « soleil », ak « habitation »). Ces hypothèses, qui ne reposent pas sur des connaissances en linguistique et en onomastique, sont aujourd'hui toutes abandonnées.
En revanche, d'autres sources anciennes ont rapproché avec pertinence Soignies du nom de la Senne (Sunna, Senna). C'est déjà le cas au XVIe siècle, avec Lodovico Guicciardini, comme Alexandre-Guillaume Chotin qui, au XIXe siècle, explique que Sunniacum signifie ville sur Senne. De même Charles Grandgagnage remarque que si Sunniacum désigne Soignies, il faut admettre que la forme Sunniacas devait exister parallèlement pour évoluer en Sonnegias, remarque phonétique tout à fait juste.
Plus récemment, Albert Carnoy rattache Soignies au nom de la Senne qui avait deux formes : Sinna et Sunna. Maurits Gysseling considère qu'il s'agit de la formation romano-germanique *Suniacas « qui appartenait aux riverains de la Suna » et également que Suna désignait la Senne. Enfin, plus récemment Jean-Jacques Jespers, s'appuyant sur les travaux de Gysseling, explique que Soignes est issu du germanique Sagunnia, de Sunnia, Suna « car cette forêt s'étendait jadis jusqu'à la vallée de la Senne »[pas clair], le suffixe d'origine celtique -(i)acas marquant l'appartenance et Suna (du germanique Suna, néerlandais Zenne ou dialectalement Zinne) désignant la Senne, d'où le sens global de « propriété des riverains de la Senne ».
Normalement, le suffixe -(i)acum à l'accusatif pluriel -(i)acas plus tardif, caractéristique des régions septentrionales du domaine d'oïl (Wallonie, Picardie, Haute-Normandie…), est précédé d'un anthroponyme, le plus souvent germanique. C'est en effet ce que notent Albert Dauzat et François de Beaurepaire à sa suite dans des exemples comme Landrecies (Nord, Landrecias 1142, nom de personne germanique Landerik), Romeries (Nord, Romerias [*Romeriacas] 1046, nom de personne germanique Hrotmar), Guiseniers (Eure, Gisimacas lire *Gisiniacas, Gisiniacus 1025, Guisegnies 1235, Gysegnies 1237, nom de personne germanique Giso), etc.,. En outre, il existe des homophones tels que Soigny (Marne, Soigni 1131), sans doute à rapprocher de Sogny-en-l'Angle (Marne, Sugniacum 1152) ; Sonnay (Isère, Sunnayo XIIe siècle avec -(i)acum au nominatif singulier. Ces auteurs considèrent qu'il s'agit d'un nom d'homme latin Sonius ou germanique Sunna, Sunna que l'on rencontre également dans Sonneville (Charente, Sonovilla 1151).
Remarque : Au Moyen Âge, soigne, soignée, soignies, sougnie, sougne, sougnie, et seignies étaient des termes juridiques qui revêtaient plusieurs acceptions : ce pouvait être une redevance qui se payait originairement en cire ou en chandelles et qui fut ensuite étendue à tous types de redevance (XIIIe siècle). Une soignie était également un droit de gîte que les habitants d'un lieu étaient tenus d'offrir à certains dignitaires. Enfin, une soignies était une redevance due par une église à une autre, mais il s'agit d'une coïncidence sans rapport avec l'étymologie de Soignies.

## Géographie

### L'entité de Soignies
Hormis la ville de Soignies, la commune est constituée depuis la fusion des communes du 1er janvier 1977, des villages de Casteau au sud, Chaussée-Notre-Dame-Louvignies, Horrues, Neufvilles à l'ouest, Naast et Thieusies au sud-est. L'altitude de la commune varie entre plus ou moins 70 et 140 mètres (100 à 110 mètres pour le centre-ville). Malgré l'évolution urbanistique, la ville a gardé sa structure médiévale. En effet, on perçoit encore aisément sur une vue aérienne la structure circulaire qu'occupaient les remparts ainsi que, intra-muros, les axes courbes formés par les principaux accès qui, au départ des portes, convergent vers la collégiale.

### Sections de commune
| # | Nom                            | Superf. (km2) | Habitants (2020) | Habitants par km2 | Code INS |
| - | ------------------------------ | ------------- | ---------------- | ----------------- | -------- |
| 1 | Soignies                       | 22,89         | 14 483           | 633               | 55040A   |
| 2 | Naast                          | 13,79         | 2 884            | 209               | 55040B   |
| 3 | Thieusies                      | 11,80         | 1 034            | 88                | 55040C   |
| 4 | Casteau                        | 10,48         | 3 018            | 288               | 55040D   |
| 5 | Neufvilles                     | 18,47         | 3 551            | 192               | 55040E   |
| 6 | Chaussée-Notre-Dame-Louvignies | 12,13         | 892              | 74                | 55040F   |
| 7 | Horrues                        | 21,70         | 2 408            | 111               | 55040G   |

### Hydrographie
Soignies est traversée par la Senne qui prend sa source sur le territoire de la commune dans le village de Naast et qui arrose également Bruxelles. Différents ruisseaux, affluents de la Senne, traversent également la ville, dont le Calais, le Perlonjour, la Cafenière, le Saussois, la Gageole, le Plantin, le Cognebeau…

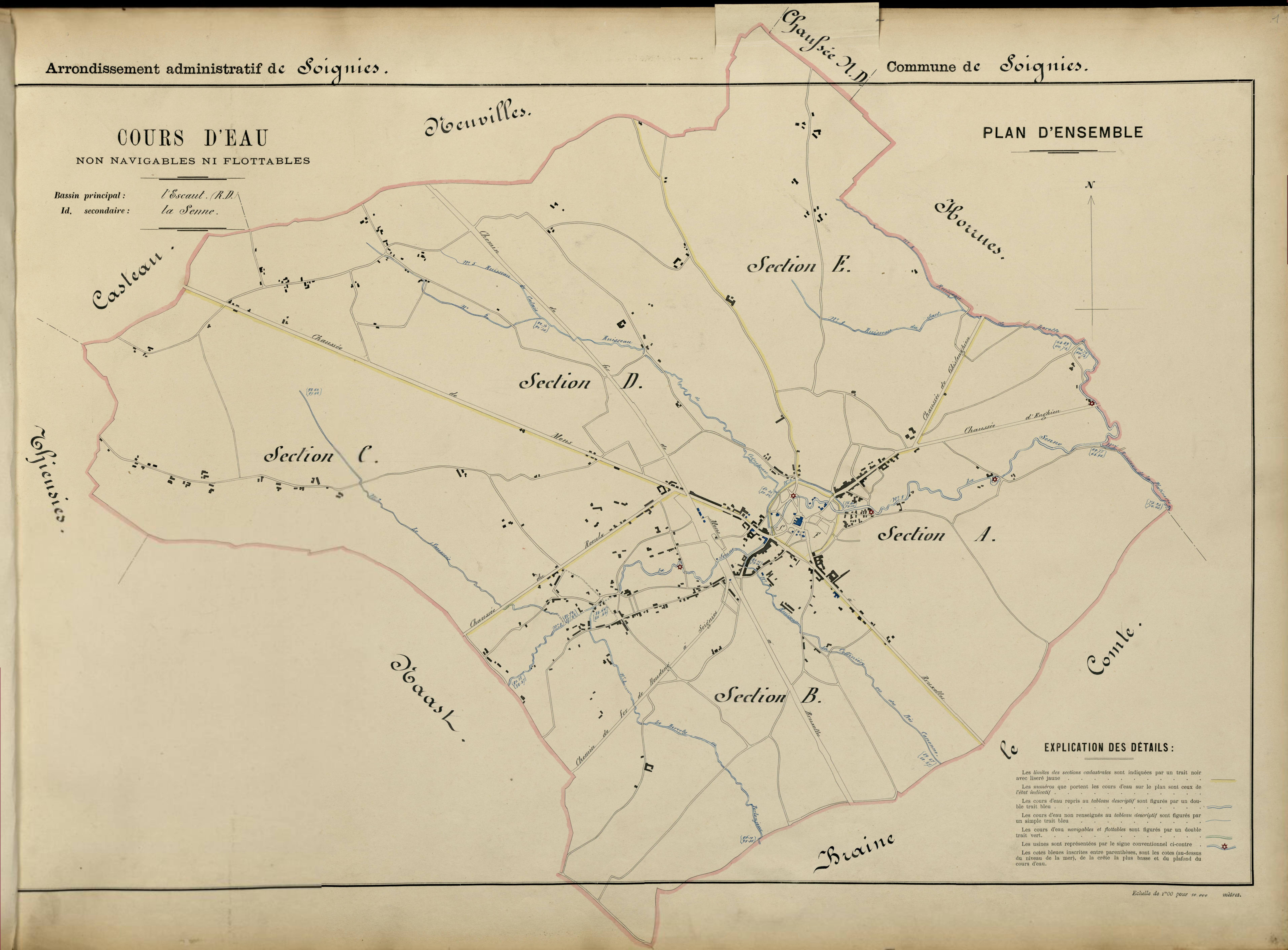
Carte hydrographique de Soignies (1880-1885) - (voir en grand).

### Géologie

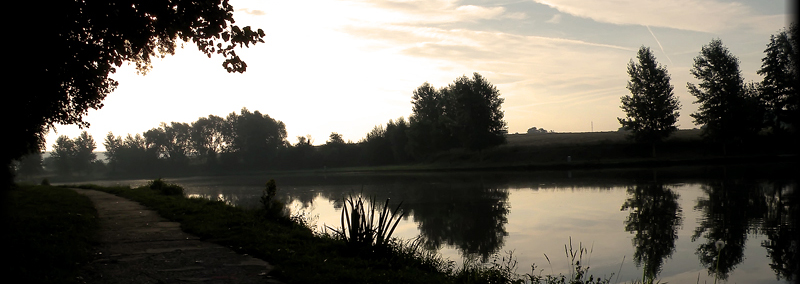
Lever du soleil sur l'étang communal de la Cafenière.

Le sous-sol de Soignies est constitué de couches datant du Tournaisien (Carbonifère), il y a environ 350 millions d'années. La pierre calcaire (teinte gris-bleu) est très dure et est appelée « Pierre Bleue » ou « petit granit » ou encore, tout simplement, « pierre de Soignies ». Elle est composée à plus de 93 % de CaCO3. C'est une excellente pierre de construction. Ces pierres ont été utilisées lors de la construction de grands édifices en Belgique et à l'étranger (hall des expositions à Bruxelles, promenade en front de digue à La Panne, fontaine place Saint-Michel à Paris, etc.).
Voir la carte géologique.

### Climat
Le climat de la région de Soignies est un climat tempéré océanique comme pour l'ensemble de la partie occidentale de la Belgique et cela grâce à la proximité de l'océan Atlantique qui régule le temps grâce à l'inertie calorifique de ses eaux. Le climat peut-être influencé par des zones humides et douces en provenance de l'océan mais aussi par des zones sèches (chaudes en été et froides en hiver) en provenance de l'intérieur du continent européen. En moyenne (moyenne faite sur une période couvrant les 100 dernières années), on observe environ 200 jours de pluie par an dans la région de Soignies tout comme dans la majeure partie de la Belgique (plus dans les Ardennes et moins à la côte).
| Mois                                    | J   | F   | M   | A   | M    | J    | J    | A    | S    | O   | N   | D   | Moyenne annuelle |
| --------------------------------------- | --- | --- | --- | --- | ---- | ---- | ---- | ---- | ---- | --- | --- | --- | ---------------- |
| Températures (°C) (sous abri, moyennes) | 1,8 | 2,7 | 4,8 | 8,0 | 11,7 | 14,9 | 16,5 | 16,3 | 13,9 | 9,7 | 5,4 | 2,4 | 9,0              |
| Précipitations (hauteur moyenne en mm)  | 58  | 47  | 50  | 54  | 66   | 72   | 78   | 76   | 70   | 70  | 66  | 65  | 772              |

### Évolution démographique[20]
| 1784  | 1806  | 1825  | 1830  | 1846  | 1860  | 1870  | 1880  | 1890  |
| ----- | ----- | ----- | ----- | ----- | ----- | ----- | ----- | ----- |
| 4 581 | 4 668 | 5 027 | 6 318 | 6 677 | 6 754 | 7 097 | 8 236 | 9 225 |

| 1900  | 1910   | 1915   | 1920   | 1930   | 1939   | 1945   | 1950   | 1960   |
| ----- | ------ | ------ | ------ | ------ | ------ | ------ | ------ | ------ |
| 9 927 | 10 936 | 11 007 | 10 446 | 10 634 | 10 472 | 10 104 | 10 330 | 10 912 |

| 1965   | 1970   | 1975   | 1976   | 1977*  | 1980     | 1991   | 2001   | 2008   |
| ------ | ------ | ------ | ------ | ------ | -------- | ------ | ------ | ------ |
| 11 336 | 12 006 | 12 297 | 12 776 | 23 050 | 23 245** | 23 961 | 24 750 | 25 678 |

| 2010   | 2011   | 2012   | 2013   | 2014   | 2015   | 2016   | 2017   | 2018   |
| ------ | ------ | ------ | ------ | ------ | ------ | ------ | ------ | ------ |
| 26 247 | 26 258 | 26 502 | 26 667 | 26 796 | 26 998 | 27 257 | 27 489 | 27 573 |

| 2019 | 2020   | 2021   | 2022   | 2023   | 2024   | 2025   | 2026 | 2027 |
| --- | ------ | ------ | ------ | ------ | ------ | ------ | ---- | ---- |
| 28 007 | 28 287 | 28 313 | 28 523 | 28 725 | 29 045 | 29 249 | -    | -    |
| *1977 : fusion des communes ** extrapolation Sources : Théophile Lejeune, histoire civile et ecclésiastique ; Soignies, ville millénaire, bulletin communal officiel 1975-1976, Union des villes et des communes de Wallonie. |        |        |        |        |        |        |      |      |

### Démographie: Avant la fusion des communes
- Source : DGS recensements population

### Démographie: Commune fusionnée
En tenant compte des anciennes communes entraînées dans la fusion de communes de 1977, on peut dresser l'évolution suivante :
Les chiffres des années 1831 à 1970 tiennent compte des chiffres des anciennes communes fusionnées.
- Source : DGS, de 1831 à 1981 = recensements population ; à partir de 1990 = nombre d'habitants chaque 1er janvier.[21]

## Histoire

### Néolithique et Période gallo-romaine
Il existe de nombreuses traces d'occupation du territoire de Soignies à l'époque gallo-romaine (Coulbrie, Espesse). De nombreux vestiges découverts lors de campagne de fouilles sont conservés au musée du Vieux cimetière. De haute antiquité, son territoire connut l'installation de populations nerviennes originaires de Germanie. Ces populations furent romanisées lors de la guerre des Gaules,,.

### Fondation

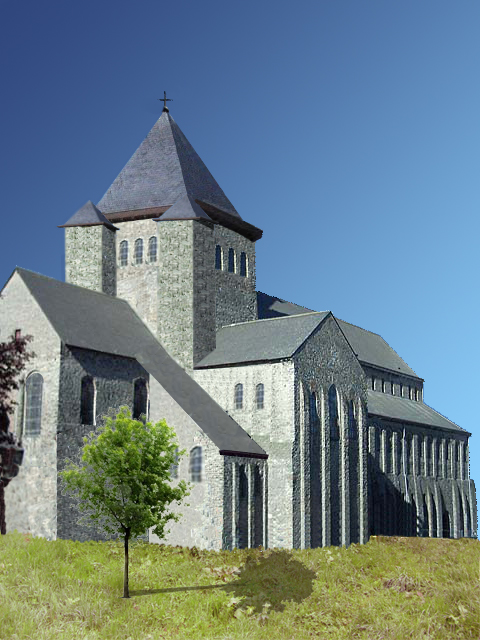
La collégiale au XI (reconstitution d'après G. Huon, 1937).

Saint-Vincent, le fondateur de la ville qui allait devenir Soignies, s'appelait Madelgaire de Famars de Hainaut. Il était le fils de Mauger et d'Onugerra (Omigère). Issu de l'aristocratie franque, il est né vers l'an 607 au château de Sotteville à Strépy et est mort à Soignies en 677. Mauger, son père, était l'un des leudes les plus puissants du royaume d'Austrasie.
Une église existait déjà à Soignies au VIIe siècle : un sarcophage mérovingien découvert en 1900 dans la nef centrale de la collégiale et aujourd'hui conservé au musée du Vieux-Cimetière l'atteste. La ville de Soignies est citée pour la première fois dans le traité de Meerssen (8 août 870) sous le vocable : Sunniacum in Hannonia pour en attribuer le territoire à Charles le Chauve. Achevée vers le milieu du XIIe siècle, la collégiale apparaît à ce moment comme une église de communauté et une église de pèlerinage.

### Soignies relevée de ses ruines auXesiècle
L'abbaye fondée vers 640 par Madelgaire, seigneur de Strépy, au VIIe siècle donc, connut une période trouble au IXe siècle puisque ce monastère situé en bordure de Senne (à l'emplacement de l'actuel Centre culturel Victor Jara) et son église primitive (probablement sur le site de l'actuelle collégiale) nécessitaient d'importantes restaurations. L'hypothèse la plus couramment admise serait une destruction du site lors des invasions barbares dans le dernier quart du IXe siècle. Régnier au long col, comte de Hainaut, avait tenté, sans y parvenir, de repousser le normand Rollon qui avait pris pied sur l'île de Walcheren. De retour en Hainaut, face à la menace imminente de voir déferler les Normands, il plaça les reliques de Soignies en lieu sûr à Mons. On raconte que nus pieds, il porta personnellement la châsse de Vincent accompagné d'une foule nombreuse.
« Brunon, archevêque de Cologne et duc de Lotharingie, ayant été délégué par l'empereur Otton Ier et autorisé par le pape Jean XIII, vers 965, à rétablir dans le Hainaut les églises dévastées par les Barbares, institua dans celle de Soignies qu'il avait fait rebâtir, trente et un chanoines sous l'observance de la règle de saint Augustin et auxquels il accorda les biens et les privilèges concédés primitivement au monastère de Soignies,. »
C'est donc vers cette époque (deuxième moitié du Xe siècle que l'on doit situer la construction de la collégiale romane de Soignies (Théophile Lejeune mentionne l'année 959 mais ne cite pas ses sources). Elle ne sera terminée qu'au XIe siècle. Ce chapitre ayant reçu une triple et haute protection (le Souverain Pontife, l'empereur Otton Ier et le duc de Lotharingie, Brunon de Cologne) ne tarda pas à devenir florissant. Il reçut nombre de droits, privilèges et autres franchises. En 1142, Baudouin IV, le Bâtisseur dote la ville d'une charte-loi : la Keure, (première charte-loi connue en Hainaut). Les propriétés terriennes du Chapitre dépassèrent largement les territoires limitrophes de Soignies. Les papes Lucius III et Urbain IV renforcèrent par différentes bulles confirmatives les prérogatives et avoirs du Chapitre Royal de Saint-Vincent allant même jusqu'à lui attribuer la « protection spéciale » du Saint-Siège. Outre cet indéfectible soutien papal, les Comtes de Hainaut, les ducs de Bourgogne, les souverains de la maison d’Autriche vouèrent un véritable culte à leur aïeul : Vincent Madelgaire de Famars de Hainaut. Nombre d'entre eux vinrent à Soignies prêter serment sur les reliques du saint (voir, ci-dessous, la liste des « avoués de Saint-Vincent »).

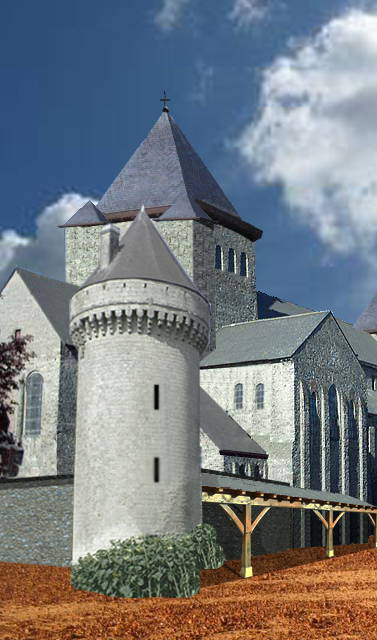
La collégiale au XIV (reconstitution).

#### La Guilde des drapiers

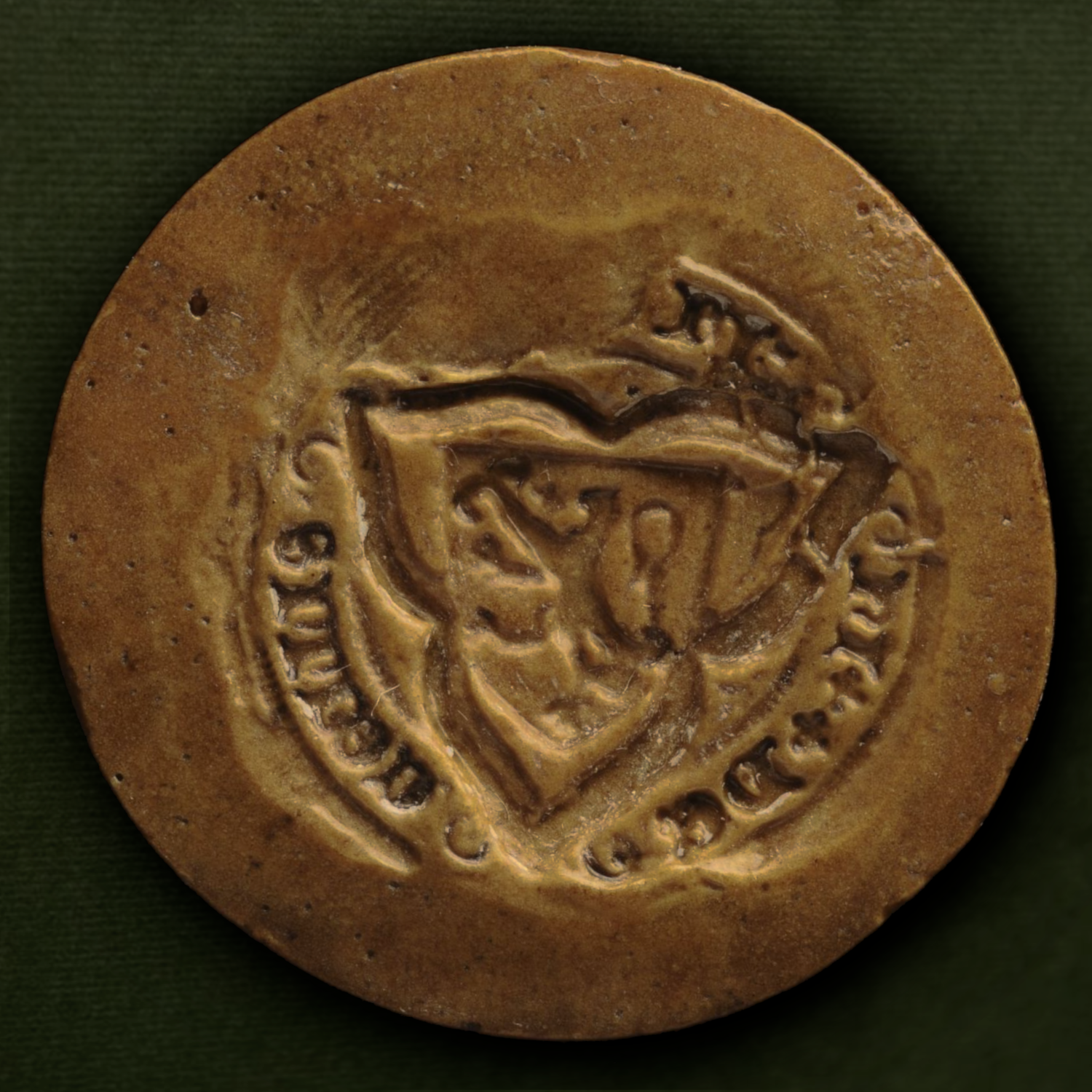
Sceau de Ruffin de Cella, lombard à Soignies en 1384.

Aux premières heures du XIVe siècle, une importante récession frappe le Hainaut, les métiers ruraux ne suffisent plus à occuper les populations grandissantes. Il est nécessaire de créer de nouvelles activités économiques. C'est dans ce cadre que la Guilde des drapiers voit le jour, son document fondateur est daté du 18 avril 1328. Une lettre de confirmation de Guillaume Ier de Hainaut dit « le Bon », Comte de Hainaut, vient entériner cette création. La guilde des drapiers était soumise à l'autorité de deux chanoines qui étaient élus chaque année, le 24 juin.
Au XVe siècle, un petit in-folio reprend les prérogatives et règlements de la corporation des drapiers de Soignies : c'est la « charte de la grande draperie de Songnies ». Afin de ne pas pénaliser les drapiers dont le commerce aurait été moins bien situé, il leur est interdit de vendre leurs étoffes ailleurs qu'en la halle aux draps (bâtie durant la première moitié du XIVe siècle). La guilde dispose d'inspecteurs, les rewards. Ce sont eux qui vérifient la bonne qualité et l'exécution selon le prescrit des draperies, ils ont droit de sanction. Les règles sont strictes et le contrevenant se voit infliger une amende. Les draps qui réunissaient toutes les qualités requises étaient scellés par ces mêmes rewards du sceau de la ville. Sans ce cachet, les étoffes ne pouvaient tout simplement pas accéder aux Halles pour être mises en vente. le marché franc s'y tenait le mardi. Deux fois l'an, le dimanche suivant l'Ascension et le 14 juillet (fête de Saint-Vincent), une foire avait lieu. Elles duraient deux jours. Ces foires drainaient une foule immense venue de la région, mais aussi de l'étranger. Les drapiers sonégiens se rendaient fréquemment au-delà des frontières pour y vendre leurs étoffes. L'instauration à Soignies au XIVe siècle d'un Lombard, (Bureau de change) atteste du caractère international de ce commerce. Si les draperies sonégiennes étaient réputées à l'étranger, il était toutefois interdit de vendre des étoffes étrangères à Soignies.
À la fin du XVIe siècle, les guerres de religion porteront un coup fatal à ce commerce qui fut pourtant florissant pendant près de trois siècles.

#### Cartographie historique
La plus ancienne carte connue de Soignies a été réalisée par le géographe Jacques Deventer au XVIe siècle. Joseph de Ferraris au XVIIIe siècle réalise deux cartes de la région. Il existe également une illustration de la ville de Soignies dans un des albums de Croÿ, elle fut réalisée entre 1598 et 1602. Les archives du Chapitre de Soignies conservent également un plan terrier datant de 1770. Le 29 octobre 1818, l'ingénieur en chef du Waterstaat et des Travaux Publics, Urban, signe un plan de Soignies en vue du réaménagement de ses voiries. L'Institut géographique national est fondé en 1831. Une carte de 1869 représente Soignies avant le voûtement de la Senne. Il existe différents plan cadastraux de la ville, un premier, dit plan napoléonien a été réalisé en 1810, un second, appelé plan primitif est réalisé vers 1830-1834, un troisième relevé cadastral de la ville est réalisé par Philippe Christian Popp en 1865. Enfin, il existe différentes cartes de campements militaires dont celle réalisée par un des cartographes de Louis XIV en 1691.

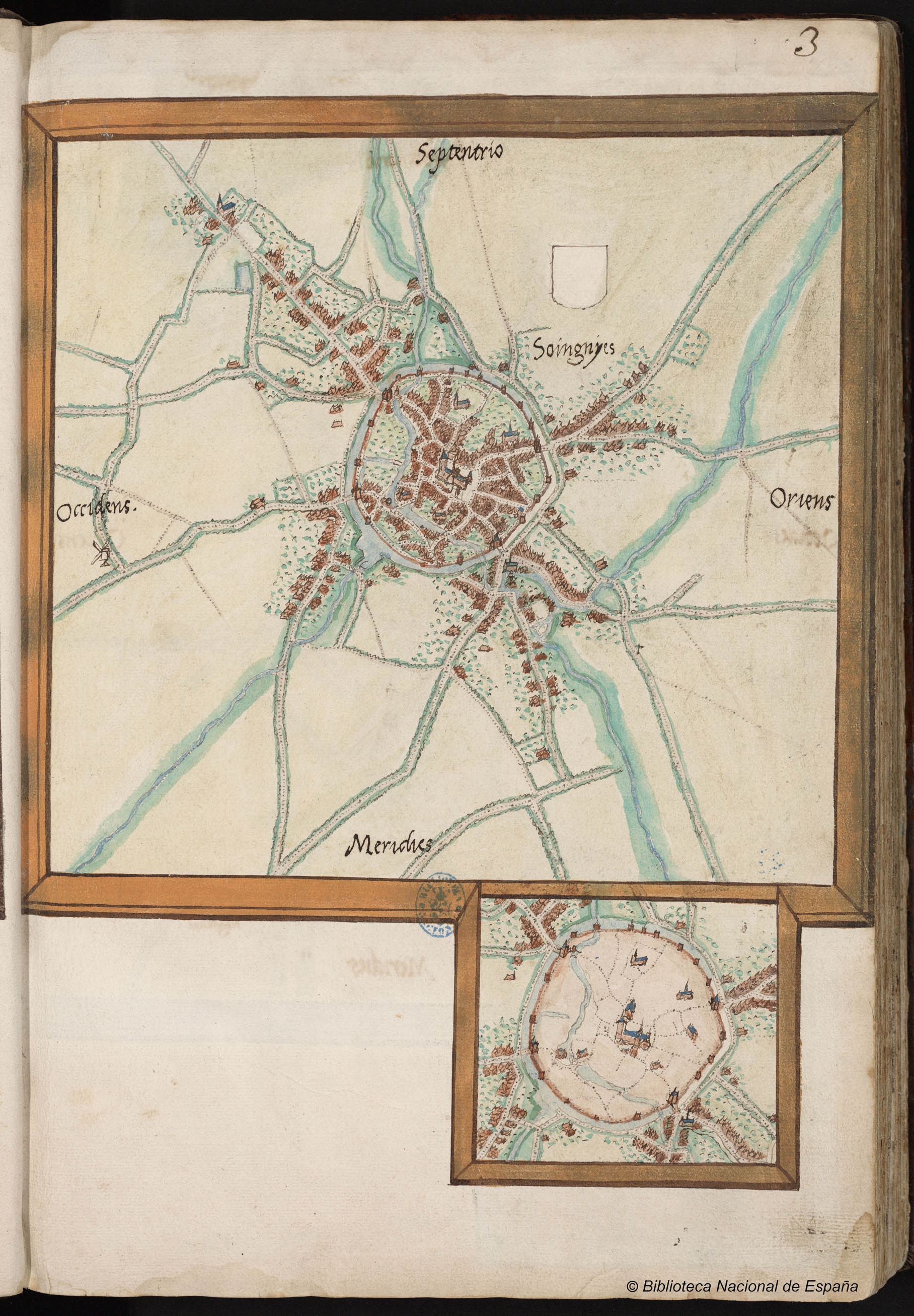
Carte Deventer - 1545.
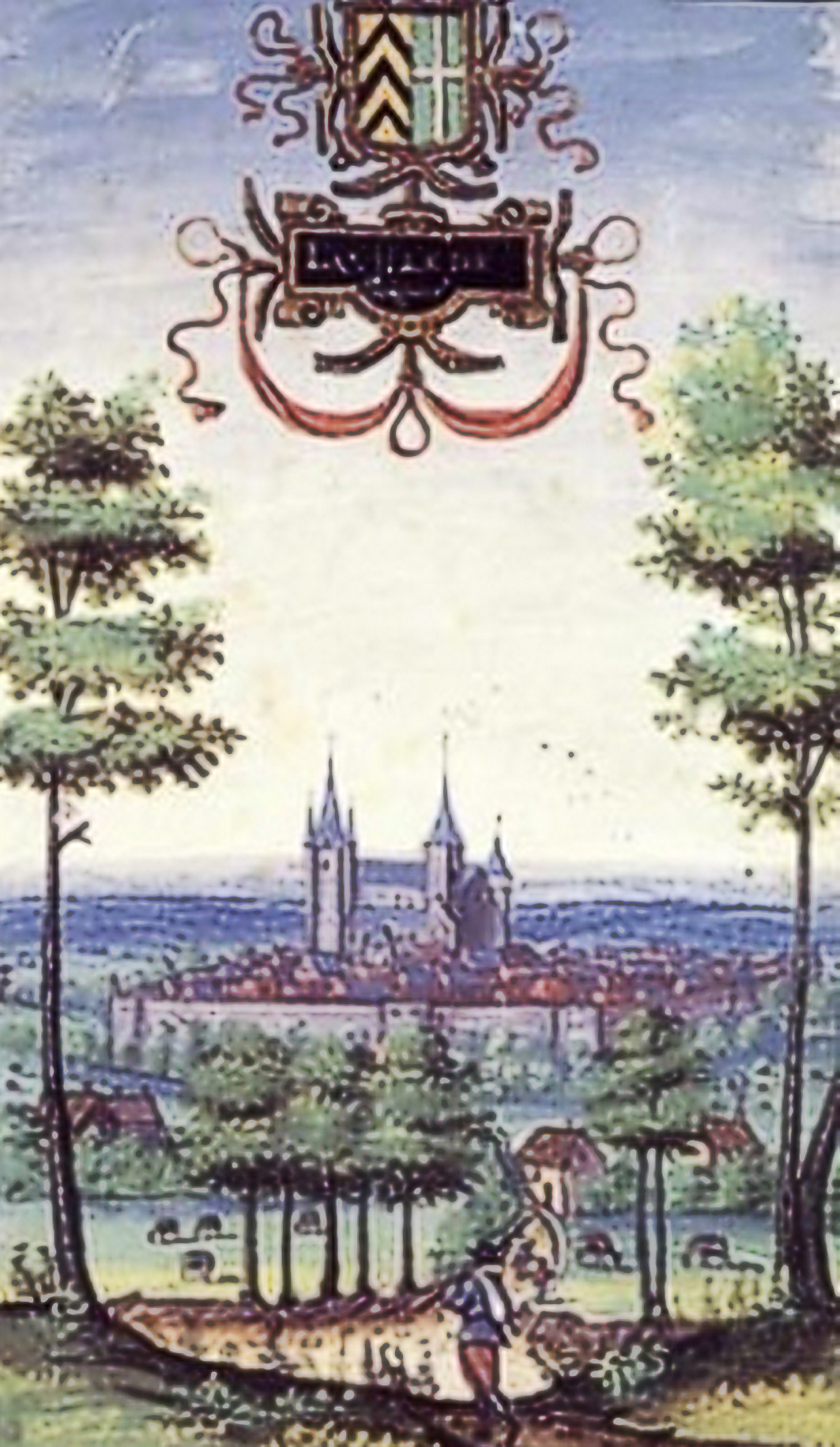
Album de Croÿ - Soignies vers 1600 (Bibliothèque nationale de Vienne).
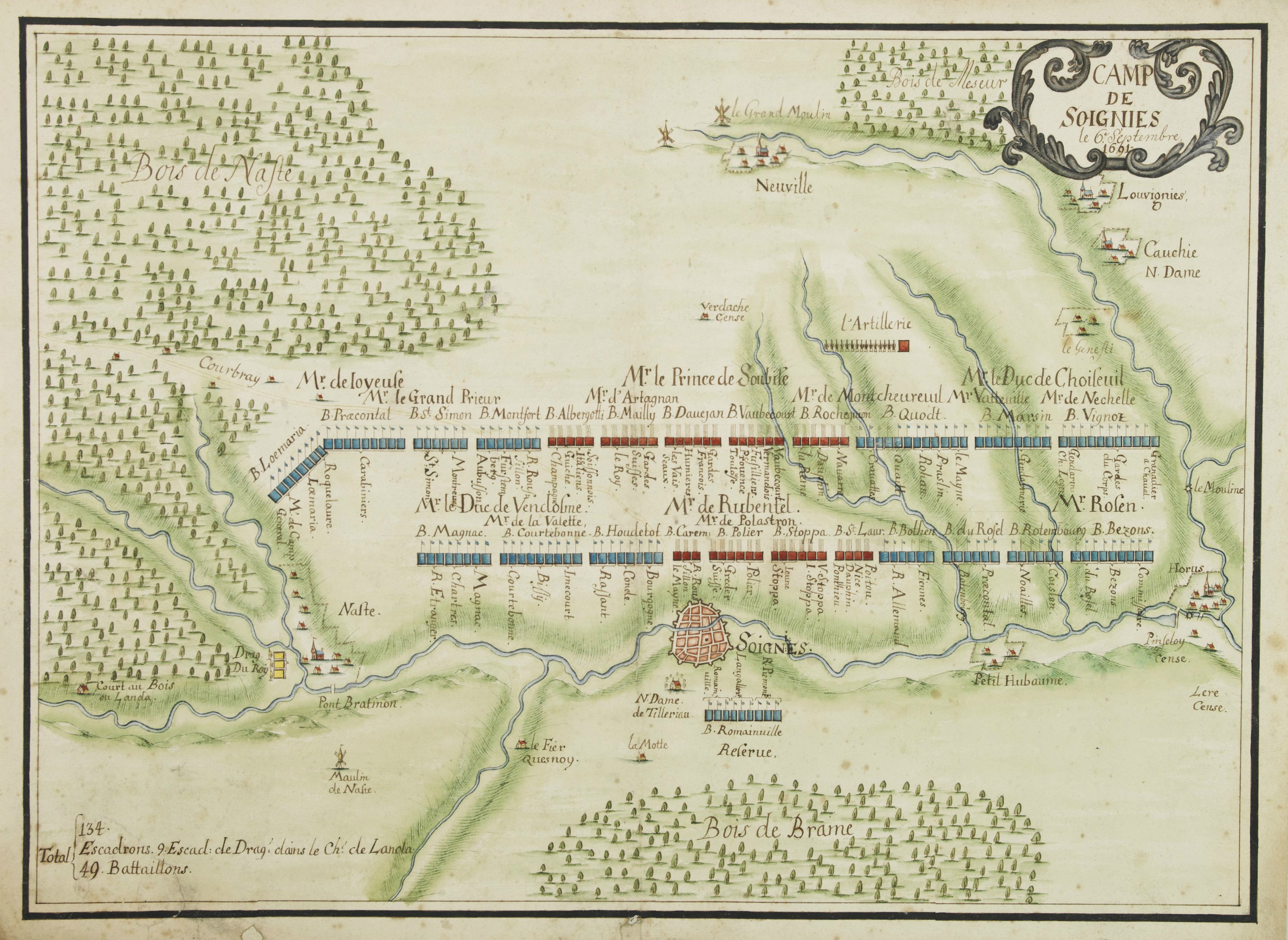
Camp de Soignies en septembre 1691 lors de la guerre de la Ligue d'Augsbourg.
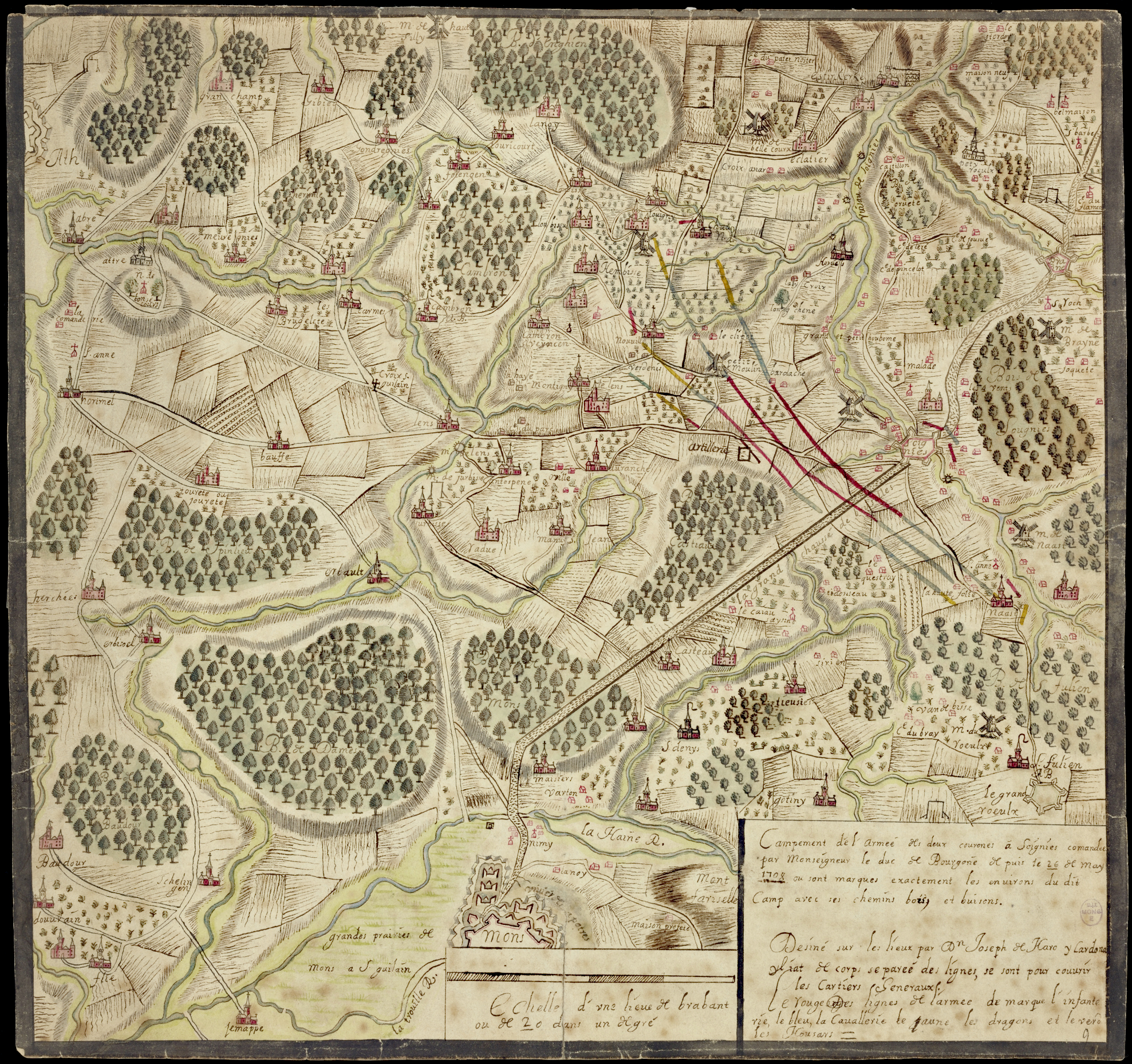
Campement de l'armée des deux couronnes lors de la guerre de Succession d'Espagne par Joseph Haro y Cardona en mai 1708.
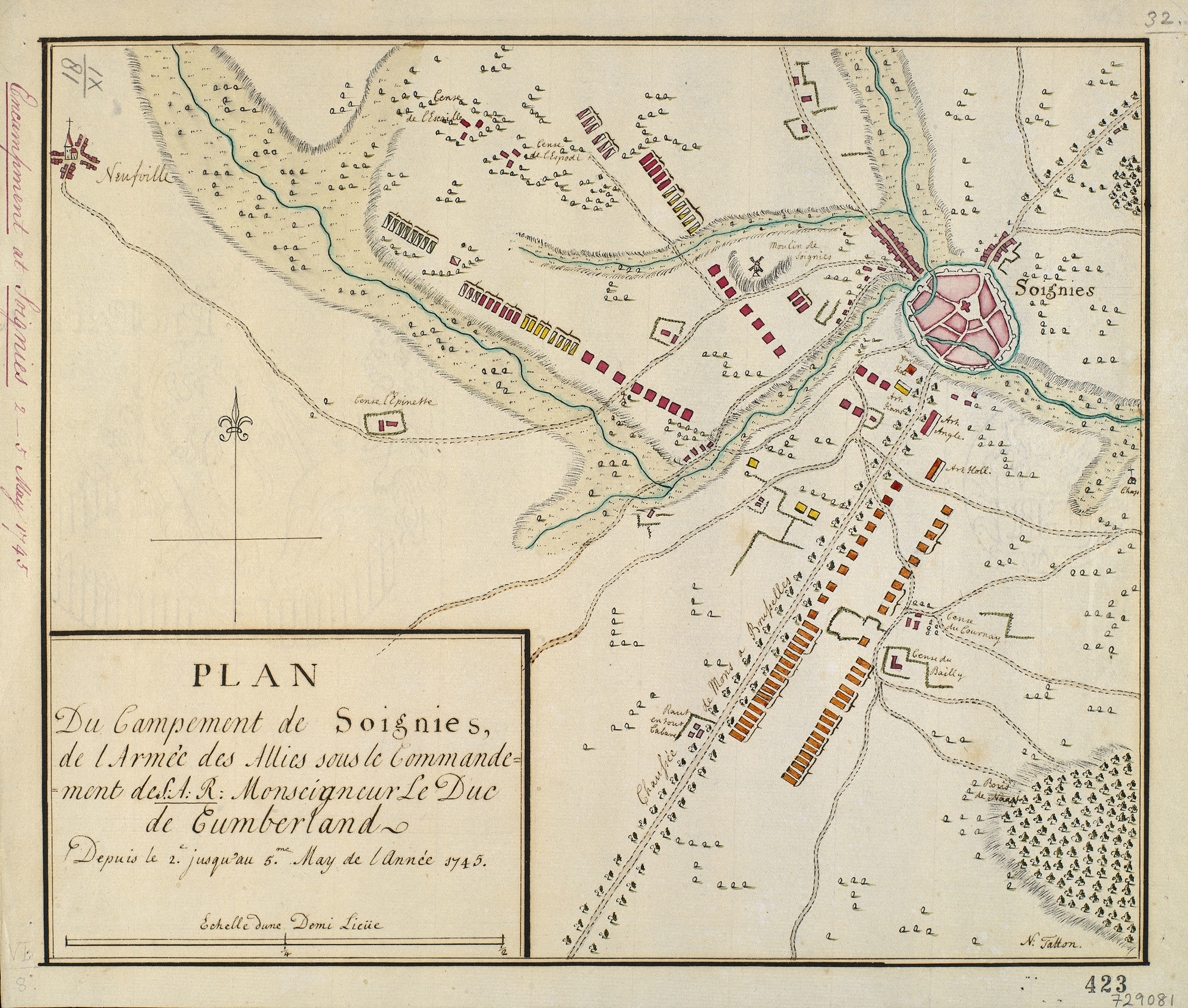
Campement de l'armée du Duc de Cumberland en mai 1745 lors de la guerre de Succession d'Autriche.
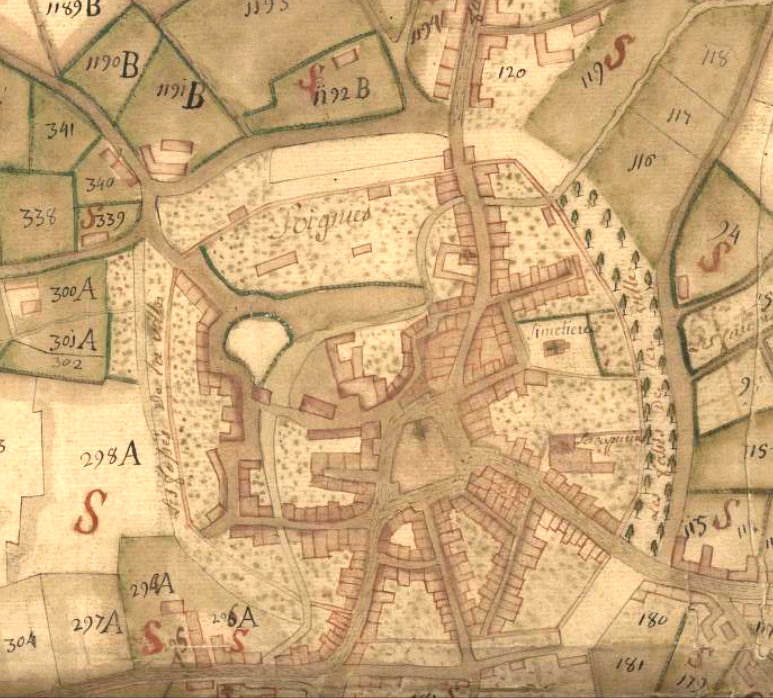
Plan terrier de Soignies en 1770 par F. J. Pourbaix.
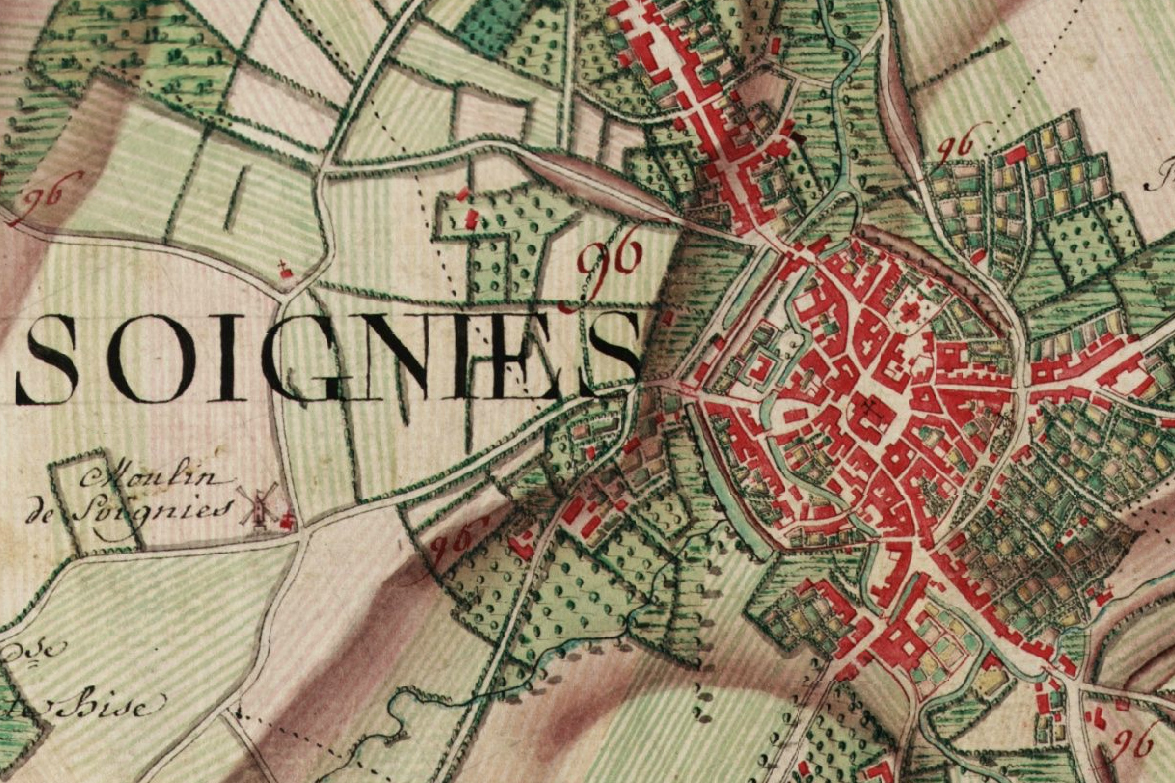
Carte Ferraris - vers 1775.
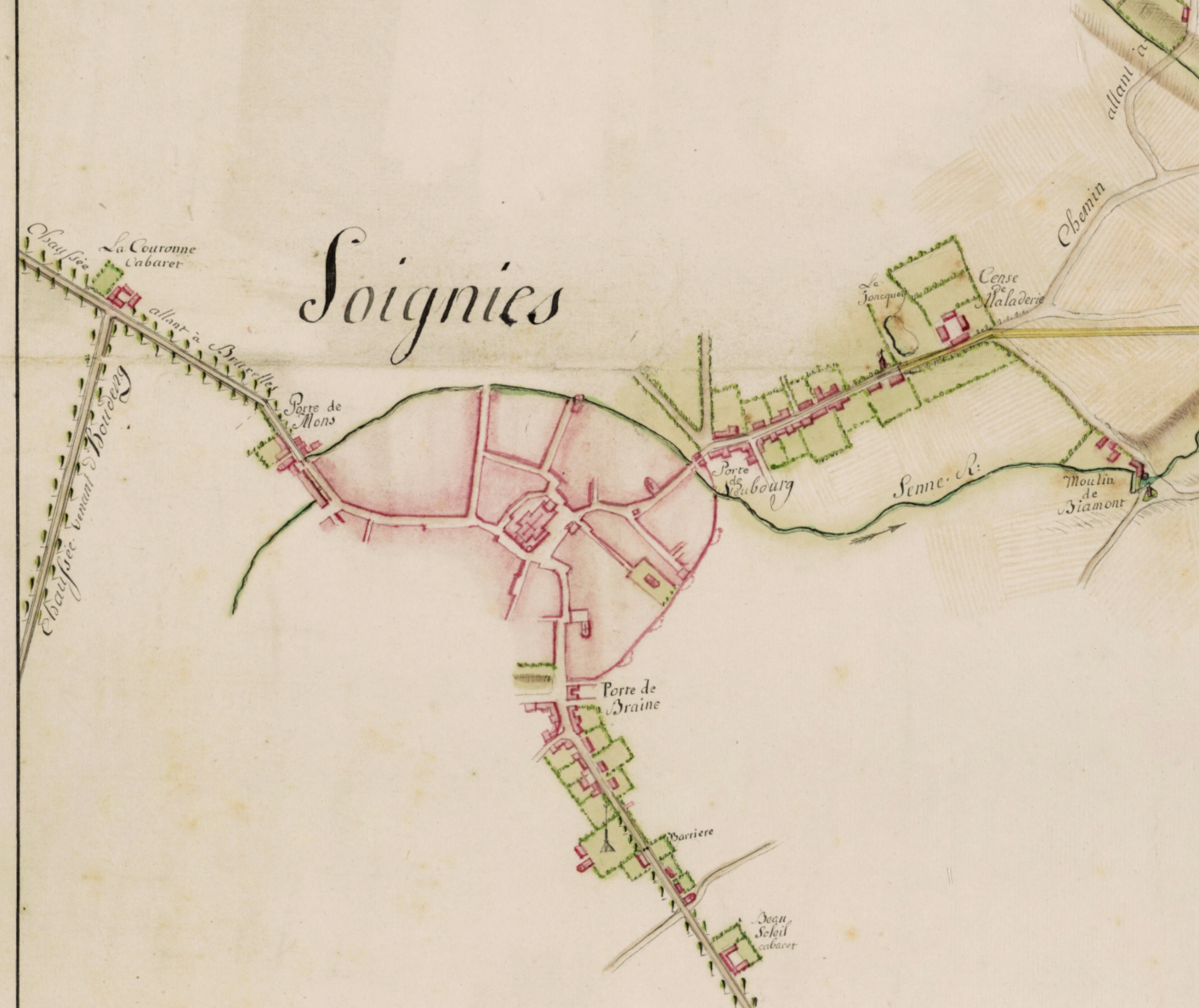
Détail d'un plan d'une chaussée à construire entre Soignies et Enghien par Chrétien Emmanuel Henri Fonson (1729-1798), le 16 octobre 1786.
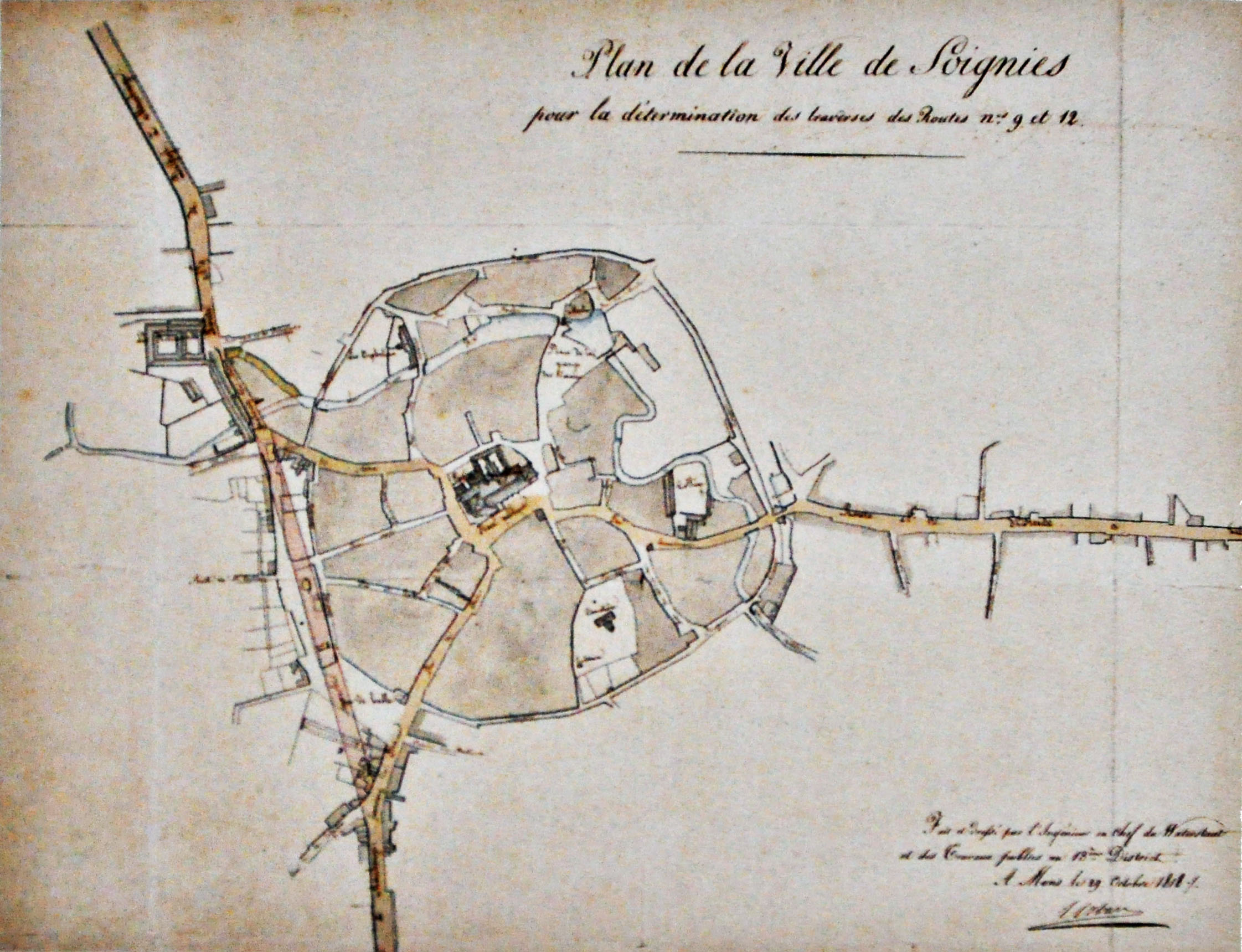
Plan de l'ingénieur chef Urban en 1818.
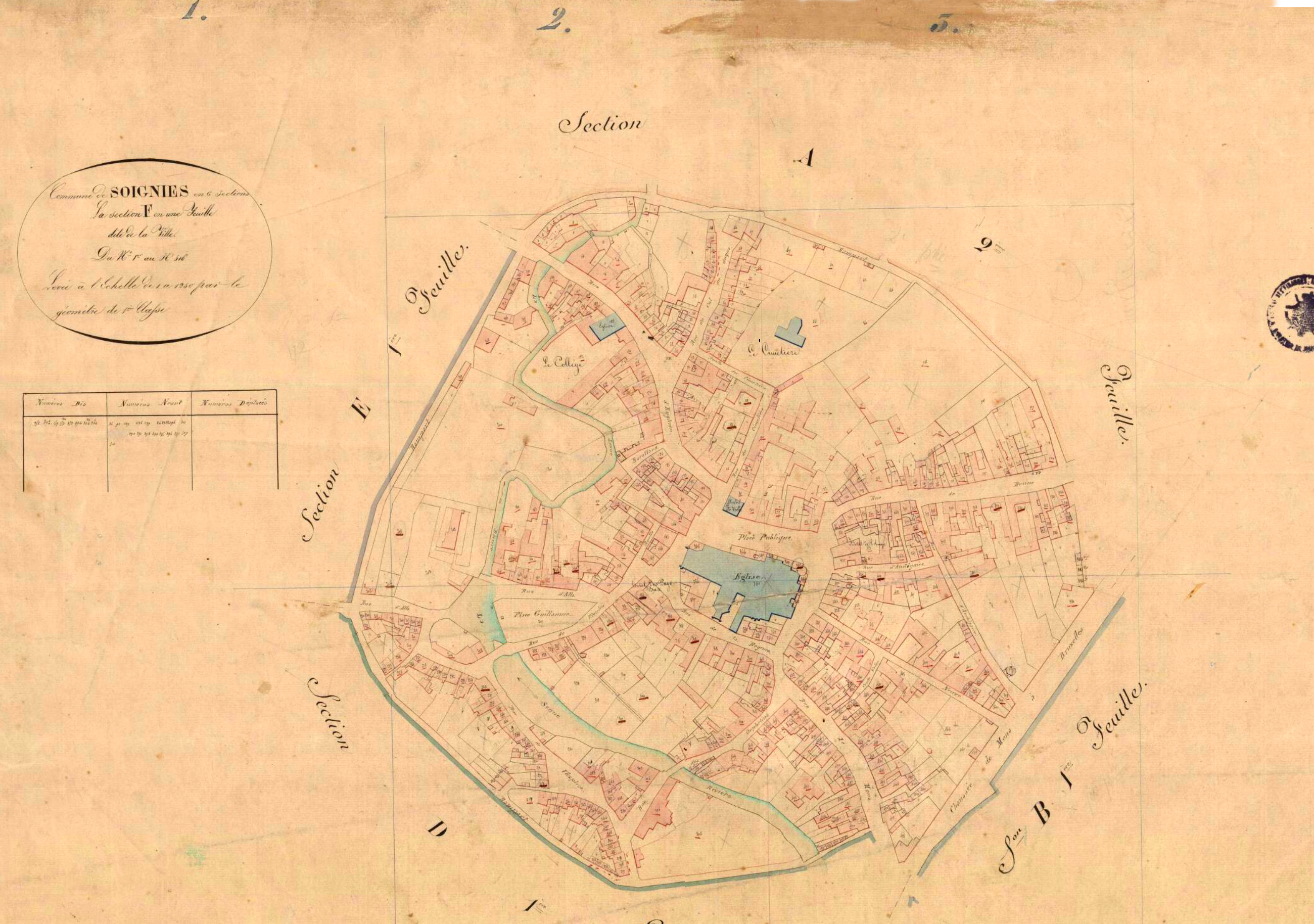
plan cadastral primitif de Soignies vers 1830-1834.
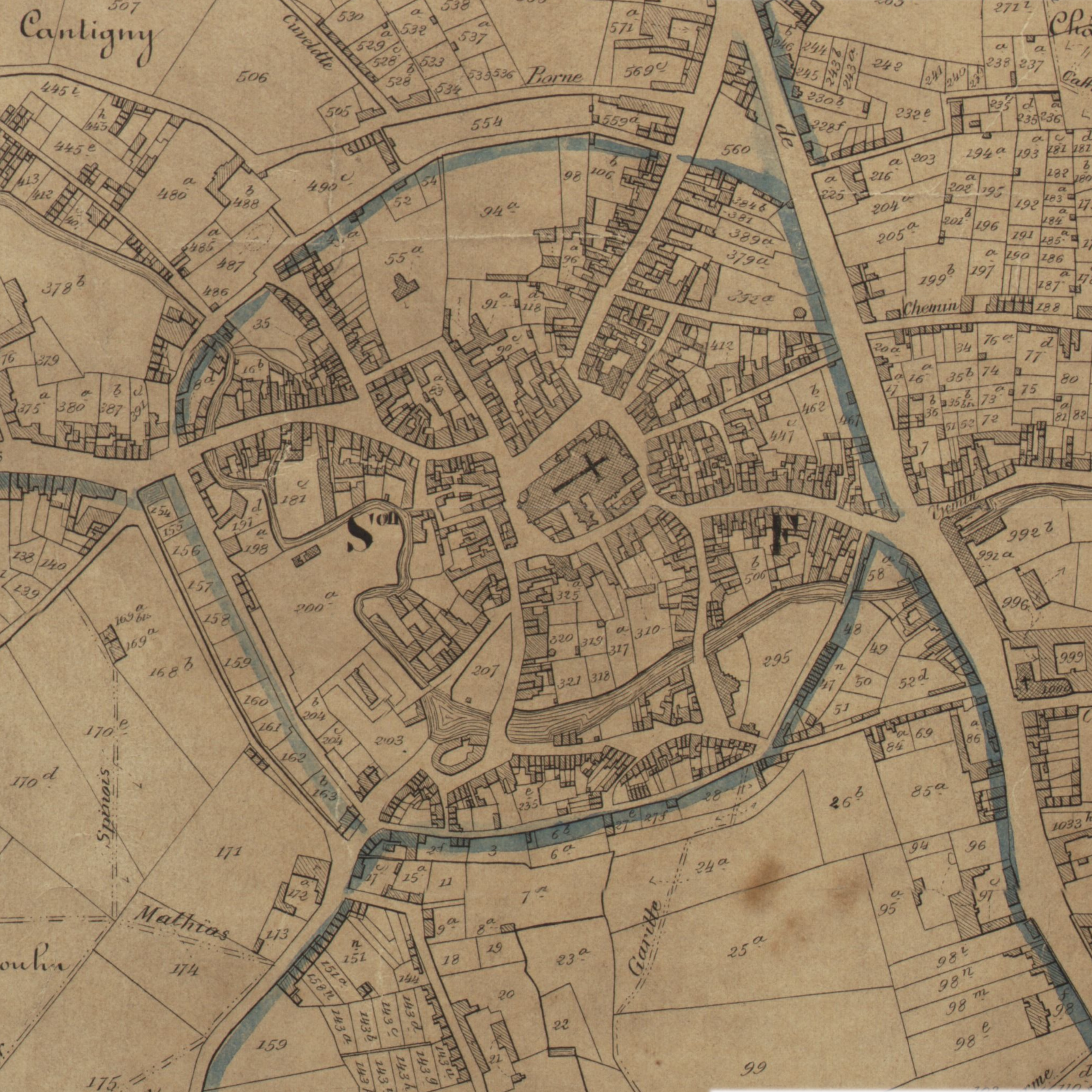
plan cadastral réalisé par Philippe Christian Popp van Schaalkwijk en 1865.
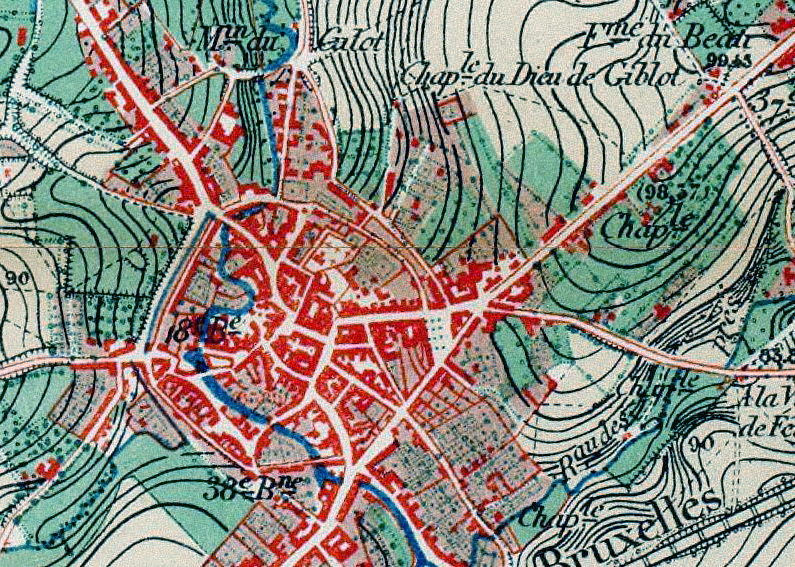
Carte de Soignies en 1869.

|  |  |  |  |  |

#### Les remparts
On peut distinguer quatre périodes dans la réalisation des travaux de fortification de la ville,.
- Au XIIe siècle, sous l'impulsion de Baudouin IV le Bâtisseur, la collégiale est fortifiée pour mettre le chapitre à l'abri des bandes armées. La population se réfugiait alors dans l'enclos capitulaire.
- En 1364, les Chanoines souhaitent doter la ville d'une enceinte de défense pour se prémunir des attaques flamandes de Louis de Male faisant suite à l'assassinat de Siger II d'Enghien perpétré le 21 mars 1364 sur ordre d'Albert de Bavière. La ville sera d'ailleurs, en partie, incendiée en 1365. Le comte, Albert de Bavière s'empressa (il répondit par lettres d'octroi sous la même date que celles en demande (20 février 1364)) de leur signifier son accord[3].

Le chantier dura plusieurs années, pour en financer le coût, les chanoines prélevèrent un impôt extraordinaire sur différentes denrées de consommation courante qui dura quinze ans (la maltôte).
De 1364 à 1379, des levées de terre sont pratiquées sur le pourtour de la ville, elles sont bordées d'un profond fossé. Quatre portes furent pratiquées dans l'enceinte : celle de Braine au nord (ou du vieux-marché), celle de Mons au midi et celles d'Enghien (ou du « Noeufbourg ») et de Neufvilles, à l'ouest.
À la fin du XIVe siècle, Soignies est l'une des treize « bonnes villes » du Hainaut,,.
- En 1406, la population craignant des incursions liégeoises liées au conflit qui les opposait au Duc de Bourgogne, Jean sans Peur, les terrées se voient adjoindre une palissade de bois, des guérites de bois dotées de toits de chaume en jalonnent le périmètre[37].
- De 1421 à 1470, une muraille est construite pour reprendre les levées de terre qui deviennent un chemin de ronde. Les remparts sont dotés de tours. La Tour Piérart Willot[Note 8] se trouvait à l'emplacement de la « parapette » (place du jeu de balle – rue Neuve), la tour des Messieurs (« parapette » rue Félix Éloy) et la tour Restiau (rue du rempart). Selon les auteurs, la muraille était flanquée de 7 à 20 tours en maçonnerie couvertes de toitures coniques en ardoises.

Durant la période espagnole, à partir de 1677, les remparts devinrent obsolètes et cessèrent d'être entretenus. En 1690, le Maréchal de Luxembourg en ordonna le démantèlement afin d'empêcher tout retranchement de troupes ennemies à la recherche de quartiers d'hiver. Après la paix d'Aix-la-Chapelle, en 1748, les portes avec leurs tours furent rasées. Entre la porte de Braine et la tour Willot, le fossé est comblé puis transformé en jardin puis en jeu de balle vers 1764. En 1819, le fossé qu'occupaient depuis des siècles les Archers de Sainte-Christine (entre la tour Willot et la porte de Mons) est transformé en voirie (Rue Neuve). Ils s'établiront à cette époque sur le rempart (leur local est construit à cette date (1821)). Certaines parties du rempart ont toutefois échappé au démantèlement, le plus important tronçon (entre la rue Chanoine-Scarmure et la rue Félix-Éloy) a fait l'objet d'une mesure de classement, tout comme celui situé rue du Rempart, restauré en 2011.

### Le Chapitre de Soignies

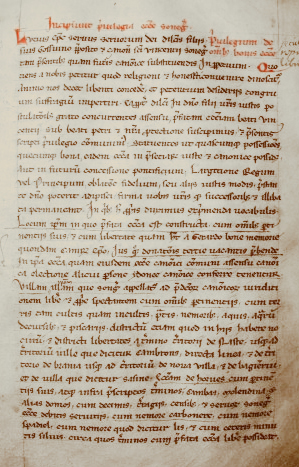
Une page du livre enchaîné au chapitre de Soignies (liber catenatus).

Durant plus de huit siècles (de 935 à 1793), la vie de la cité fut réglée par le chapitre de Soignies. Trente-et-un chanoines administraient la « franchise » et leurs importants territoires. Ils incarnaient le pouvoir spirituel et temporel. Aucun domaine ne leur était étranger. Le chapitre de Soignies, à l'époque féodale, était le seigneur du lieu. Ils nommaient les baillis, les maïeurs, ou tout autre fonction relative à la ville. Ils contestaient à toutes juridictions (aussi hautes fussent-elles) le droit de pouvoir juger leurs sujets. Ils consignaient leurs privilèges dans un liber catenatus (livre enchaîné — datant du XIIIe au XVe siècle). À Soignies, on appelait les chanoines les « messieurs ». Ces « moines séculiers » ne faisaient pas vœu de pauvreté, ils pouvaient par conséquent disposer d'un patrimoine qui se révélait parfois être important. Ils n'étaient pas tenus de vivre dans l'enceinte même de la collégiale mais devaient y résider au moins 32 semaines par an,. « Malgré les dissensions intestines et les embarras en tout genre qui affligèrent souvent la communauté de Soignies, ce corps religieux ne cessa de veiller au bien-être et à la prospérité des populations placées sous son patronage. En parcourant les monuments écrits qui nous ont été légués par les chanoines, on constate avec plaisir que bien des personnes ont été l'objet de leur générosité et de leurs soins les plus constants. »
Les chanoines occupaient différentes fonctions.

#### Les fonctions
Elles étaient au nombre de cinq : la prévôté, le décanat, la trésorerie, l'écolatrie et la chanterie.
- Le Prévôt : nommé par le souverain, il « gouvernait » le chapitre dont il était le chef extérieur et le représentant civil. Muni des pleins pouvoirs, il exerçait dans les domaines de la collégiale l'autorité féodale.
- Le Doyen de chapitre : dont la dignité était élective. À la nomination du chapitre, il venait après le prévôt. Il présidait l'assemblée capitulaire et dirigeait les délibérations. Il veillait sur le spirituel et le disciplinaire au sein du chapitre.
- Le Trésorier : Nommé par le souverain, il veillait au soin des richesses de la sacristie et des ornements sacerdotaux, il était aussi investi de la gestion de tout ce que réclamait l'exercice du culte.
- L'Écolâtre : il dirigeait l'école chapitrale. Il proposait au chapitre la nomination du maître des écoles. Il endossait en outre le rôle de secrétaire du chapitre.
- Le Maître de chant : Titulaire de la chantrerie, il dirigeait la musique sacrée, le chant de tous les offices de la collégiale et la maîtrise où les enfants de chœur recevaient une instruction appropriée à leurs besoins.
- Chanoine : le chapitre de Soignies comptait trente et un chanoines[3].

#### Une collégiale musicienne
La collégiale fut surtout réputée pendant des siècles pour les musiciens et les chantres qu'elle produisit. En 1534, Lessabæus écrivit : « Je ne sais si le Hainault tout entier possède collégiale plus généreuse et plus musicienne… Les musiciens chantres y affluent de toute part, pareils à des abeilles dans une ruche. Pour y faire un large butin. » Lodovico Guicciardini explique dans sa description des Pays-Bas : « De Soignies sortent particulièrement de très bons musiciens ayant les meilleures et plus douces et harmonieuses voix qu'en autre endroit des Pays-Bas ; et c'est là où ordinairement le Roy apointe et récompense les chantres qui lui ont fait service. »

La collégiale à travers les siècles
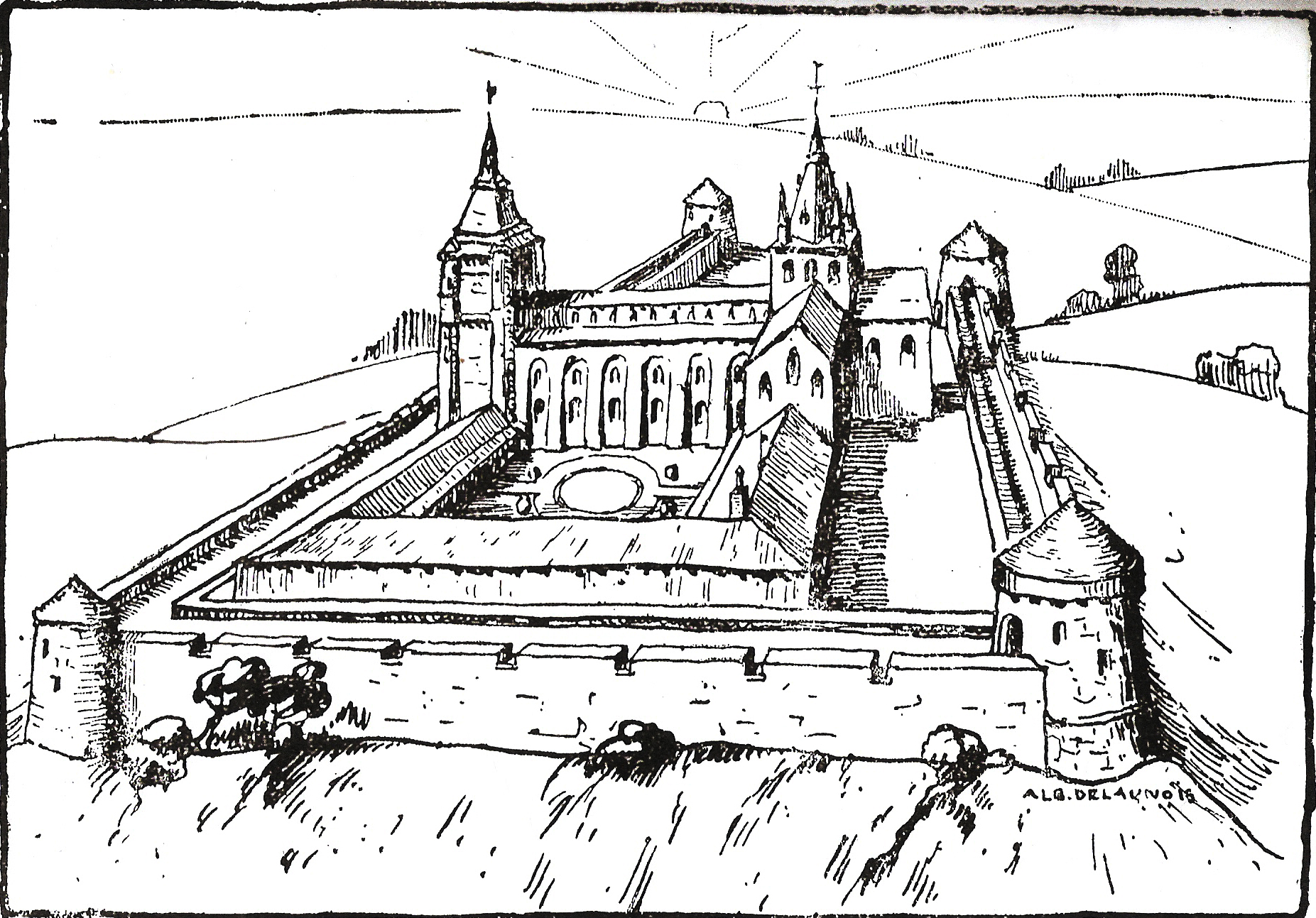
Représentation de la collégiale d'après un document du XVIe siècle par Albert Delaunois (1895-1936).
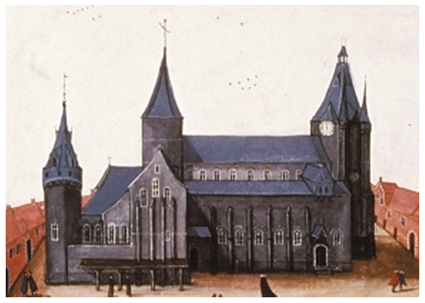
La collégiale, la tour Malvau (ou ronde tour) et la Halle aux Draps au début du XVIIe siècle.
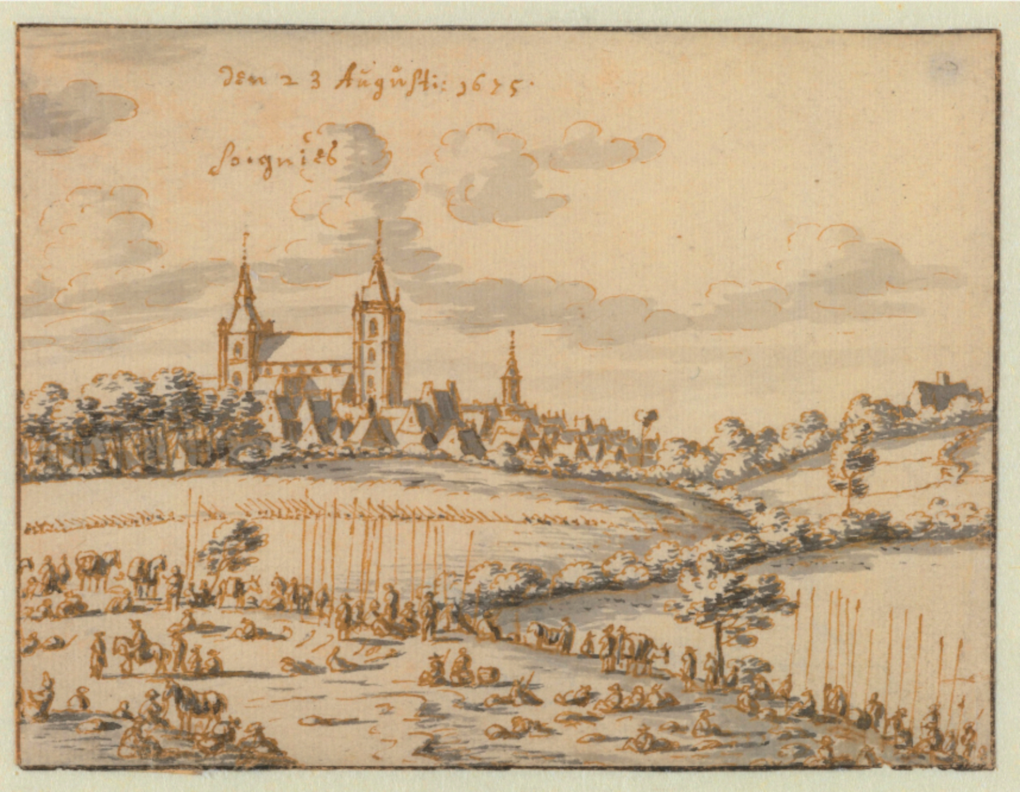
Des troupes bivouaquent à Soignies, le 23 août 1675 - Rijksmuseum
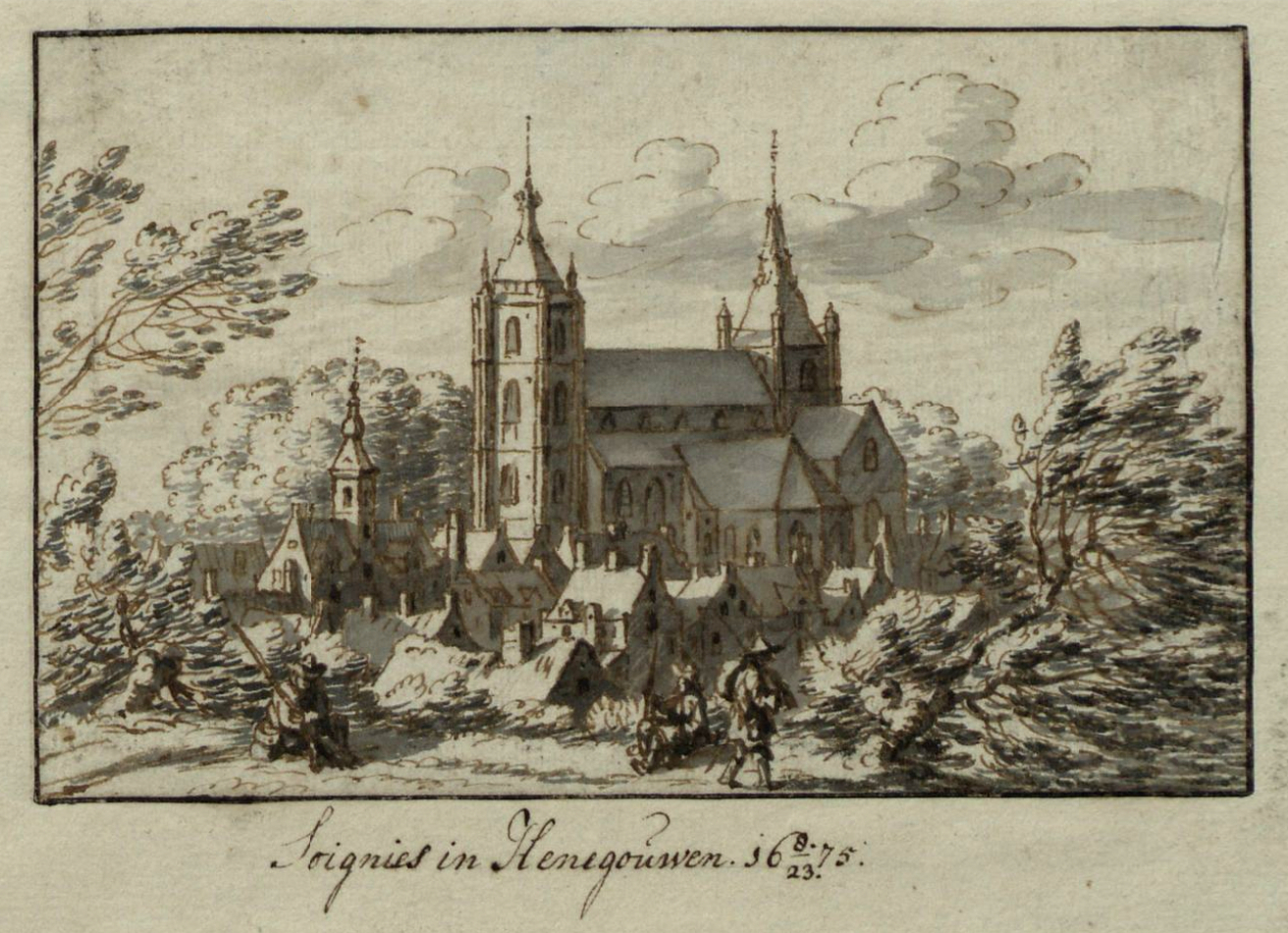
Soignies au XVIIe siècle - dessin de J. de Gavre, 1675 Bibliothèque royale Albert Ier, Cabinet des Estampes.
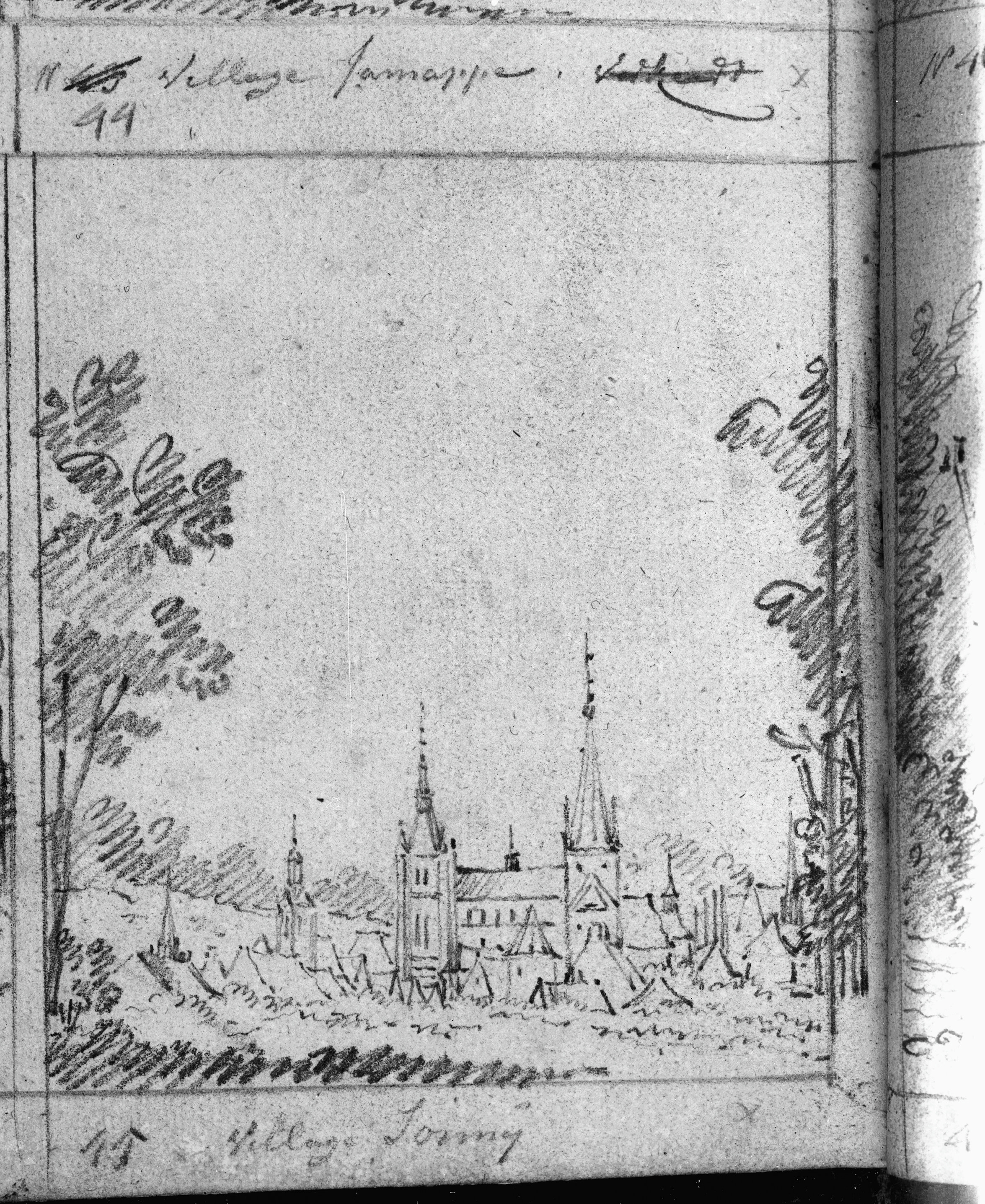
par Dirk Verrijk au XVIIIe siècle.
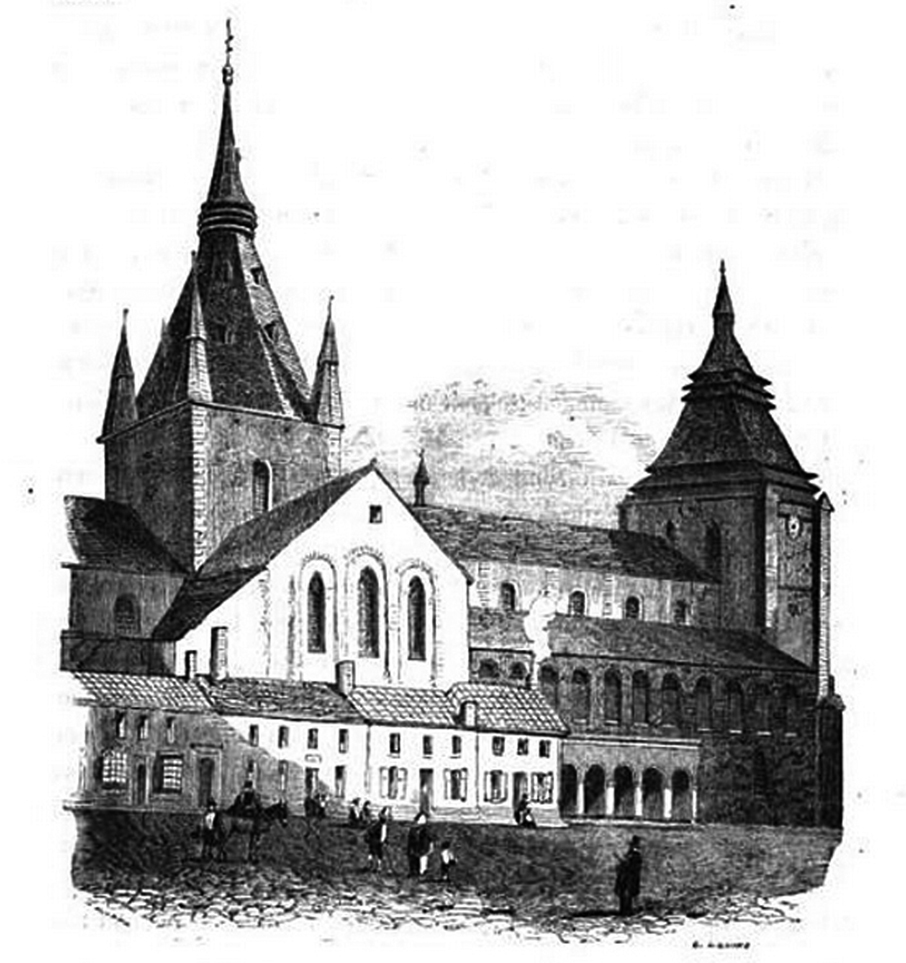
Les « hobettes » et l'arsenal — fin XVIIIe siècle.
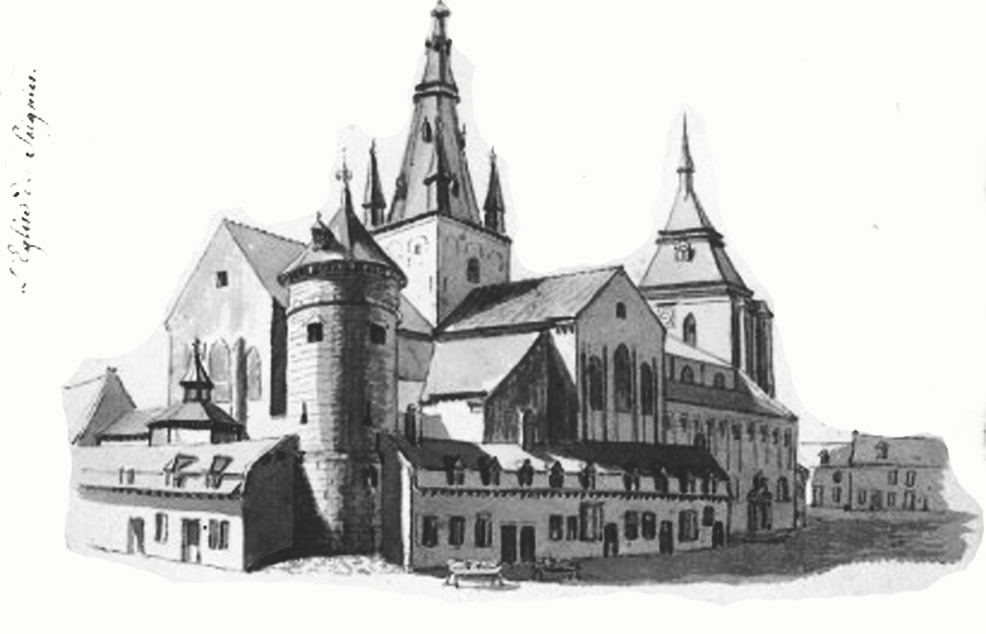
La collégiale en 1822, la tour Malvau du XIVe siècle sera démolie en 1870 - Original conservé au Musée royal de Mariemont - Album de Jean de Vaere - ELB-MRM-4492 A.
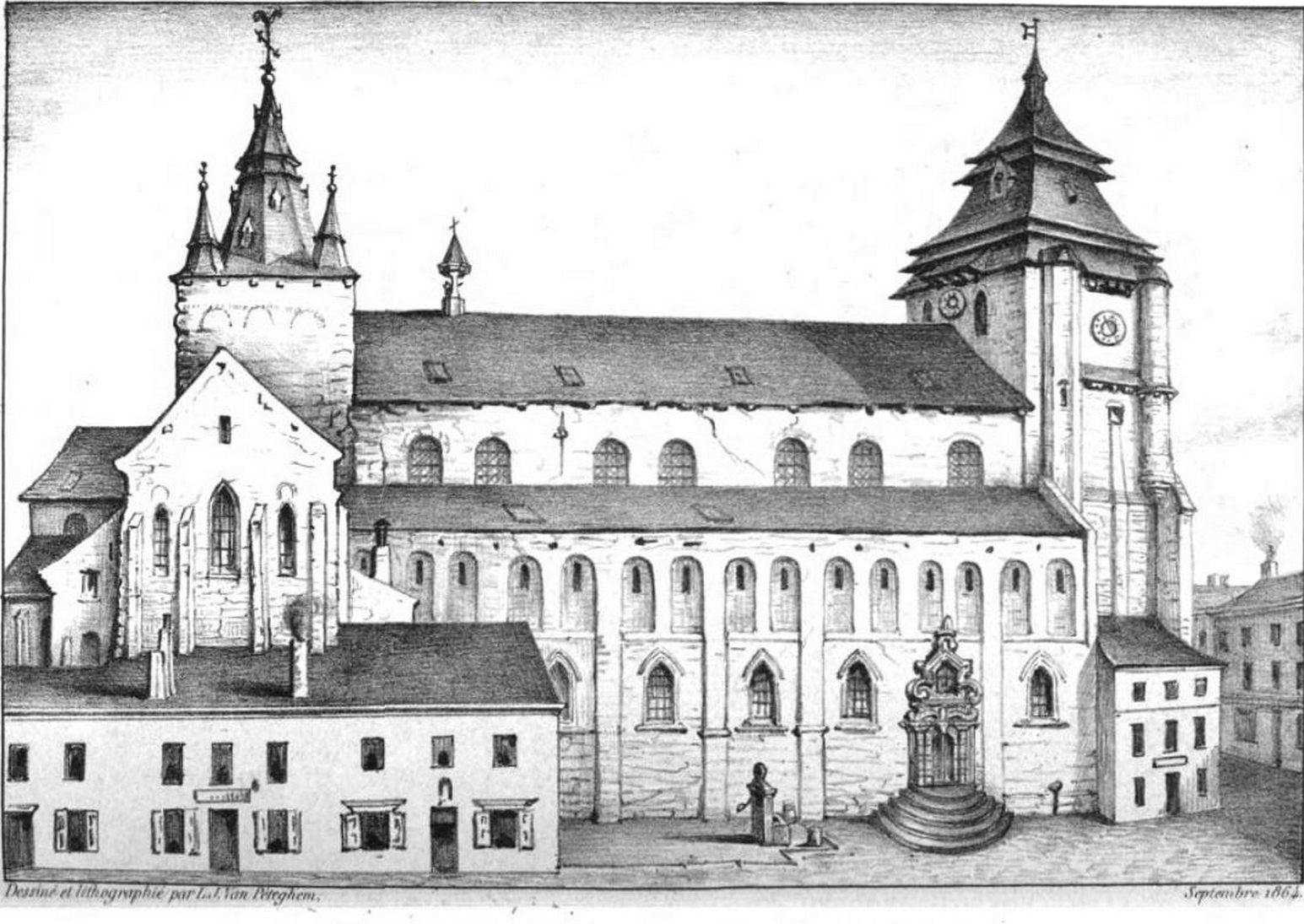
Lithographie L.J. Van Pethegem, sept. 1864 in Théophile Lejeune, Histoire civile et ecclésiastique.
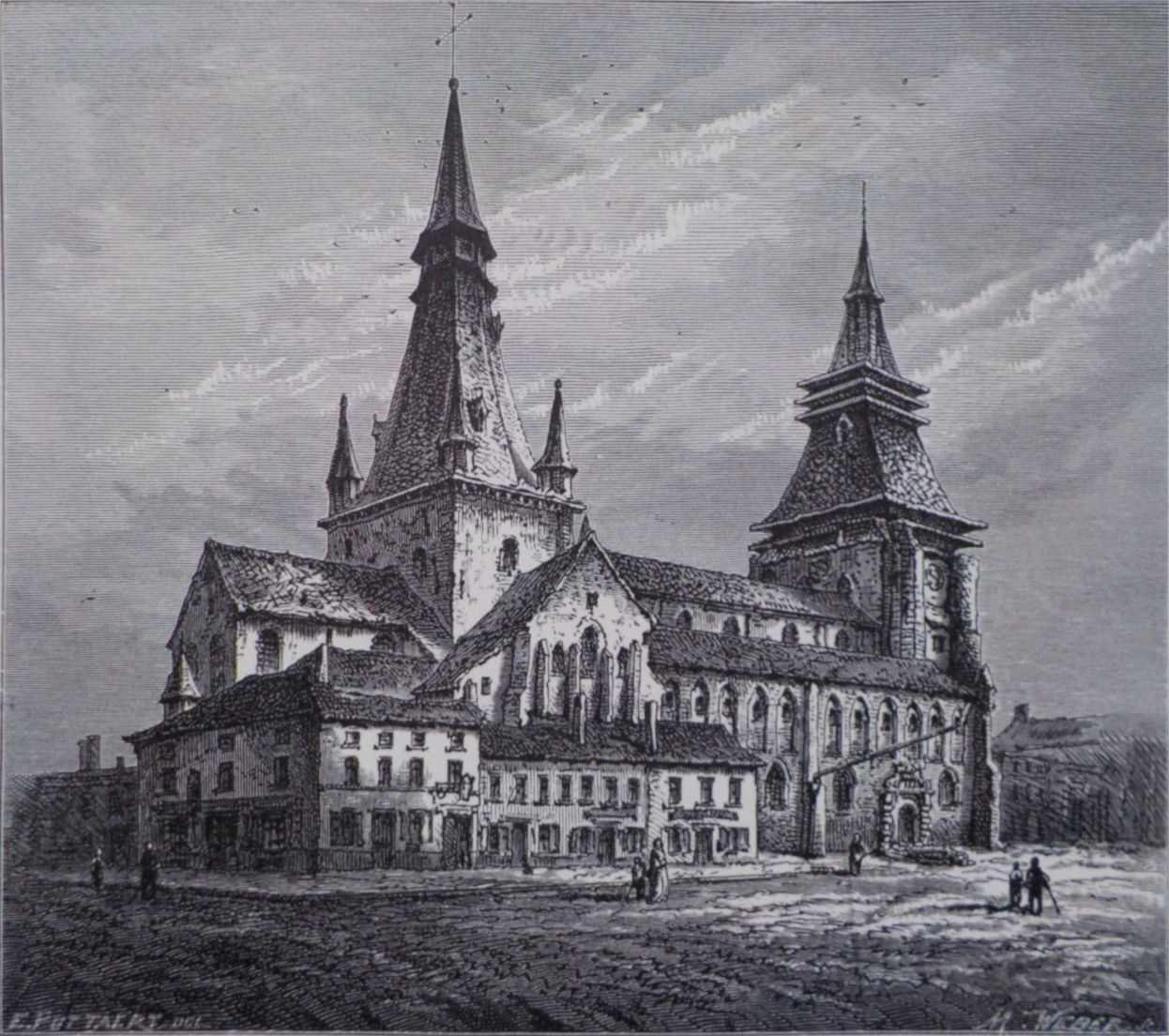
Gravure de Emile Puttaert et M. Weber publiée dans la Belgique illustrée en 1890.
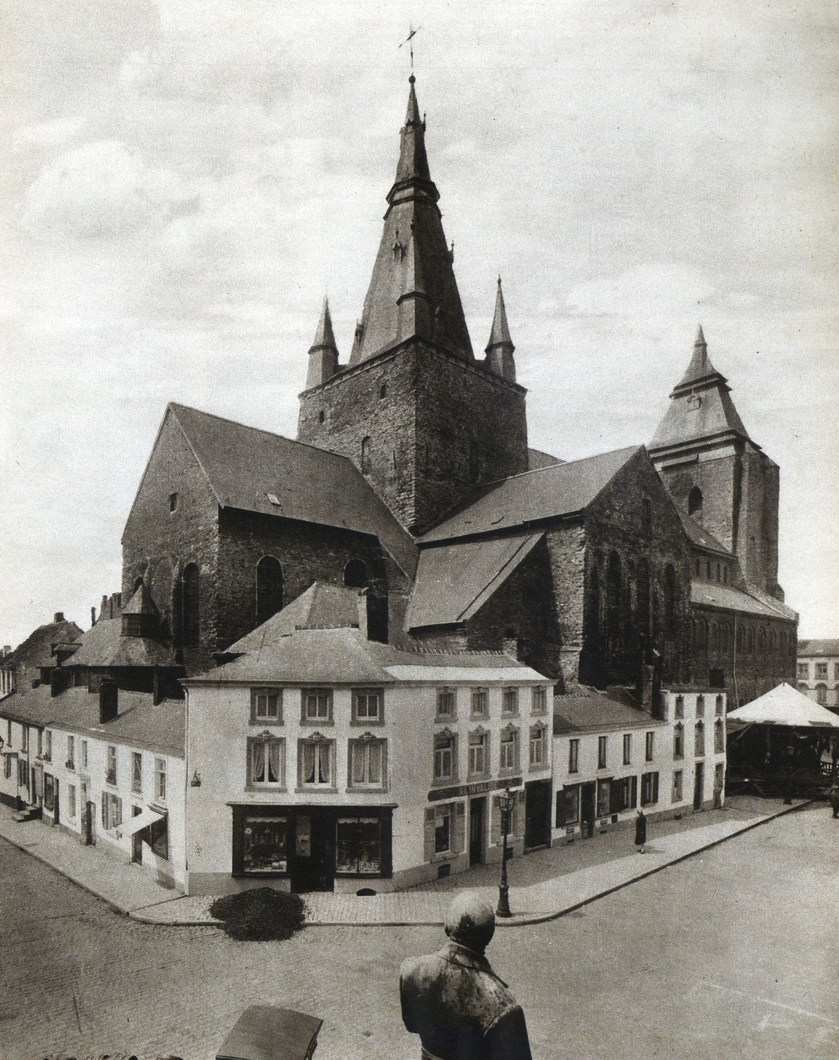
La collégiale à la fin du XIXe siècle, début du XXe siècle prise depuis le balcon de l'Hôtel de Ville.
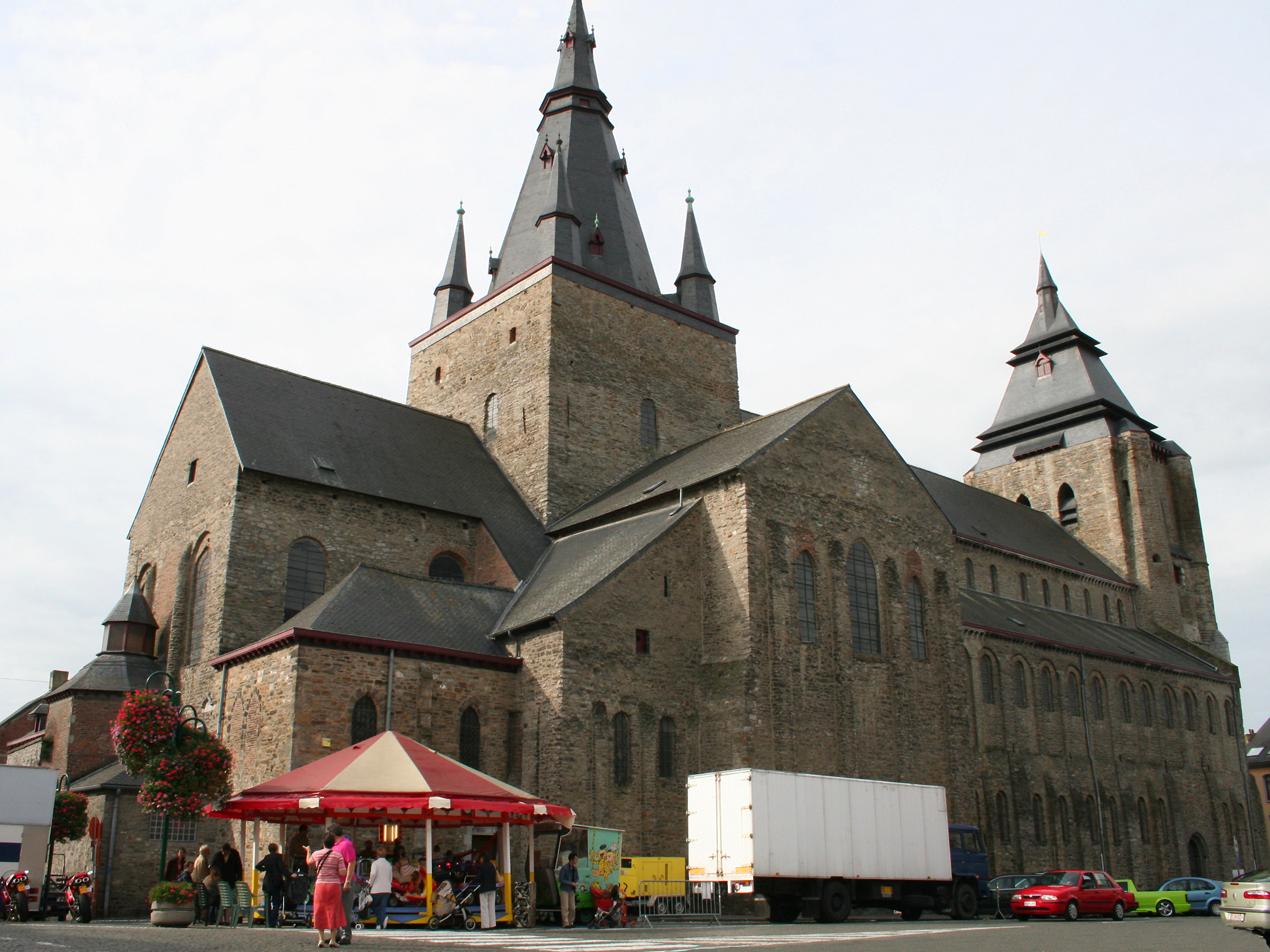
la collégiale au XXIe siècle.

##### Quelques noms associés à la chantrerie de Soignies
Gontier de Soignies, XIIIe siècle ; Johannes Regis, XVe siècle ; Gilles Binchois, XVe siècle ; Guillaume Malbecque, XVe siècle ; Nicolas Payen, XVIe siècle ; Gaspard Payen, XVIe siècle ; Étienne Bernard, XVIe siècle ; Philippe Dubois, XVIe siècle ; Jean de Ham, XVIe siècle ; Nicaise Houssart, XVIe siècle ; Pierre Philippe, XVIe siècle ; Charles Chastelain, XVIe siècle ; Pierre-Joseph Leblan, XVIIIe siècle.

#### La fin du Chapitre

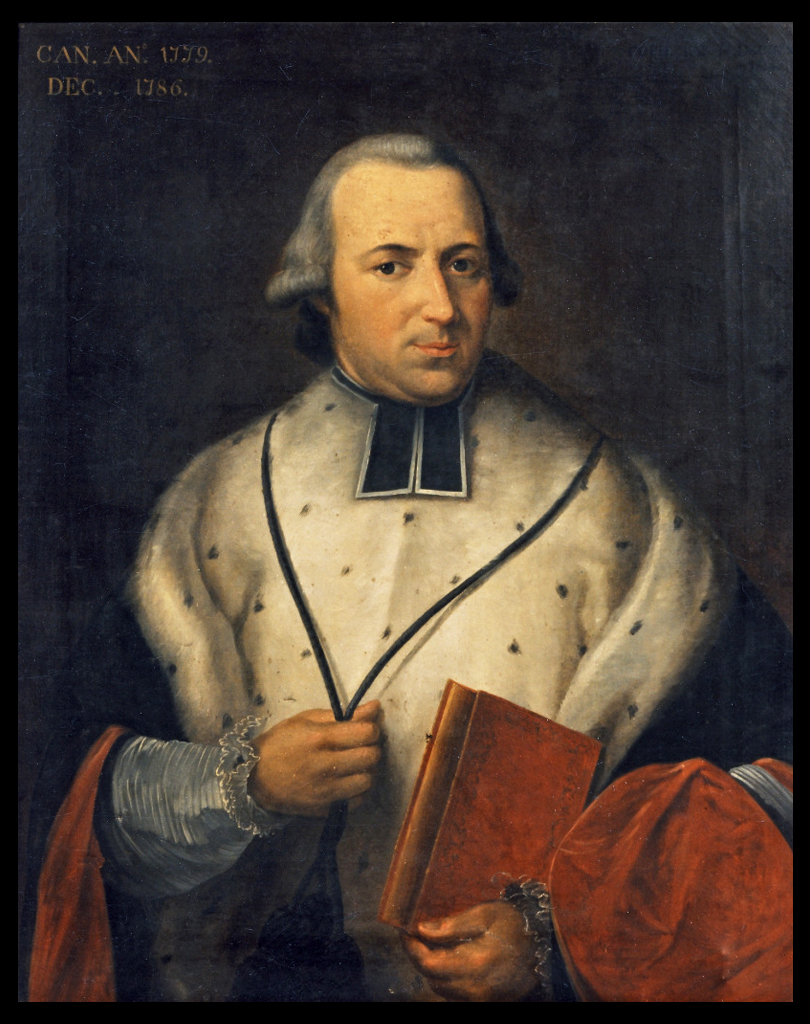
Chanoine Jean-Baptiste le Cancelier (1753-1834), dernier doyen du chapitre.

En 1792, le chapitre tente de s'opposer aux révolutionnaires. 32 civils sont arrêtés à Soignies à la suite de leurs actes contre-révolutionnaires. Ils sont transférés à Mons. Alors qu'il est question de les faire juger à Paris, une ordonnance de la Convention nationale datée du 3 mars 1793 les fait libérer en qualité de « victimes de la séduction employée sur eux par lesdits Prévôt, Doyen et chanoines ». En revanche, l'ordonnance précise que l'ensemble du chapitre doit être arrêté et « réparti dans les citadelles de Lille, Valenciennes, Douai, Cambray et Arras ».
La « Municipalité de Soignies » intervient pour faire libérer le curé et le citoyen Polliot (tous deux chanoines). Le citoyen Polliot est libéré en revanche, l'ordonnance du 3 mars 1793 préfère sursoir à l'élargissement du curé.
Le commissaire Gondran supprime le chapitre en 1793.
La loi du 15 fructidor de l'an IV (1796) ordonne la dispersion des religieux et la mise en vente de leurs propriétés : les « biens noirs ».

#### Cartulaires du Chapitre
Quatre cartulaires du Chapitre de Saint-Vincent ont été conservés.
- Le liber catenatus ou « livre enchaîné », XIIIe au XVe siècle (additions jusqu'en 1741).
- Le liber albus (sa couverture est blanche), XVIIIe siècle.
- Le liber mixtus (composé de documents divers), XVe siècle.
- Le liber ruber (sa couverture est rouge), enlevé par les Allemands en 1918.

### Liste des Avoués de saint-Vincent

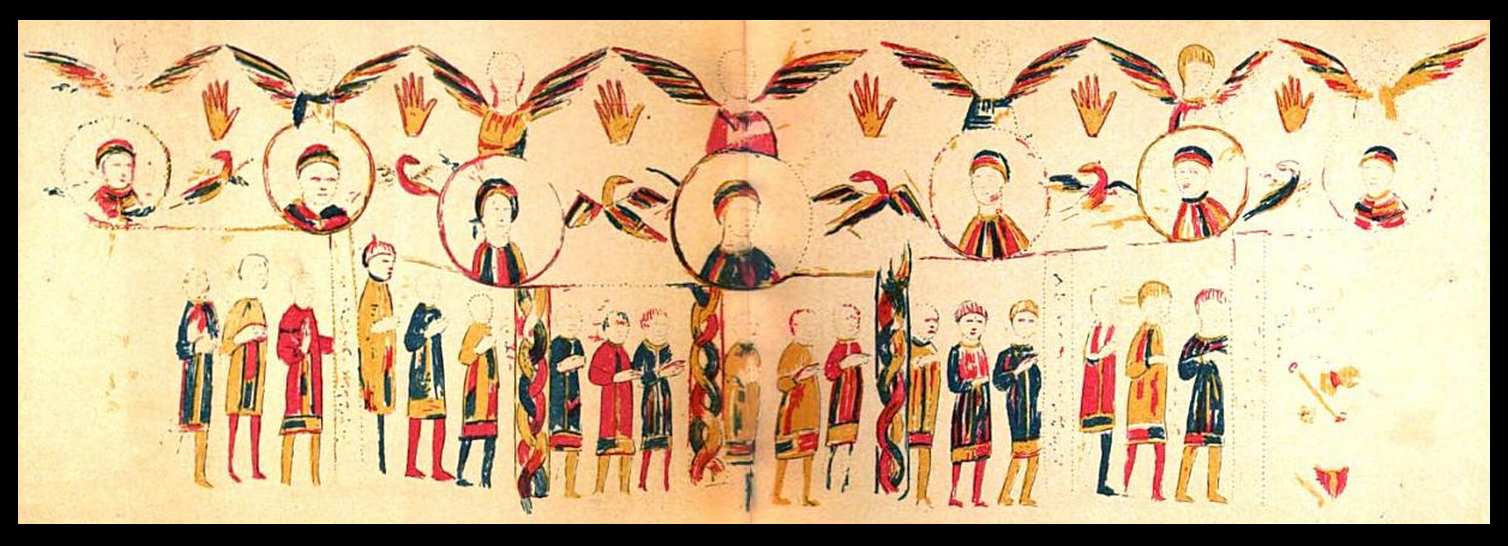
Reproduction d'une tapisserie (fin XIe siècle, début XIIe siècle) découverte dans la chasse de St-Landry (Vicaire général Voisin - 1867) - Remarquez les mains que le chanoine Voisin rapprochait d'un des miracles de Vincent. Peut-être devrait-on les rapprocher le la Main rouge de l'Ulster ce qui plaiderait pour une origine irlandaise.

Les Comtes de Hainaut, la famille de Bourgogne, la maison d'Autriche avaient pour coutume de prêter le serment d'honneur sur les reliques de saint-Vincent ce qui en faisait des « avoués de saint-Vincent ».
- Thomas II de Savoie, époux de Jeanne de Constantinople, prestation de serment entre 1237 et 1244.
- Charles d'Anjou, en 1254.
- Albert de Bavière, en 1387.
- Jacqueline de Hainaut, le 14 juin 1417[52] (elle épousera Humphrey de Lancastre qui suit).
- Humphrey de Lancastre (frère d'Henri V d'Angleterre), duc de Gloucester, le 6 décembre 1423.
- Philippe le Bon, joyeuse entrée en 1428, serment le 19 avril 1429.
- Charles le Téméraire, en 1470.
- Philippe le Beau en 1494.
- Maximilien d'Autriche, en 1512.
- Charles Quint, est à Soignies en juin 1544[Note 15],[53] et le 28 septembre 1544[54]. Sa prestation de serment est incertaine.
- Philippe II (roi d'Espagne), le 3 septembre 1549.
- Louis-Engelbert d'Arenberg, Duc d'Aremberg, grand bailli du Hainaut, le 20 janvier 1780.

### Liste des Baillis de Soignies
La charge de Bailli était conférée par le Chapitre de Saint-Vincent pour une durée d'un an. Le Bailli incarnait le pouvoir temporel et spirituel et, à ce titre, il rendait la justice. Il était responsable de la Haute Justice à l’extérieur de la « Franchise ». À son entrée en fonction, il faisait une profession de foi et jurait par serment de garder, de défendre et de soutenir les droits, les juridictions, l'autorité et les hauteurs du chapitre royal de saint-Vincent. Sur le sujet également : ceci.

### Soignies durant laGuerre de la Ligue d'Augsbourg
La fin du XVIIe siècle fut une période particulièrement trouble en Hainaut. À de nombreuses reprises, Soignies dut accueillir les troupes françaises de Louis XIV sous le commandement du maréchal de Luxembourg. Le premier campement connu eut lieu du 7 au 14 juillet 1691, un second eut lieu en septembre de la même année, le 10 juillet 1692, les troupes françaises sont à nouveau à Soignies, ce qui fut à nouveau le cas du 19 août au 9 septembre 1693 et, enfin, en 1708, l'armée française campe à Soignies et à Naast sous le commandement du Duc de Vendôme, Louis Joseph de Vendôme. Le campement s'établissait en bordure de Soignies entre Naast, Neufvilles, Chaussée-Notre-Dame-Louvignies et Horrues. Le quartier général de l'armée était hébergé dans l'enceinte même de la ville. Même si la ville ne connut pas de bataille, elle eut à pâtir de ces présences militaires répétées qui pesaient largement sur ses finances et celles de ses habitants qui devaient pourvoir aux charges qu'imposaient ces campements (nourriture, avoine, bois… pour une armée comptant 60 000 hommes, 20 000 chevaux). Les finances de la ville à cette époque sont au plus bas et ne commenceront à se relever qu'après la paix de 1748.

### Guerres révolutionnaires, 1793–1794
Lors des guerres révolutionnaires, le Prince Cobourg, Frédéric Josias de Saxe-Cobourg-Saalfeld, Reichsgeneralfeldmarschall et commandant en chef de l'armée impériale des Pays-Bas autrichiens est contraint d'abandonner Mons, le 2 juillet 1794 et de se retrancher à Soignies. Il fortifie la place qu'il l'est déjà naturellement. Les républicains français forts de leurs victoires chargent baïonnette au canon, font 7 000 morts dans les rangs autrichiens et contraignent les troupes du Prince Cobourg à reculer vers Bruxelles.

### Les institutions de bienfaisance
- La maladrerie : la lèpre, bien que présente dans nos contrées dès le Ier siècle, connut un regain important à la suite des croisades[47]. Dès le milieu du XIIIe siècle, Soignies se dote d'une maladrerie destinée à accueillir les lépreux à l'extérieur de la cité (derrière les locaux de la gendarmerie). Les lépreux y recevaient des soins, ils disposaient d'un jardin, d'une chapelle, on leur fournissait un logement, du bois de chauffage mais ils devaient renoncer à leur « vie civile ». Le 11 février 1781, le Chapitre de Soignies consentit à la démolition du site puisque « la maladie ne subsiste plus et probablement ne subsistera plus dans les provinces ».
- L'hôpital : dès le XIIe siècle, la charité chrétienne instaure à Soignies une « hostellerie » ou « maison-Dieu » qui deviendra rapidement les « hospices Saint-Jacques (du nom du patron invoqué par les voyageurs) ». Ils étaient situés « hors de la porte de Mons » entre le carrefour de « la Belle-vue » et le couvent des Franciscaines. L'hôpital était desservi par les béguines qui logeaient non loin de là, rue de Mons. À la fin du XVe siècle, les béguines furent remplacées par les sœurs grises : les Franciscaines (1494). En 1507, une convention est établie entre les sœurs grises et le chapitre de Soignies, elle règle les missions de l'hospice Saint-Jacques. En 1768, sous l'impulsion du chapitre, un nouvel hôpital est construit (13 lits). À la Révolution française, la gestion de l'hôpital est confiée à l'administration publique, la commission des hospices est créée par la municipalité. En 1800, l'hôpital compte 16 lits. En 1869, 36. En 1891, l'hôpital Saint-Jacques est transféré chaussée de Braine. Les anciens hospices seront détruits en 1893 (à l'exception de la chapelle).
- L'orphelinat : jusqu'au XVIe siècle, les orphelins étaient placés chez des particuliers contre rétribution. Jean Leleup, bourgeois de Soignies, marchand de drap fondera, avec son beau-frère, Jean de Faucuelz, la « maison de la faucille » (achetée au chapitre le 2 juin 1583) destinée à recevoir les orphelins. Cette maison était située rue des orphelins, à l'emplacement de l'école industrielle. Ils ont tous deux été inhumés dans la chapelle du vieux cimetière. En 1787, l'institution comptait 18 orphelins, en 1869, 38. En 1866, l'orphelinat est reconstruit sur le même emplacement. En 1891, la commission des hospices supprime la maison des orphelins. En 1892, la commune y établit une école de dessin et industrielle.
- Le bureau de bienfaisance : sous l'Ancien Régime, la distribution des secours à domicile s'appelait « la table des pauvres » ou « les communs des pauvres ». Au XVIIIe siècle, sur une population de 4 000 habitants, 1 800 relevaient du bureau de bienfaisance. En 1925, le bureau de bienfaisance fut absorbé dans les « Commissions d'assistance publique ».
- L'hospice des vieillards : fondé en 1816, il occupait alors l'ancien ermitage Saint-Antoine, ensuite, en 1826, il occupera l'enclos des capucins, chaussée de Braine. On l'appelle alors l'hospice Guillaume. En 1854, une maison pour vieilles femmes est fondée, et en 1878, les vieillards quittent l'enclos des capucins pour rejoindre le nouvel Hospice (aujourd'hui détruit), construit à la suite des donations de Marie-Thérèse Éloy (épouse Joly) et de son frère, Prosper Félix Éloy (époux de Victoire Dubois).

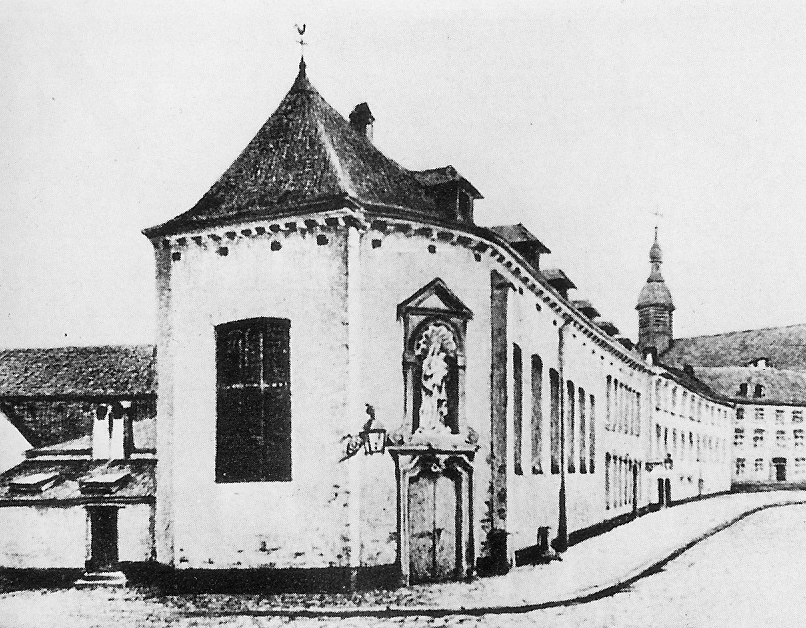
Les hospices de Saint-Jacques.
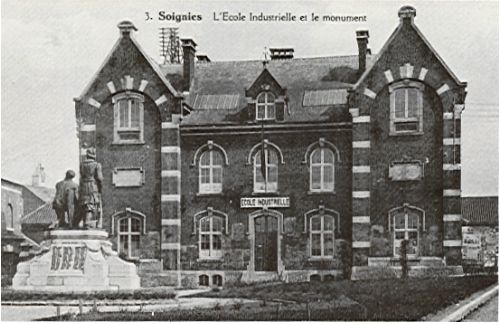
L'orphelinat, rue des Orphelins, il deviendra par la suite l'école industrielle.
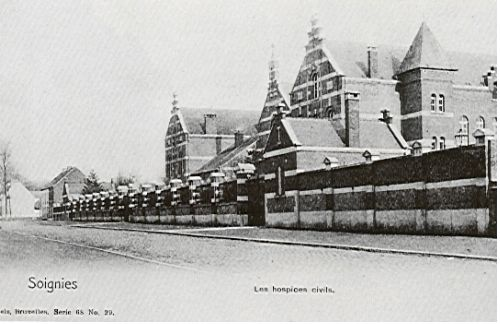
Les anciens Hospices civils, chaussée de Braine.

### Sur le plan social, quelques dates
La situation sanitaire du quartier des carrières était déplorable. La gestion des immondices n'était prise en charge qu'intra-muros, la Senne était le réceptacle des détritus générés par l'activité industrielle et humaine naissante. L'alcoolisme y faisait également des ravages. Cette précarité, ce paupérisme, furent à l'origine d'une prise de conscience qui contribua grandement à la mise sur pied de mécanismes de solidarité et à l'instauration d'un rapport plus égalitaire avec le patronat.

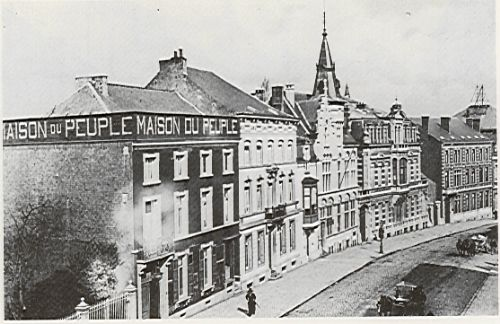
Ancienne maison du peuple (jusqu'en 1898) de Soignies (rue de la Station).

- Le 22 juillet 1854, plus de 400 ouvriers carriers battent le pavé de la Grand-Place, face à l'Hôtel de ville, pour dénoncer l'augmentation du coût des denrées de première nécessité.
- En 1857, création de la caisse de prévoyance des ouvriers carriers. Elle est certes encore gérée par les patrons des carrières mais elle permet de venir en aide aux travailleurs les plus démunis. Elle est alimentée par le prélèvement de 1 % sur les salaires, les carrières y contribuent également pour un montant identique.
- Le 5 octobre 1872, les rocteurs de buffet et les tailleurs de pierre sont en grève. Les patrons des carrières décident de cesser de pratiquer l'exhaure afin de briser la grève.
- À partir de 1875, âge d'or de l'exploitation de la pierre bleue à Soignies, de nouveaux sites sont ouverts: carrières du Nouveau Monde, du Perlonjour…
- En 1879, une école primaire est ouverte, tenue par les Franciscaines.
- Le 5 avril 1885, création du Parti ouvrier belge. Jean Volders, l'un des fondateurs, vient tenir une conférence à Soignies. Elle est à l'origine de la création de la Ligue Ouvrière à Soignies.
- En avril 1886, les travailleurs sont en grève durant sept semaines. La plupart, déçus, reprennent le chemin du travail sans avoir rien obtenu et quittent la Ligue.
- En 1894, la ligue est à l'origine de la création de la coopérative « la Concorde » qui compte 96 sociétaires en 1894, 192 en 1895 et 470 en 1896. Une de ses premières tâches est la mise sur pied d'une boulangerie coopérative.
- Le 17 octobre 1897, création du syndicat des carriers du bassin de Soignies au local du Heaume.
- Le 8 mai 1898, inauguration de la nouvelle Maison du Peuple (Rue Macasca, actuellement Rue Fernand Vinet).
- En 1907, inauguration de l'église des carrières[58].

### Histoire Récente

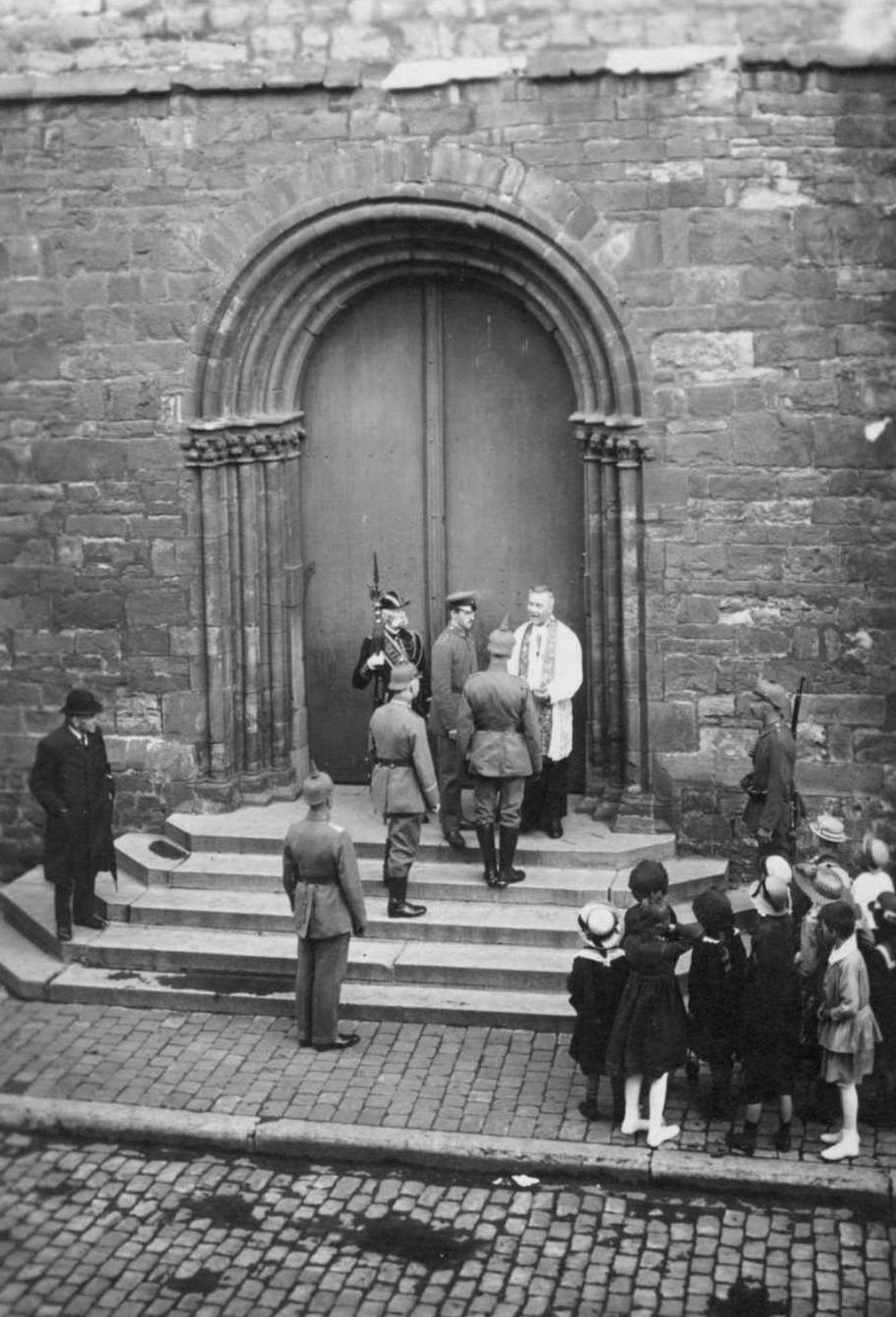
Le doyen Léon Maubert (1863-1931) refusant aux troupes allemandes l'accès à la collégiale - 21 juillet 1918.

#### Quelques jalons
Soignies a obtenu le statut de ville en 1825.
- En 1830, sous l'impulsion de Henri Leroy, un contingent sonégien marche sur Bruxelles le 24 septembre 1830 pour soutenir la révolte. Ce groupe sera sous le commandement de Joseph Plasschaert (commerçant à Bruxelles). Il sera rejoint par un second groupe qui quittera Soignies le lendemain.
- En 1832, une épidémie de choléra fait 56 victimes.
- La ville reçoit, le 27 septembre 1832, des mains de Léopold Ier un drapeau d'honneur pour sa participation à la révolution. Ce drapeau est conservé au musée du Vieux cimetière de Soignies.
- En 1841, inauguration de la ligne de chemin de fer Mons-Bruxelles (Ligne 96). Le chemin de fer atteint Soignies le 31 octobre 1841, la jonction avec Mons est établie le 19 décembre 1841 et les trains franchiront la frontière française (près de Quiévrain) à partir de 1842 - voir aussi.
- Le 30 septembre 1860, Léopold Ier est en visite à Soignies, le train royal fait halte en gare de Soignies, il est reçu par le sénateur et bourgmestre, Pierre Joseph Wincqz, le roi s'adresse aux Sonégiens depuis un kiosque sur lequel un trône avait été disposé[Note 17].
- En 1865, 340 victimes du choléra sont enterrées au vieux cimetière dans une fosse commune (section F55a).
- En 1876-1877, la variole fait 800 malades (100 décès).
- Entre 1891 et 1936, voûtement de la Senne (par tronçons) à Soignies.Simpélourd.

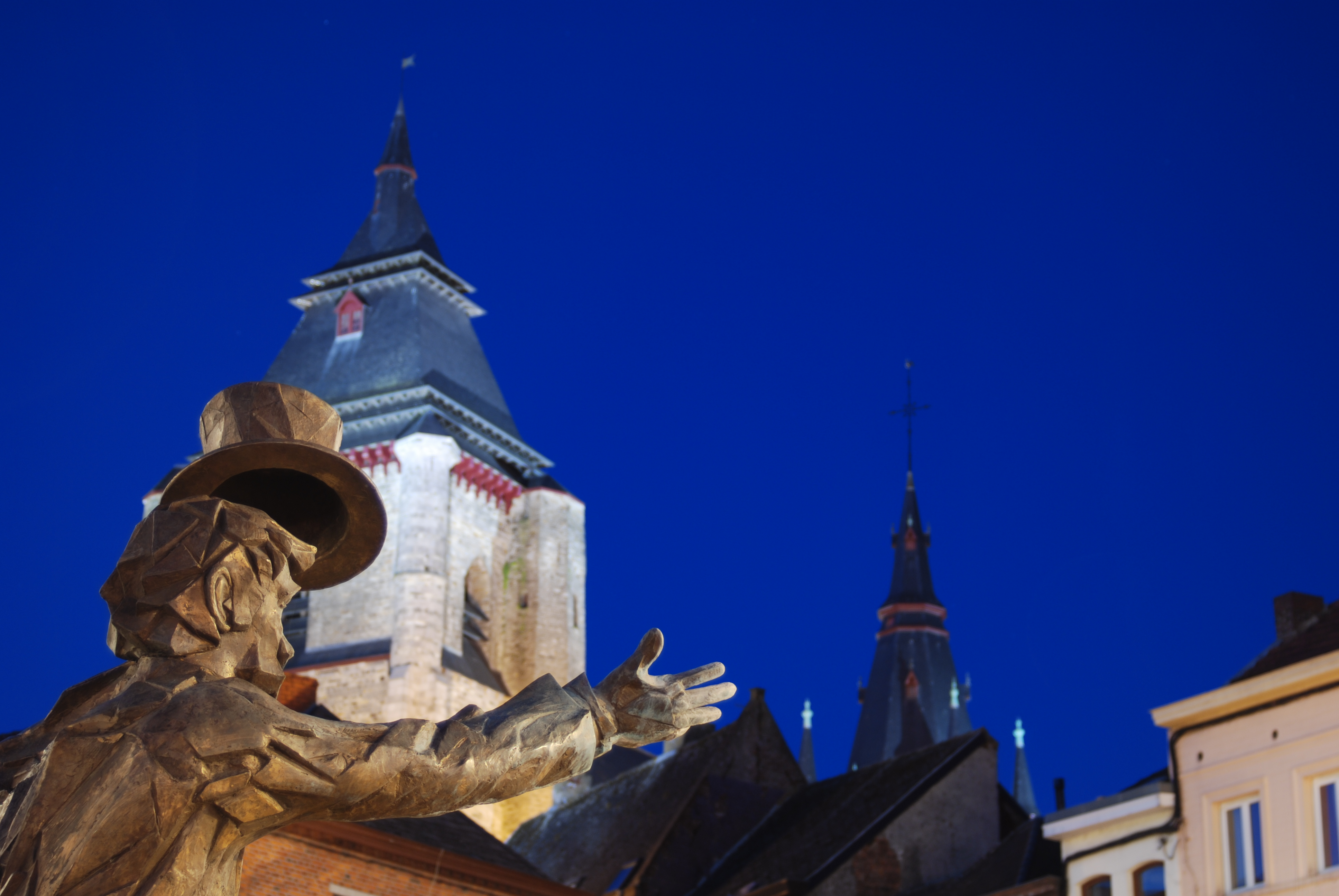
Simpélourd.

- Le 8 mai 1898, inauguration de la nouvelle maison du peuple, rue Fernand Vinet.
- Le mardi 8 août 1911, le pilote français Vasseur prenant part au Tour de Belgique en aéroplane est contraint d’atterrir à Soignies[59].
- Le 8 novembre 1916, déportation par l'occupant allemand de 842 Sonégiens à Soltau.
- Le 21 juillet 1918, le Doyen, Léon Maubert (1863-1931) accompagné du « Suisse » refusera l'accès à la collégiale aux troupes allemandes casernées à Soignies.
- 1923, un incendie ravage les tanneries Gérard (meubles Belot).
- Le 29 juillet 1943, les Allemands font enlever les deux cloches du clocher : la « Vincent » (2 650 kg) et la « Marie » (1 790 kg).
- Le 2 septembre 1944, Victor Dupont (25 ans) et Albert Plaetens (20 ans), tous deux membres de l'armée secrète sont fusillés par les Allemands dans le bois de Salmonsart. Georges Forton sera tué le 3 septembre 1944 et René Baguet, le 4 septembre 1944, Edmond Vandercapellen, le 5 septembre 1944.
- Le 4 septembre 1944, libération de Soignies par le 2d Household Cavalry Regiment (britannique) rejoint par le 113th Cavalry Group américain.
- Le 27 février 1956, explosion de l'Hôtel de ville (place du Millénaire).
- En 1965, les tanneries Van Cutsem, désaffectées, disparaissent dans un incendie.
- Le 27 juin 1976, le train Amsterdam-Bruxelles-Paris déraille à Neufvilles, faisant 11 morts et 38 blessés.
- En 1977, fusion des communes donnant à Soignies son étendue actuelle.

## Armoiries
|  | Écu timbré de Soignies Blasonnement : Écu timbré d'une couronne d'or, parti senestre de sinople à la croix d'argent, parti dextre d'or à trois chevrons de sable - Délibération communale : 11 mars 1837 - Arrêté royal : 18 juin 1838 Source du blasonnement : Si les chevrons de sable (noir) sur fond or sont bien les armes de Sainte-Waudru et les armes primitives du Comté de Hainaut, la croix d'argent sur fond de sinople (vert) semble résister à l'analyse. Certains pensent que ces couleurs furent celles de Madelgaire, d'autres veulent y voir un lien avec la maison de Savoie ou à la Gascogne. L'hypothèse de la maison de Savoie a été avancée par Amé Demeuldre pour qui la croix d'argent serait à rapprocher des armes de Thomas II de Savoie, époux de la Comtesse Jeanne de Constantinople. Le vert et le blanc sont également les couleurs de Saint Patrick. Aucune de ces hypothèses ne semble toutefois satisfaisante. Ces armoiries furent maintenues, le 13 avril 1818, par un diplôme émané du conseil supérieur de noblesse. C'est à cette date que l'écu fut timbré d'une couronne d'or. Le 18 juin 1838, Léopold Ier promulgue un arrêté qui autorise la commune de Soignies à utiliser ses armes « considérant qu'il est suffisamment établi par une tradition immémoriale que la ville de Soignies est en possession depuis une époque très reculée d'armoiries particulières ». |

## Économie

### Entreprises
Sociétés présentes à Soignies :
- Carrières de la pierre bleue belge (sites du Clypot, Gauthier-Wincqz et Tellier des prés) : pierre bleue ;
- Carrières du Hainaut : pierre bleue ;
- Delcampe : site web de ventes aux enchères d'objets de collection ;
- Durobor : verrerie ;
- Gralex : granulats, graviers ;
- Mactac : produits adhésifs ;
- Meubles Belot & Eurostyl : mobilier de maison ;
- Technic-Gum : manutention et Produits contre l'abrasion.

### Industries
La ville de Soignies est notamment reconnue pour ses carrières de pierre bleue (petit granit) et son industrie du verre.

### L'exploitation de la pierre
Les premières traces d'utilisation de matériaux pierreux à Soignies datent du IIe ou du IIIe siècle. En effet, on retrouve des mœllons de pierre bleue assez grossiers dans les fondations et les caves de la villa romaine de la Coulbrie. Le recours à la chaux atteste également de l'existence de fours à chaux dans le secteur de Soignies à cette époque. Il faut cependant distinguer ces premières utilisations « opportunistes » d'affleurements naturels des premières exploitations (nécessitant des techniques d'extraction) qui ne verront le jour qu'un millénaire plus tard. En effet, les premières mentions connues d'une exploitation de la pierre bleue locale remonte au premier quart du XVe siècle tandis que le chapitre décide de doter la ville d'une enceinte de pierre (1421 - 1470). Cela dit, la pierre bleue locale fut largement employée pour la construction de la collégiale (Xe siècle). Le grès faménien utilisé pour la construction de l'édifice provenant quant à lui des carrières de Longpont ou de la Cafenière.

#### La carrière de Longpont
Les carrières de Longpont se situaient dans le triangle délimité par Soignies, Chaussée-Notre-Dame-Louvignies et Horrues. Les débuts d'exploitation de son grès faménien se situent durant la seconde moitié du XIIe siècle. L'église romane d'Horrues et la collégiale Saint-Vincent de Soignies furent (en partie du moins pour ce qui concerne la collégiale) construites avec ce matériau. La carrière appartenait au Chapitre royal de Soignies. Le 5 août 1327, le Chapitre cède en location la carrière de Longpont à Huon le Glaineur.

#### Les carrières de pierre bleue

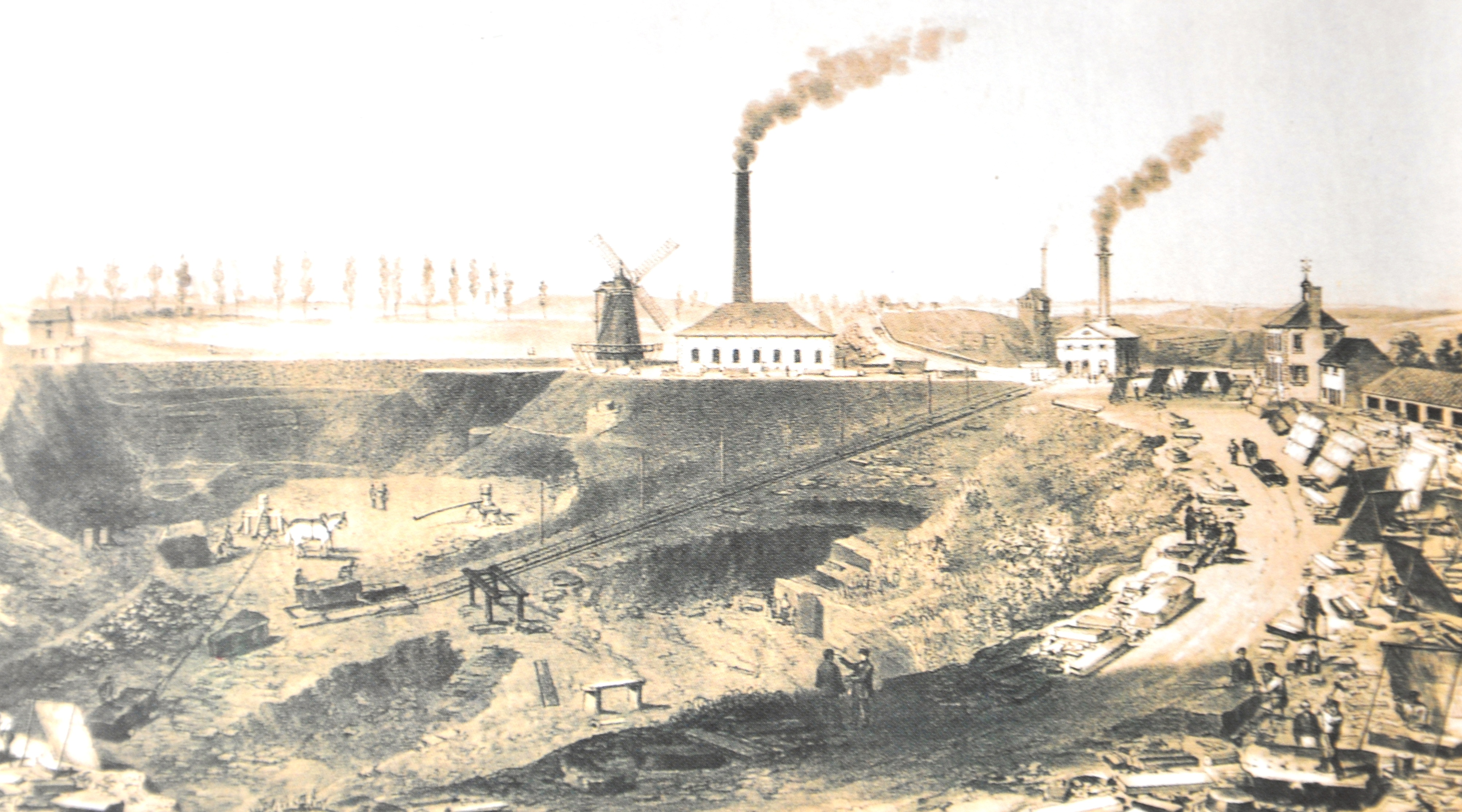
Lithographie de Canelle intitulée « Carrières et scieries de M. P. J. Wincqz à Soignies », publiée dans la « Belgique industrielle », 1854.

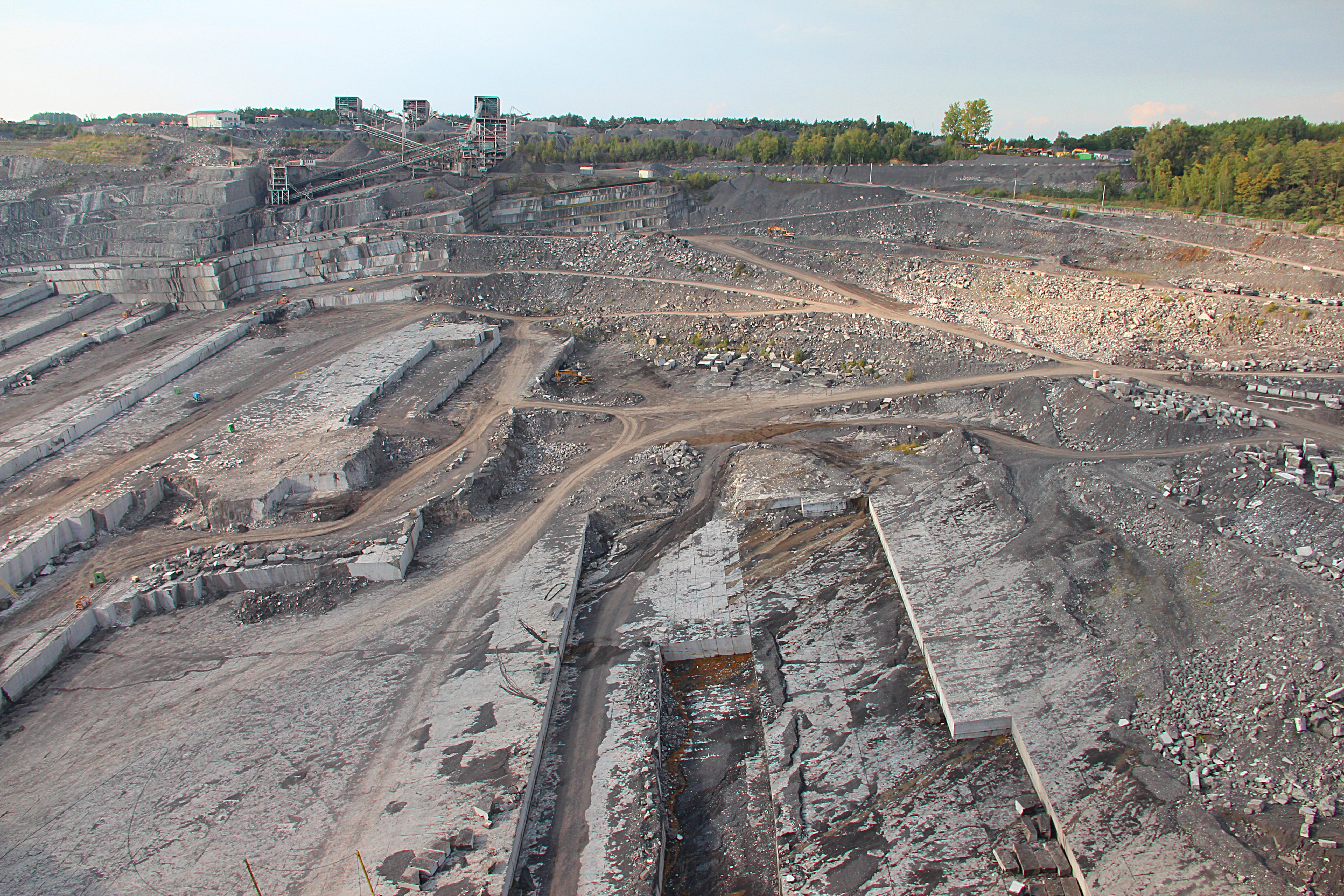
Carrières du Hainaut.

Il semble qu'entre le XVIe et le XVIIe siècle, l'exploitation de la pierre ait connu une période de relative léthargie dans la région. À l'inverse des exploitations de Feluy - Arquennes qui sont alors en plein essor. Il fallut attendre un transfert de compétences lié au déménagement d'une famille feluysienne, les Wincqz, jumelé au développement des techniques d'exhaure pour connaitre l'avènement de l'ère moderne de l'exploitation de la pierre bleue à Soignies vers 1720. L'utilisation de l'énergie éolienne (moulins d'exhaure), de la vapeur (machines à feu) puis de l'électricité allaient en effet de pair avec le déploiement de cette industrie qui connut son apogée (du moins du point de vue du nombre de travailleurs employés par le secteur) aux premières heures du XXe siècle. L'exploitation industrielle de la pierre bleue à Soignies débute donc au XVIIIe siècle, lorsque la famille Wincqz vient s'y installer (1720). Originaire de Feluy, elle démarre une exploitation à proximité du site de l'actuel Château Paternoster. Un nouveau site est ensuite ouvert, non loin de là : la « Grande carrière Wincqz » (rue Mademoiselle Hanicq). Cette exploitation est à l'origine d'un incroyable essor de ce quartier qui devient une ville dans la ville, avec ses écoles, son église, ses commerces, sa coopérative. Soignies-Carrière, est également un des lieux (avec les tanneries) de la prise de conscience de la condition ouvrière à Soignies. La Révolution française faillit bien sonner le glas de l'exploitation de la pierre qui ne redémarra vraiment qu'après 1800. Vers 1850, les Wincqz continuent à investir et à développer leurs carrières. D'autres voient le jour dans « l'ancien monde » (comme celle du perlonjour). Les Wincqz obtiennent « le concédé » qui leur permet, via une voie ferrée privée, de rallier le réseau ferroviaire. Leur carrière, la « Grande Carrière » connaît d'ailleurs un essor extraordinaire de 1840 à 1850. En 1855, ils exposent à Paris. Leur « carte de visite » est une pierre de huit mètres de haut, 2,53 mètres de large et épaisse de 18 centimètres. Vers 1879, profitant également du déploiement du réseau ferroviaire et des connaissances accrues en matière de géologie, sont ouvertes les carrières du « nouveau monde », à l'ouest de la ville.

### Le travail du cuir

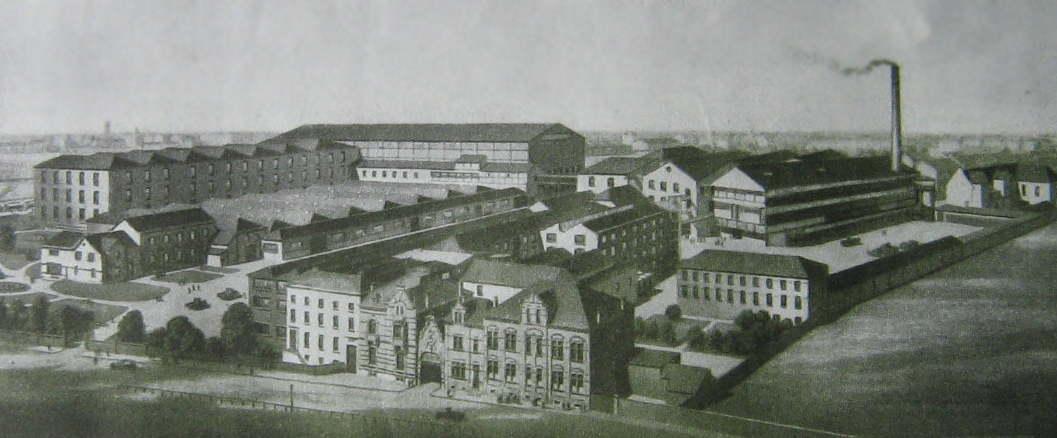
L'ancienne tannerie Van Cutsem, les seuls bâtiments existants encore sont l'hôtel de ville (avant-plan) et la maison espagnole (au fond à droite). Le site, désaffecté, a disparu dans un incendie en 1965.

Tanneries van Cutsem, Gérard (incendie en 1923), et d'autres, de moyenne importance : Coppin, Spinette, et la tannerie du chemin Saint-Landry.

### L'industrie du verre

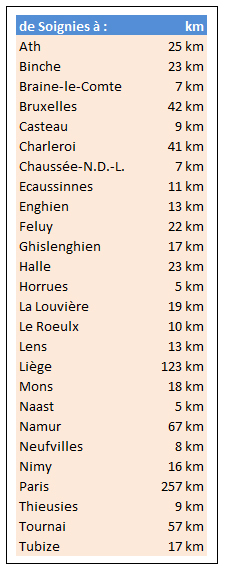
Distances

### Mobilité

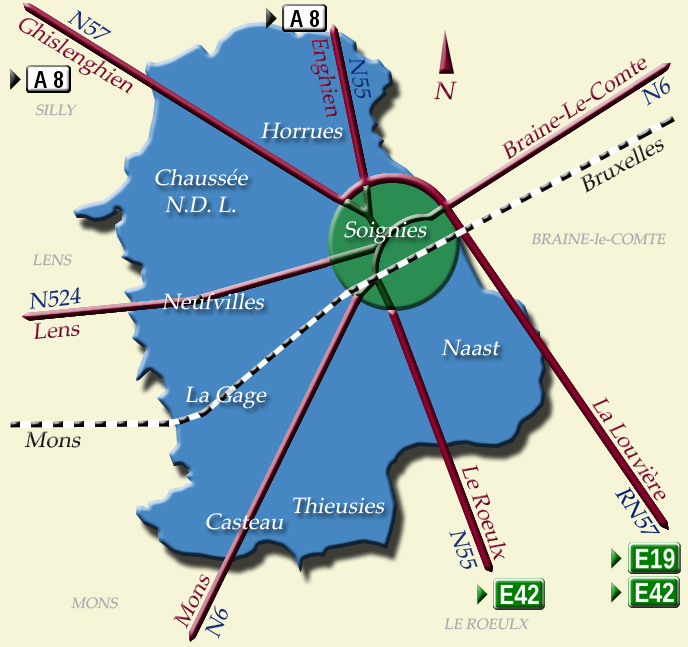
Soignies - Mobilité.

### Le réseau routier
Au nord de Soignies se trouve l'axe Tournai-Bruxelles (A8). Au sud, on retrouve la E19 (Amsterdam-Paris) et la E42 (Dunkerque-Aschaffenbourg).
- Depuis 2004, la RN57 permet d'accéder à un important nœud autoroutier (A501, E19-E42) en 7 minutes. Le contournement nord de Soignies de cette même RN57 (travaux en cours - juillet 2011) réalisera la jonction avec la N55 et la N57. La RN57 permet de rallier la E19 (Nivelles-Bruxelles) à Feluy et la E42 (Charleroi-Namur) à La Louvière.
- La N55 (Binche-Grammont) conduit, au nord, à Enghien et réalise la jonction avec la A8, et au sud, elle conduit à la E42 via Le Rœulx.
- La N57 permet également cette jonction avec la A8 via Ghislenghien et Lessines.
- La N6 (ancienne route de Bruxelles à Paris) traverse Soignies de part en part. Elle bénéficie d'un contournement pour éviter le centre-ville et permet de rallier Braine-le-Comte au nord (puis Tubize, Halle, Bruxelles via la A8) et, au sud, Nimy, Mons (puis Tournai-Paris et Charleroi-Namur) via la E19-E42.
- La N524 conduit à Lens via Neufvilles.

### Transports en commun
- Gare de Soignies - SNCB - Soignies située sur la ligne 96 (Mons-Bruxelles) est à 25 minutes de la gare du Midi

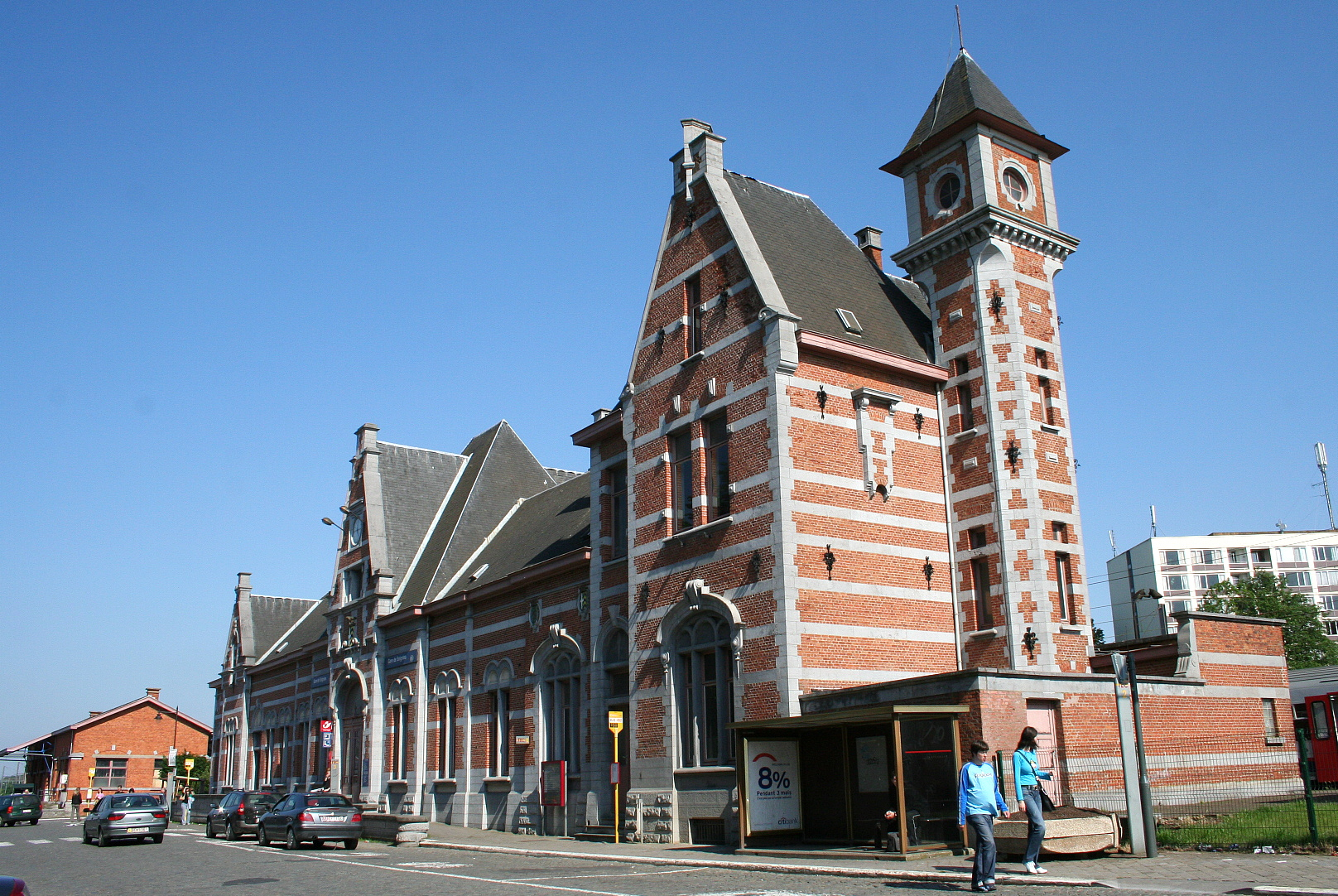
La gare de Soignies.

- La gare de Soignies.Le TEC dessert le centre-ville, les villages de l'entité, et d'autres villes comme Braine-le-Comte, Nivelles, La Louvière, Silly…

### Mobilité douce
- Réseau RAVeL

## Politique et administration

### Conseil et collège communal 2024-2030
| Collège communal  |                      |                              |
| ----------------- | -------------------- | ---------------------------- |
| Bourgmestre       | Fabienne Winckel     | PS - PS-Liste du Bourgmestre |
| 1er Échevine      | Sonia Depas-Lefebvre | Les Engagés - Ensemble       |
| 2e Échevine       | Julie Marcq          | PS-Liste du Bourgmestre      |
| 3e Échevin        | Ilias Lamdouar       | PS - PS-Liste du Bourgmestre |
| 4e Échevin        | Vincent Host         | Ensemble                     |
| 5e Échevine       | Sandra Volante       | PS - Ensemble                |
| Président du CPAS | Hubert Dubois        | PS - PS-Liste du Bourgmestre |

### Liste des bourgmestres

#### Liste des bourgmestres avant 1830
Soignies avait un maïeur dès le XIIe siècle, il était nommé par le Chapitre (et pouvait être révoqué par lui). Durant l'Ancien Régime, le conseil municipal était composé d'un commis du chapitre, du bailli, du maïeur, de sept échevins, d'un commis des bourgeois et de douze jurés :
- Harduin, maïeur en 1142 lors de la remise de la Keure de Soignies ;
- Jehan Chisaire (maïeur en 1507)[3];
- Pierre le Corbisier, (maïeur en 1615)[66];
- Louis-Charles de Rouvroire (maïeur) (XVIIe siècle)[67];
- Jean-François de Royer (bourgmestre de 1692 à 1737)[68];
- Pierre Ignace Joseph de Royer, avocat à Mons, fils du précédent (bourgmestre en 1737, probablement a.i.) ;
- Jean Augustin Demeuldre, bourgmestre, né le 1er août 1699 à Soignies, y mort le 19 avril 1748 ;
- Pierre Joseph Plétain (maire en 1800-1807)[69];
- Denis Bruno d'Astier, comte, (maire en 1808-1813)[70];
- Jean-Baptiste Dufour (bourgmestre en 1828, suspendu en 1830[71]).

#### Liste des bourgmestres depuis 1830
Les bourgmestres de la ville de Soignies de 1830 à aujourd'hui :
- Henri Leroy (3 octobre 1830-1836) ;
- Joseph Anthoine (1836-1841) ;
- Joseph Desonbergh (1841-1852) ;
- Pierre Joseph Wincqz (1852-1878) ;
- Grégoire Wincqz (1878-1881) ;
- Louis Prevost (1881-1882) ;
- Ferdinand Dever (1882-1896) ;
- Gustave Vancutsem (1896-1907) ;
- Camille Hot (f.f[72].)(1908-1919) ;
- Felix Joseph Clerbois (1919-1923) ;
- Numa Goblet (1923-1927) ;
- Pierre Paternoster (1927-1928) ;
- Léon Hachez (1928-1933) ;
- Numa Goblet (1933-1945) ;
- Alfred Stekke (1945-1953) ;
- Émile Bricourt (1953-1964) ;
- Émile Roland (1965-1968) ;
- René Jerome (1969-1988) ;
- André Dubois (1988-1991) ;
- Jean-Michel Maes (1991- 2000) ;
- Marc de Saint Moulin (2000-2017) ;
- Fabienne Winckel (depuis 2017-).

### Jumelages et partenariat
- Hazebrouck (France) depuis 1967.

#### Partenariat
Lors de l'aide « Villages Roumains » (fin de règne de Nicolae Ceaușescu), Soignies a beaucoup aidé le village de Gherăseni (près de Buzău) Les Routiers de Soignies (mouvement de jeunesse) ont continué cette aide en 2002 et 2004 (rénovation de l'école).

## Patrimoine et culture local

### Sites présentant un intérêt patrimonial

#### À Soignies

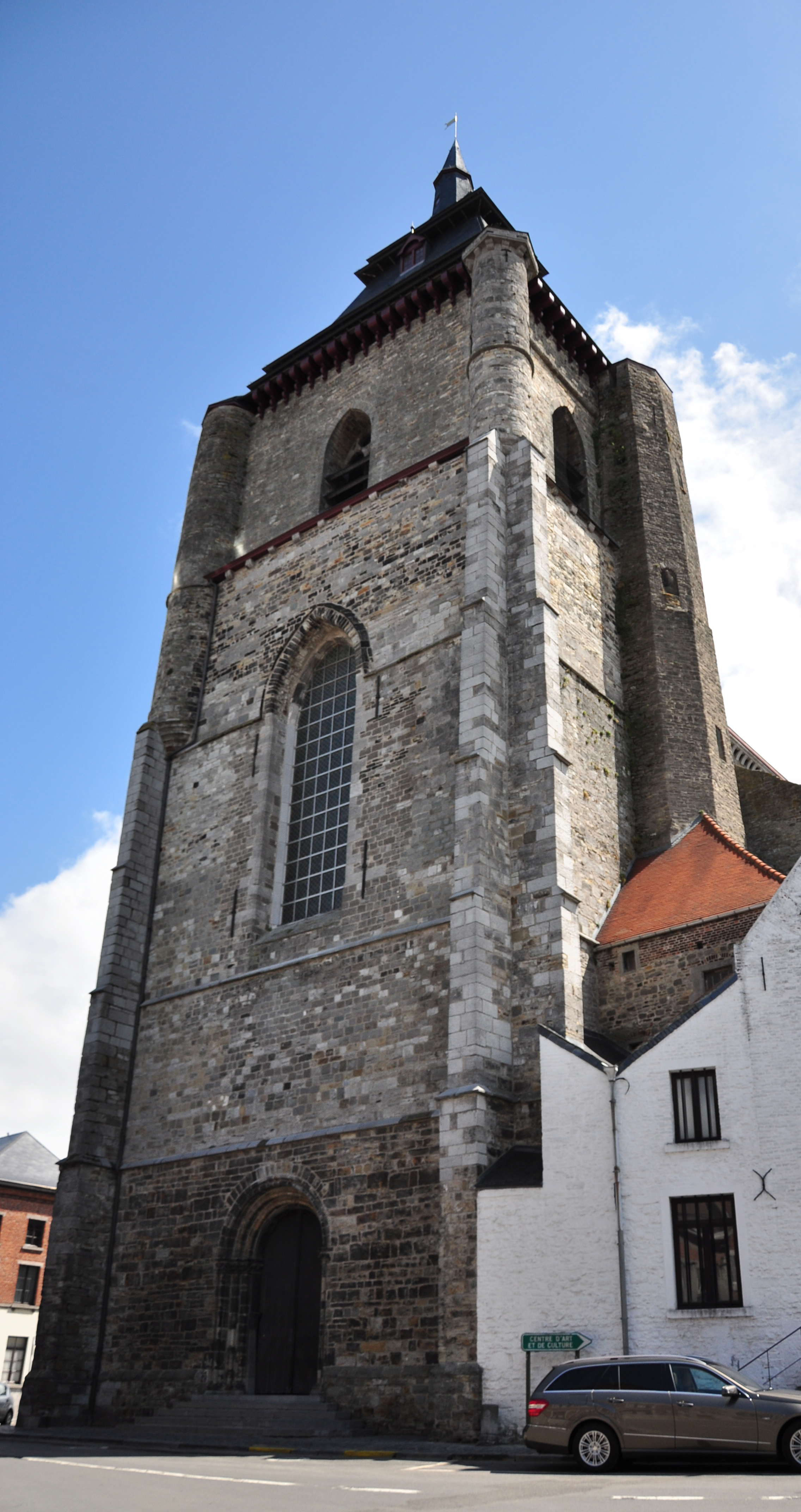
La tour occidentale de la collégiale de Soignies.

- La collégiale Saint-Vincent, collégiale romane : bâtie pour l'essentiel au XIe siècle, probablement au-dessus de l'église initiale datant du VIIe siècle, cette grande église conventuelle propre à l'architecture romane scaldienne est constituée essentiellement de moellons de grès provenant de carrières voisines (Longpont (Horrues), Cafenière…). Cet ensemble relativement hétérogène constitue une curiosité unique dans l'architecture médiévale de Belgique. La collégiale abrite un « trésor », l'un des plus importants du pays, constitué par la châsse et le reliquaire du chef de saint Vincent (XIIIe siècle). La collégiale a subi d'importants travaux de réfection de 1985 à 2009, tant à l'intérieur qu'à l'extérieur ; elle a rouvert ses portes en mai 2009.
- Le vieux cimetière : aujourd'hui parc public et musée, le vieux cimetière est jalonné de chapelles votives et de pierres funéraires. Il remonte en partie au XIIe siècle mais possède également un chœur gothique du XVIIe siècle. Devenu musée depuis 1896, il illustre la période allant de 1830 à 1945 tout en proposant également des collections relatives aux découvertes archéologiques datant de l'époque romaine[73].
- Musée du chapitre : situé près de la collégiale, le musée du chapitre fait revivre les trésors des chanoines. Il propose une collection d'œuvres variées datant du Xe siècle au XVIIIe siècle[74].
- Les remparts y compris les pavillons de jardins (classés en 1981 et 1989).
- La chapelle Saint-Roch : probablement édifiée à la fin du XVe siècle pour accueillir les pestiférés. Elle tient lieu d'ermitage jusqu'à la Révolution française. On retrouve dans l'oratoire les lames funéraires des différents ermites qui se sont succédé à travers les époques. La dévotion envers Saint-Roch était encore très présente lors des épidémies de choléra de 1865 et 1932. La chapelle, composée d’un chœur avec chevet semi-hexagonal et d’une nef unique à deux travées, est précédée d’une petite construction qui lui est postérieure et qui devait probablement servir d’habitation pour l’ermite[75].
- Le couvent des sœurs Franciscaines situé sur une portion des anciens hospices de Saint-Jacques qui virent l'installation en cet endroit d'un béguinage et d'un hôpital pour les pauvres et les pèlerins dès le XIIIe siècle. L'édifice actuel, à la croisée de la rue de la Station et de la rue P. J. Wincqz, fut construit de 1762 à 1766. Il comporte une chapelle Renaissance et un cloître qui a préservé son atmosphère originelle. Ce couvent abrite à l'heure actuelle la maison de retraite Saint-François[76].
- La Chapelle du Tilleriaux, située chaussée de Braine, au milieu d'un warissay[77], fut construite dans un style baroque  en 1618 à la suite d'une donation faite par le chanoine Jean Bastien comme l'atteste la mention suivante : « L'an 1618 at estes bastie ceste chapelle par M. Jean Bastien chanoine de Sougnies et consacrée le dit an par l'archevesque de Cambray le 21e jour de novembre 1618 ». Chaque année, la chapelle accueille le tour saint Vincent pour le panégyrique de Vincent. La chapelle, classée en 1952, a été restaurée en 2010. « Le tilleriaux » pourrait signifier « endroit planté de tilleuls »[78].
- La maison « espagnole », située ruelle Scaffart, témoigne de l'architecture civile du XVIe siècle.
- Le Modern Hôtel (73 rue de la Station) : Cet hôtel et brasserie-restaurant, dessiné par l'architecte Émile François en 1904, est classé depuis 1980 : il est le seul restaurant en Belgique francophone à présenter une architecture Art nouveau. Sa façade, faite de briques rouges et de pierre bleue, est de style Art nouveau géométrique. La façade principale est ornée de deux immenses baies vitrées circulaires encadrées chacune d'un arc outrepassé en pierre bleue. Une baie similaire orne le pignon de la façade d'angle. À l'intérieur se trouvent les lustres et le balcon en fer forgé de style Art nouveau floral. Cet hôtel accueillait les musiciens lors des fêtes.
- L'ancienne Carrière Saint-Vincent.
- La Grande carrière Wincqz et le château Paternoster (Wincqz).
- Le musée de la pharmacie : ancienne pharmacie Bourdeaux, restée intacte dans son état de la fin du XIXe siècle, par disposition testamentaire de Louis Demanet, notable sénonégien qui a acheté ce bâtiment après la cessation de son activité en 1968, et y a encouragé la création de l'actuel Centre d'Art et de Culture[79].
- Centre de la pierre bleue et du verre : exposition d'outils et de documents relatifs aux carrières de pierre bleue. Collection de fossiles (trilobites) trouvés dans les carrières.

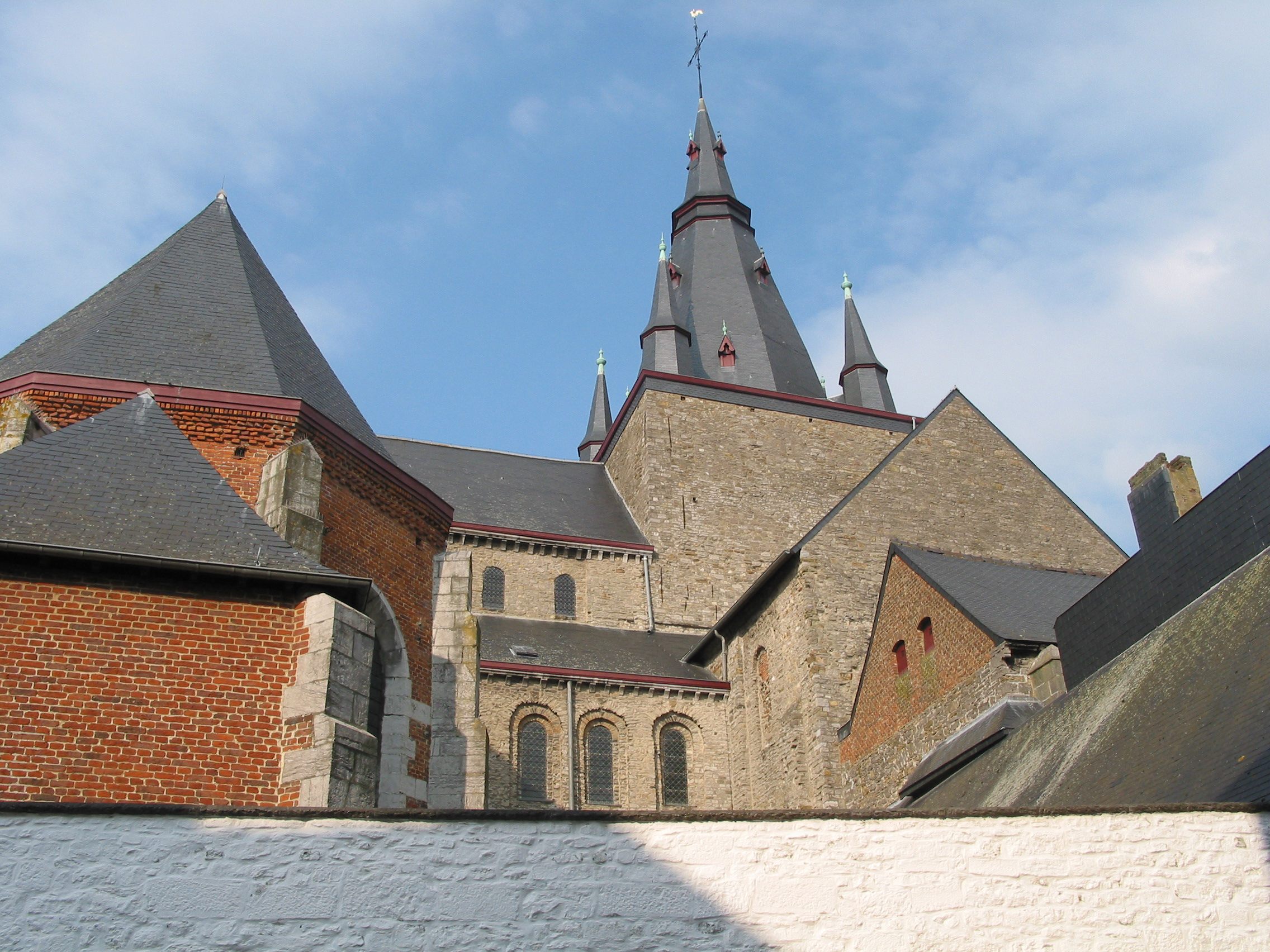
Collégiale Saint-Vincent : la tour-lanterne.
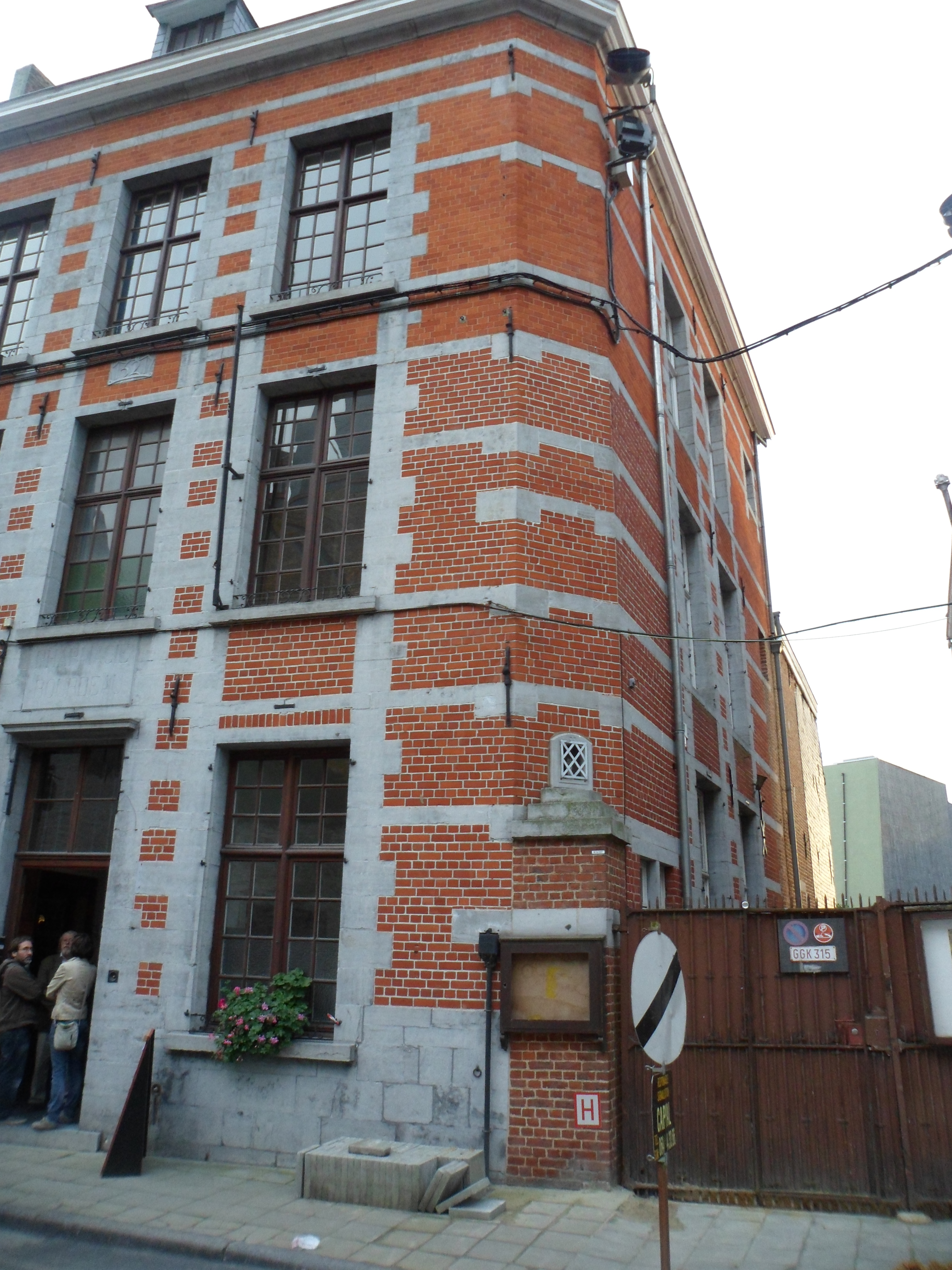
Musée de la pharmacie, 23 rue de la Régence.
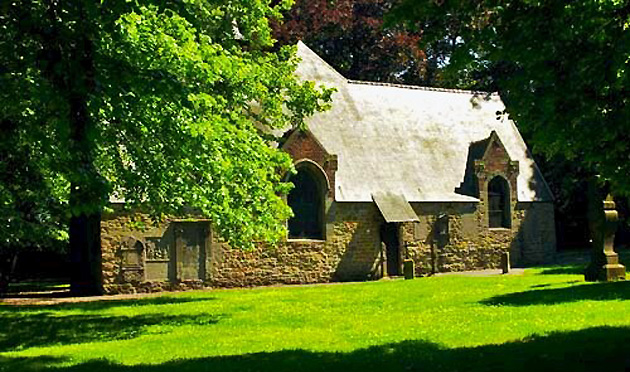
La chapelle du Vieux Cimetière à Soignies.
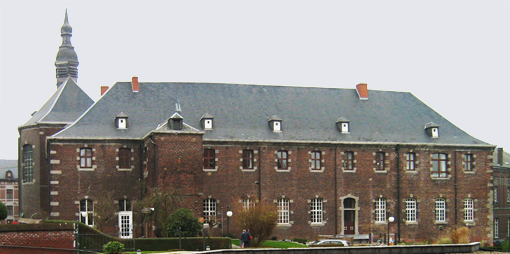
Le couvent des Franciscaines (1761).
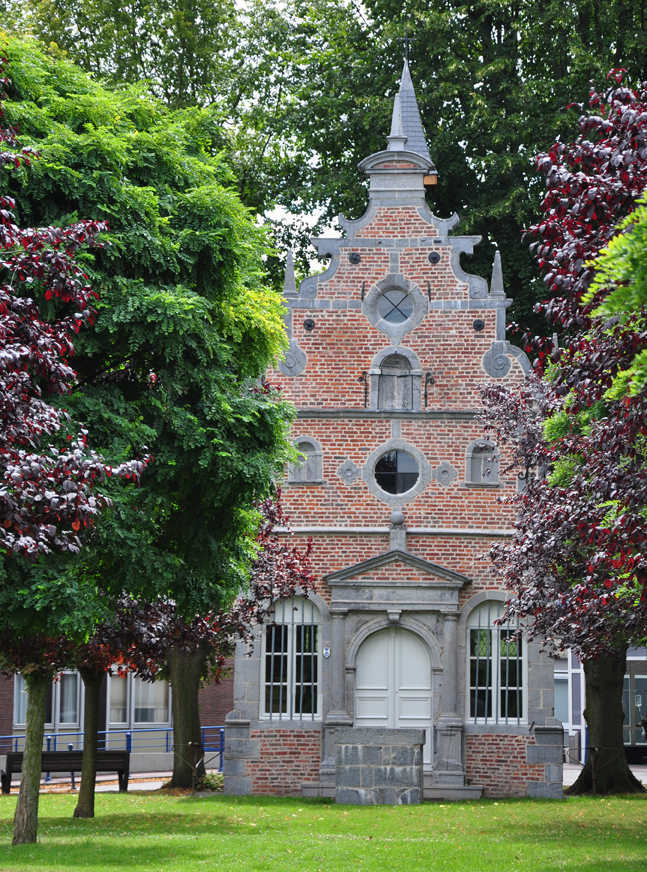
Chapelle du Tilleriaux - XVIIe siècle.
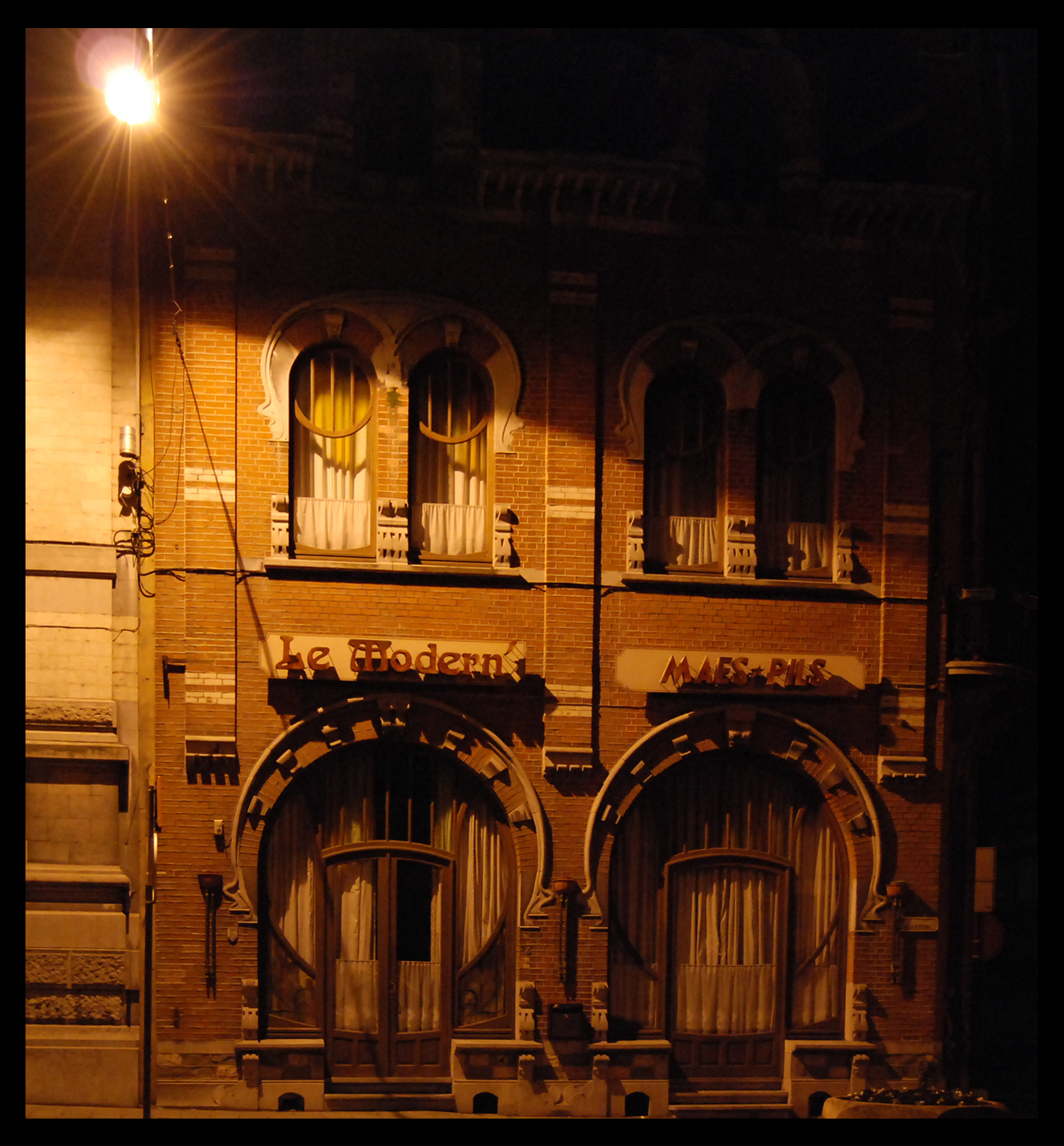
L'hôtel Modern' de nuit.
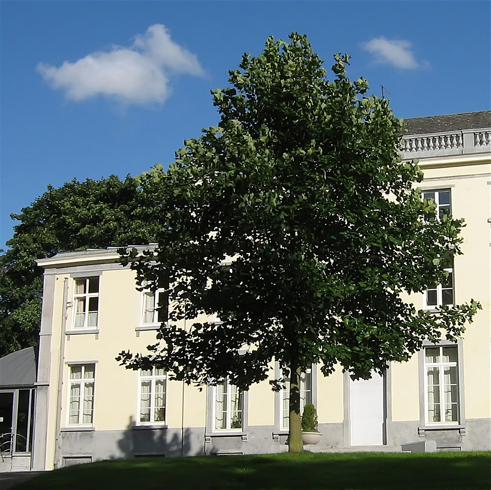
Le château Paternoster (Wincqz).
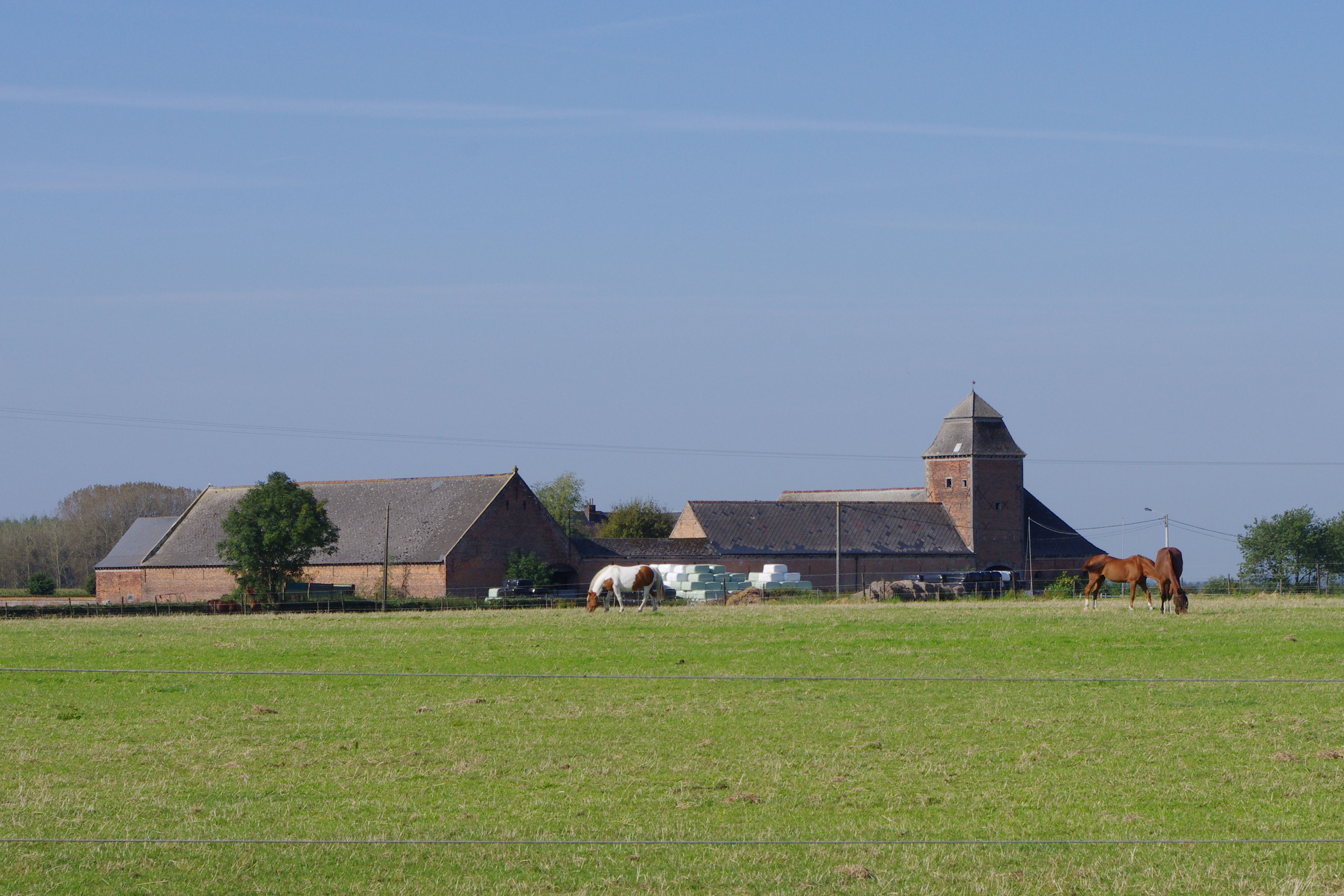
La ferme de l'Abbaye à Neufvilles.

#### ÀHorrues

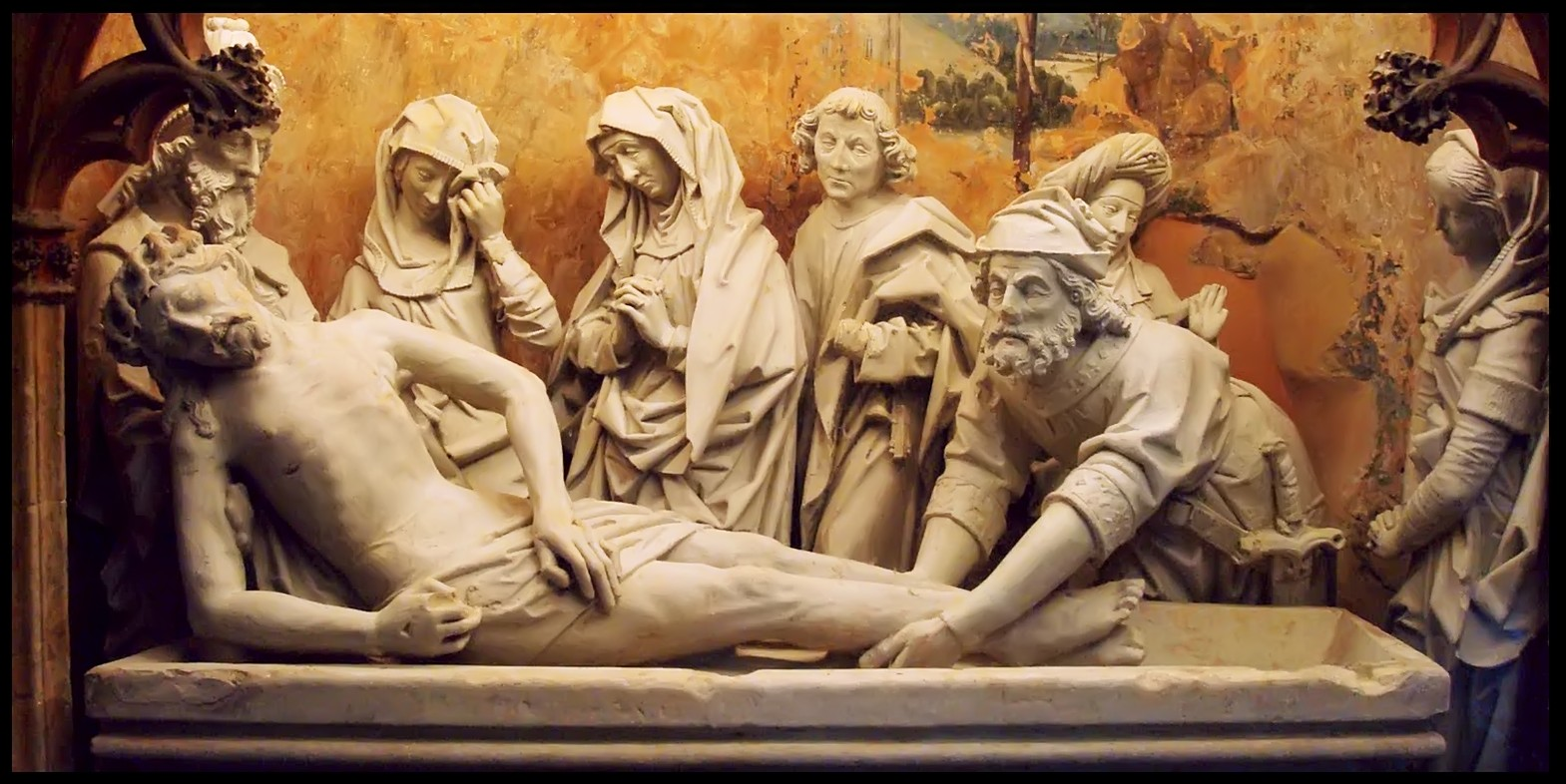
Collégiale Saint-Vincent - Mise au tombeau.

- L'église romane Saint-Martin date du XIIe siècle. L'église est composée d'une tour carrée en avant-corps, d'une triple nef (sans transept) et d'un chœur carré.

#### ÀChaussée-Notre-Dame-Louvignies
- L'église Notre-Dame fut édifiée vers 1250-1300 en grès local. Le bâtiment se compose d'une triple nef, d'un transept et d'un chœur prolongé par une abside à trois pans. L'édifice a bénéficié d'une importante restauration en 2011.
- Le château des Villegas de Saint-Pierre à Louvignies, édifice éclectique construit de 1878 à 1885 par l'architecte Désiré Limbourg dans un style néo-gothique. La réalisation du parc « à l'anglaise » fut confiée à l'architecte paysager, Louis Fuchs.

#### ÀThieusies
- Le château du Parc (XVIIIe siècle).
- La ferme du château du Parc (XVIIIe siècle).
- Le château et le moulin à eau de la Roquette (1789) sur l’Obrecheuil.

#### ÀNeufvilles
- La ferme de l'Abbaye (Chemin de la Chapelette). La ferme était une dépendance de l'Abbaye de Cambron, son existence remonte au  XIIIe siècle, elle est alors appelée « Cense de le Court à la Cauchie » (1254). Les bâtiments de la ferme que l'on peut voir aujourd'hui datent du XVIIIe siècle. Il s'agit d'un imposant quadrilatère dominé par une « tour-porche » de 1781. Le corps de logis date de 1734, la grange de 1760, les écuries de 1780.

### Tradition

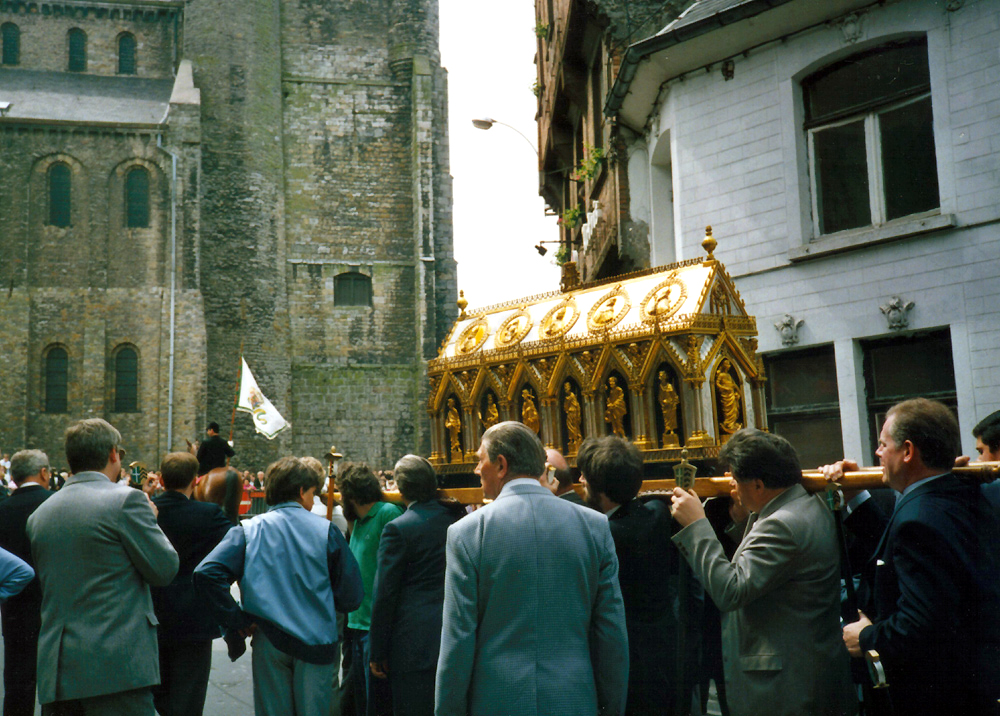
Châsse de saint Vincent (procession à Soignies en 2007).

#### Le Grand Tour et la procession historique
Chaque année, le lundi de la Pentecôte, les Sonégiens (habitants de Soignies) se réunissent tôt le matin pour « le grand tour » durant lequel ils « processionnent » la châsse de Saint-Vincent autour de la cité (11,2 km). Cette tradition fut mentionnée pour la première fois en 1262 (acte officiel du 4 avril 1262 par l'évêque de Cambrai Nicolas III de Fontaines) mais il est probable que la coutume lui soit antérieure de quelques années. À six heures du matin, après la descente de la châsse et une messe solennelle, le cortège s'élance. Il sera accompagné par les tambours jusqu'aux portes de la ville (Cense del'Baille) d'où le Grand Tour démarrera véritablement. Un homme de fer, à cheval, accompagne le pèlerinage, il veille sur la châsse du Saint-Patron. Les confrères de la confrérie Saint-Vincent, se relaient pour porter la pesante châsse. De proche en proche, le cortège s'arrête aux différentes chapelles que compte le parcours. La foule entonne des sante vincenti, ora pro nobis, le panégyrique de Vincent est fait à la chapelle du Marais Tilleriau lors d'une halte plus importante. Une messe sera célébrée à l'église des Carrières. Avant de se remettre en route et de rallier la Cense del'Baille d'où démarrera la procession historique à 11 h. Cette procession est de tradition plus récente. Elle est constituée de différents tableaux vivants retraçant la vie du Saint et est clôturée par la châsse de Saint-Vincent et son gardien fidèle : l'Homme de fer.
Les festivités se clôturent par la remontée de la châsse en la collégiale Saint-Vincent qui reprend sa place dans la chapelle supérieure aménagée en 1720 au-dessus de l'autel du Chœur.

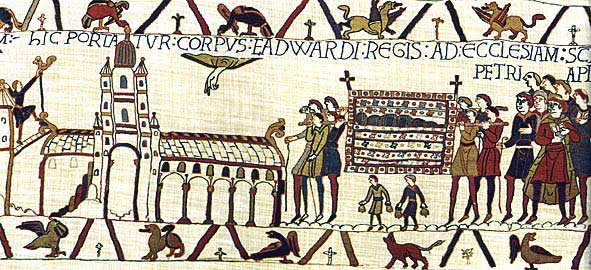
Translation du corps de saint Édouard (roi d'Angleterre) - tapisserie de Bayeux - XI. La cérémonie présente des similitudes intéressantes avec le culte rendu à Saint-Vincent.

Les préparatifs : le samedi qui précède la Pentecôte, un « grand pavois d'oriflammes » est tendu entre les deux flèches de la collégiale. Ce sont familièrement les « caleçons de Saint-Vincent ». Le soir, les confrères se réunissent pour le « tour à foyas » (de fagus: hêtre) durant lequel ils disposent autour des chapelles du parcours des rameaux de hêtre. Anciennement, durant cette reconnaissance des lieux, ils avaient également la tâche de réparer les routes. Le mardi suivant a lieu la messe des confrères à l'issue de laquelle se déroule la passation de pouvoir du Grand-maître et du Sous-maître de la confrérie. Charges qu'ils occuperont durant une année. (cf. infra : La Confrérie de Saint-Vincent). En 2012, le Tour a fêté ses 750 ans.
Cette tradition séculaire compte parmi les chefs-d'œuvre du Patrimoine oral et immatériel de la Fédération Wallonie-Bruxelles depuis 2020 sous le nom de Grand tour Saint-Vincent.

#### Le cortège historique de Saint-Martin
Chaque année, le dimanche le plus proche du 9 juillet, se déroule le cortège historique de Saint-Martin à Horrues. Ce cortège, depuis 1956, retrace la vie de Saint-Martin, saint-patron de l'église romane d'Horrues (XIIe siècle).

#### Confréries religieuses

##### La Confrérie de Saint-Vincent
La confrérie Saint-Vincent, érigée tout à la fin du XVIe siècle, veille au bon déroulement des évènements liés au culte de Saint Vincent. Au premier rang desquels, celui du lundi de la Pentecôte (cf supra: Tradition). Voici un extrait des statuts de la confrérie. Pour en savoir davantage, on lira : ceci.

« Érigée canoniquement dans la collégiale de Soignies en vertu d'une bulle de Clément VIII en date du 15 mai 1599 et dans l'église paroissiale de Saint-Vincent par Monseigneur Dumont, évêque de Tournai, en date du 3 juin 1876.
La véritable tradition, ce n'est pas seulement refaire les gestes que les autres ont fait, c'est aussi et surtout conserver l'esprit qui les a fait faire, et qui pourrait en susciter d'autres en d'autre temps.
ART. 1 - Siège et but de la Confrérie
La Confrérie de Saint-Vincent, établie dans la collégiale de Soignies devenue église paroissiale, a pour but d'aider ses membres à pratiquer la vie évangélique, à la suite de saint Vincent, fondateur de la communauté chrétienne de Soignies et des confrères qui l'ont honoré au cours des siècles. Gardienne de la Tradition, elle veille à maintenir les gestes et pratiques du culte de saint Vincent, en préservant leur signification fondamentale : témoignage de fidélité au message chrétien apporté par Vincent à Soignies et transmis par les générations précédentes. Elle décide de l'opportunité et de l'utilité de la mise à jour de l'un ou l'autre point du rituel de la Confrérie et de l'apport au culte de saint Vincent de nouveaux témoignages et pratiques correspondant aux vœux de l'ensemble de la population. »

— Préambule et article 1er des statuts de la confrérie Saint-Vincent

### Folklore

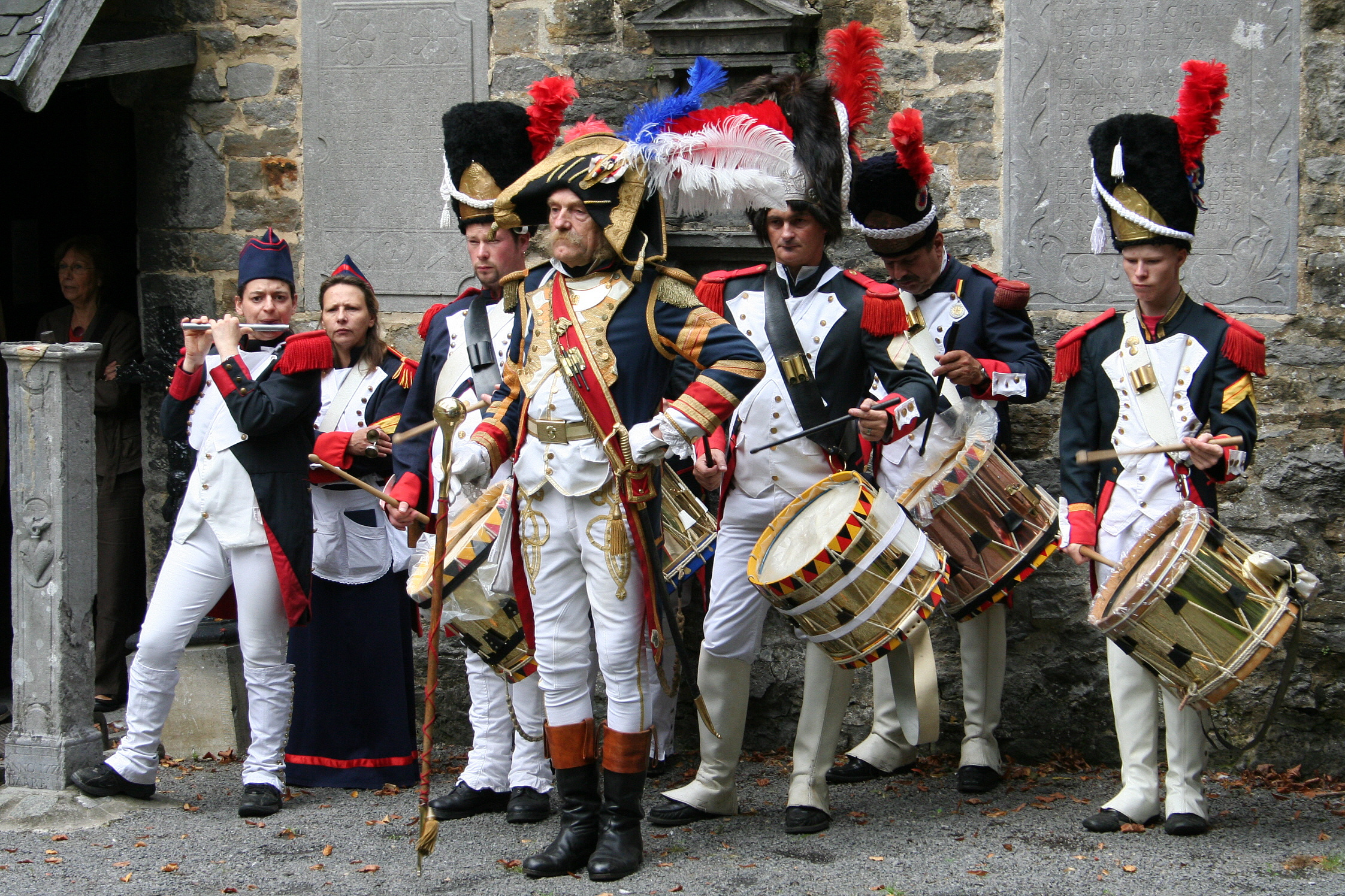
Groupe folklorique des « Grenadiers de la garde impériale ».

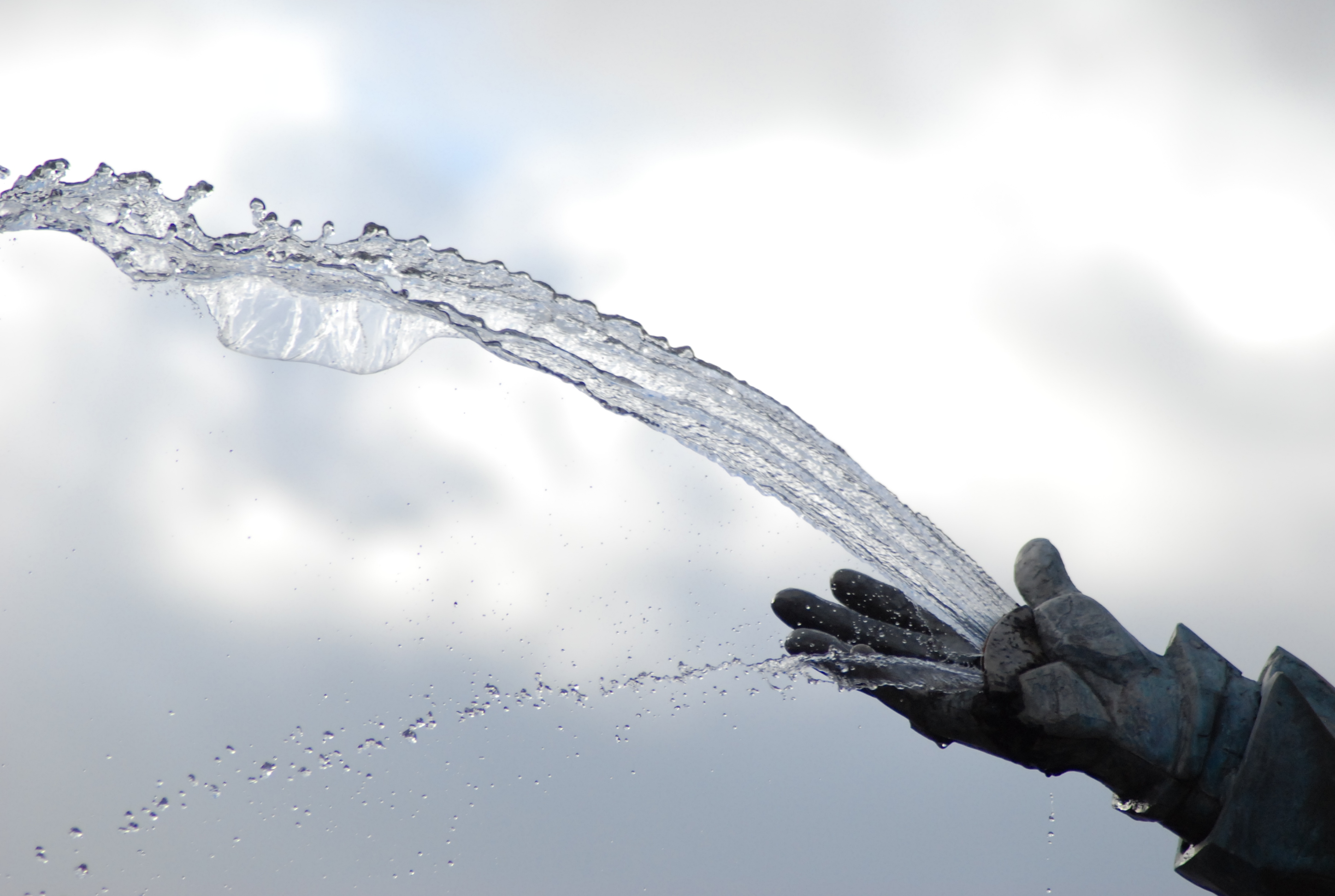
Simpélourd — détail de la sculpture représentant Simpélourd (place verte) due au sculpteur lessinois Xavier Parmentier.

La Simpélourd (contraction de « simple » et « lourd ») ou la fête du Mononk (mon oncle) se déroule le samedi précédent le troisième dimanche d'octobre, entre 18 h et 22 h 15.
La fête, tire son origine de l'histoire d'un pauvre savetier qui était régulièrement trompé par sa femme et qui fit l'objet de bien des moqueries au XVIIIe siècle. Piqué au vif, il décida de réunir les principaux colporteurs de ces médisances autour d'un repas. Interloqués, ils s'y présentent néanmoins et se virent servir un jambon en bois.
Chaque année, les sonégiens commémorent cette farce. Simpélourd traverse la ville, distribuant des bonbons aux enfants (les carabibis), il est accompagné, en cortège, par de nombreux groupes folkloriques et les géants Dudule et Joséphine, Charlotte, Nénesse. L'événement se termine par un rondeau final et un feu d'artifice. Simpélourd salue ensuite la foule massée sur la Place Verte du balcon d'une maison où il sera bien vite remplacé par un mannequin qui sera brûlé le mardi en autodafé.
Une Ducasse a lieu ce même week-end sur différentes places de la Cité. Ces festivités sont pour les sonégiens l'occasion d'une liesse populaire à l'esprit bon enfant.

### Musées et découvertes
- Le musée du Vieux cimetière[83].
- Le musée du Chapitre[84].
- Ancienne pharmacie Bourdeaux[85].
- Centre de documentation de la pierre bleue[86].
- Château de Louvignies[87].
- Centre culturel[88].
- Office communal du tourisme de Soignies[89].
- La Motte aux mégalithes[90].

## Sport
Soignies compte, entre autres sports, des équipes de football, de basketball, de water polo (3e division en 2010) et de rugby à XV (Rugby club Soignies, 1re division). Ainsi qu'un club de scrabble, l'Association Sonégienne, dont la première équipe joue, bon an, mal an, en première ou deuxième division.

## Personnalités locales

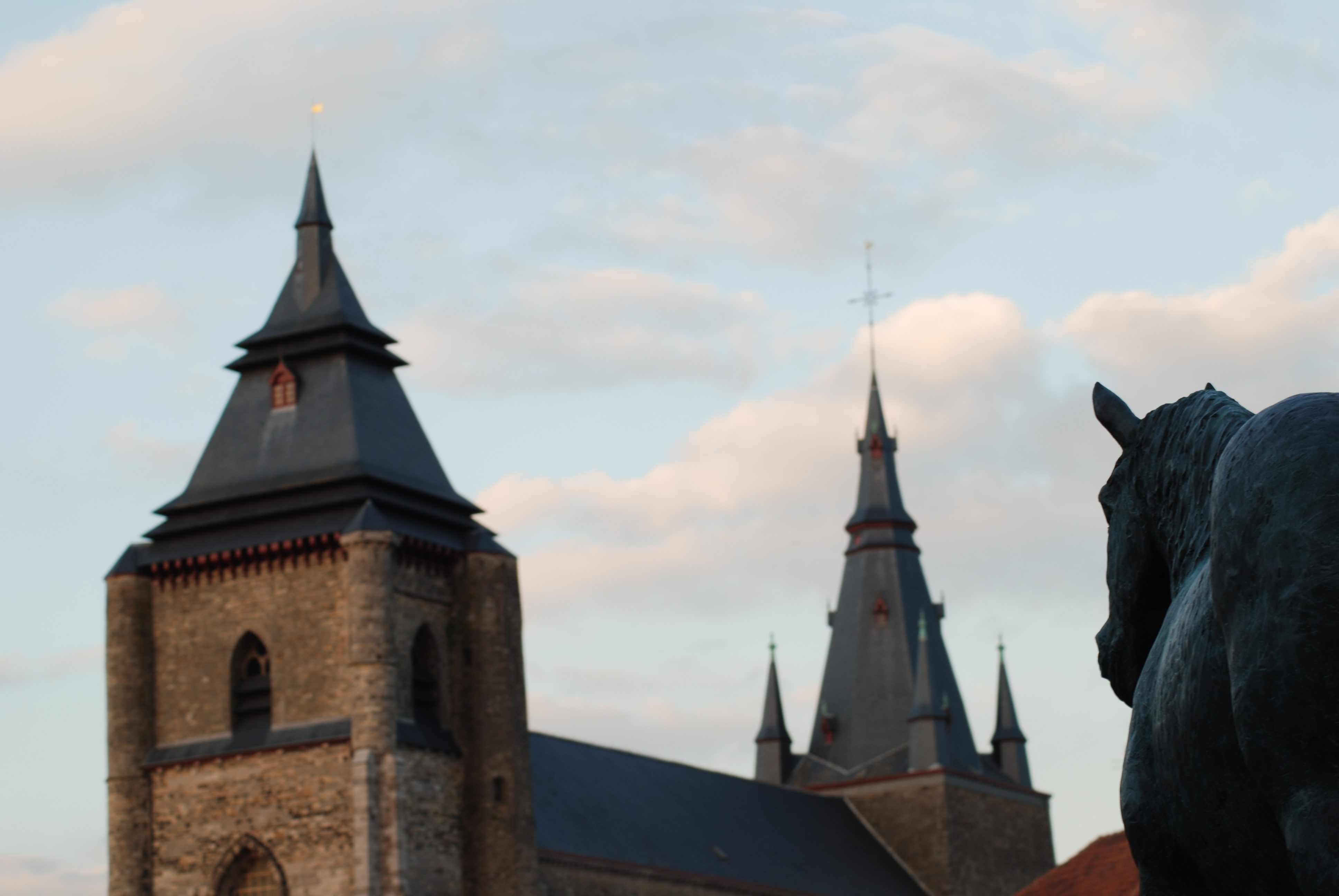
Il n'y a pas un bon cheval qui n'ait vu le clocher de Soignies.

Ne sont reprises ici que les personnalités qui sont nées à Soignies (ou pour certaines d'entre elles, qui y ont vécu la majeure partie de leur vie).
- Architectes
  - Gédéon Bordiau, architecte né à Neufvilles (Soignies) le 2 février 1832 et mort à Saint-Josse-ten-Noode (Bruxelles) le 23 janvier 1904.
  - François de Cuvilliés ou Jean-François Cuvelier, architecte, baptisé le 23 octobre 1695.
  - Mathieu de Layens, architecte, né à Neufvilles, mort à Louvain, le 3 décembre 1483.
  - Jean-François Wincqz, architecte à la cour de Charles Alexandre de Lorraine, né le 29 octobre 1743, mort à une date inconnue.

- Auteurs de bandes-dessinées
  - Liliane Funcken (1927-2015) autrice de bandes dessinées, illustratrice née à Soignies.
  - Max Mayeu, alias Sirius, auteur belge de bandes dessinées, né à Soignies, le 26 septembre 1911 et mort le 1er mai 1997.
  - Louis Salvérius dit Salvérius ou Salvé, auteur belge de bandes dessinées, né à Soignies le 1er avril 1935 et mort en 1972.

- Chanteurs
  - Jean-Jacques Blairon, alias J. J. Lionel a vécu trente ans à Soignies.
  - Alice Dutoit alias Alice on the Roof est née à Soignies en 1995.

- Écrivains, poètes et chansonniers
  - Florentin Deroyer, professeur et écrivain, né à Soignies, le 17 octobre 1817, mort à Hasselt le 15 octobre 1860[91]
  - Luc Declercq, poète, écrivain, né en 1911, mort en 1997.
  - Aimable Degavre, né en 1904, auteur dramatique, tant en français qu'en wallon. Son œuvre la plus appréciée est « le mariage de Marjolaine ».
  - Camille Dusoeuvoir, poète et chansonnier, né le 17 juillet 1861 et mort le 27 mars 1941.
  - Ursmar Fierain, poète et chansonnier wallon, né en 1908.
  - Vincent-Arnould Havaux, écrivain, né à Soignies en 1853, mort à Bruxelles en 1914.
  - Auguste Marin, poète, mort au champ d'honneur, le 24 mai 1940.
  - Denis Benoit Joseph Bersou (1805-1857), écrivain public, patriote, il combattit avec bravoure à Bruxelles sur laquelle il marcha le 24 août 1830 avec un contingent de 37 hommes placés sous le commandement de son parent[92], le commerçant Plasschaert. Le 5 septembre 1830, il arbora le drapeau national sur le perron de l'hôtel de ville de Soignies[93].
  - André Verchuren, accordéoniste, né en 1920, mort en 2013. En 1936, à seize ans, il remporte le concours international d'accordéon de Soignies, en jouant l'ouverture des Saltimbanques debout, contre les codes de l'époque.

- Historiens

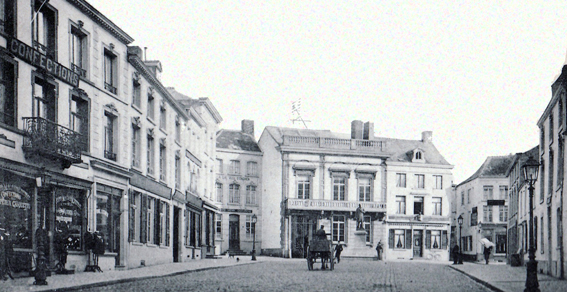
En point de mire : l'ancien hôtel de ville (détruit en 1956) et la statue de P. J. Wincqz.

  - Amé Demeuldre, historien, né le 5 octobre 1848 et mort le 15 février 1931.
  - Edmond-Joseph Roland, archiviste, paléographe, né le 4 septembre 1885, ordonné prêtre en 1910, mort à Haine-saint-Paul, le 17 juillet 1965.
  - Marcel van Zeeland, administrateur, né le 2 juin 1898.

- Industriels
  - Isidore Gérard, industriel, patron de tanneries (Soignies et Düsseldorf). Une avenue porte son nom à Auderghem, né à Soignies en 1874 et mort à Paris en 1929.

- Ingénieurs
  - Albert Dever, ingénieur, né le 31 août 1849.
  - Fernand Hachez, ingénieur formé à Gand, inspecteur-général des ponts et chaussées, professeur à l'université de Louvain né le 10 février 1865 et mort à Bruxelles le 29 septembre 1947.
  - Jean-Baptiste Rombaux, ingénieur des chemins de fer, né le 2 mars 1817 et mort à Florence le 16 avril 1886.

- Médecins, pharmaciens

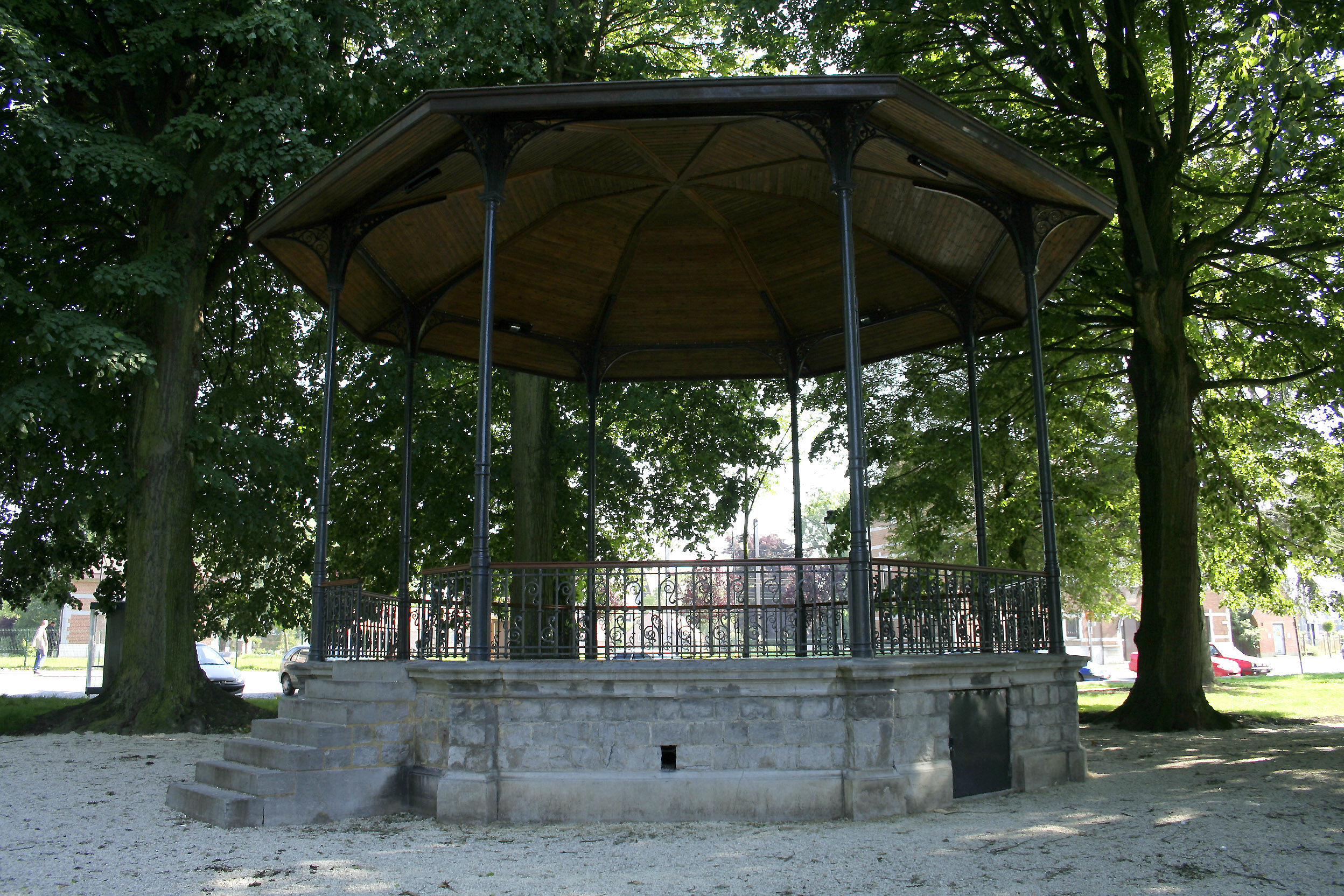
Kiosque du square Bordet (construit par Adolphe Desmette et Jean-Baptiste Havaux en 1893).

  - Jules Bordet, médecin, Prix Nobel de médecine (1919), né le 13 juin 1870.
  - Henri Bourdeaux (Henri Julien Louis Marie Joseph), pharmacien, né à Termonde le 2 juillet 1884 et mort à Soignies le 15 juillet 1968[94].
  - Eugène de Saint-Moulin, médecin, chirurgien, auteur d'ouvrages médicaux, né le 10 mars 1852 et mort à Bruxelles le 16 juillet 1890.
  - François-Gaspard Leroy, pharmacien, né le 9 janvier 1803 et mort à Bruxelles le 10 avril 1867, il fut le pharmacien de Léopold Ier.
  - Henri Éloy Leroy, médecin, patriote, bourgmestre, né le 1er décembre 1787 et mort le 4 janvier 1865.
  - Jean-Baptiste Plétain, médecin du XVIIIe siècle, auteur de de doloris theoria[95].
  - Henri Pouleau, médecin.

- Militaires et résistants
  - Pierre Arend, Lieutenant-Colonel, pilote de la RAF durant la Seconde Guerre mondiale (squadron 131, 24, 235, 350, 176 et 89), instructeur, né à Soignies, le 8 septembre 1908, mort à Bruxelles, le 2 décembre 1991.
  - Joseph Bouilliart, (Joseph-Albert-Théodore) Major général du corps d'État-Major, né le 26 novembre 1811, mort le 23 août 1866.
  - Vincent Hannecart, patriote, né le 28 juin 1802 et mort le 30 janvier 1857. Il eut une conduite héroïque lors de la Révolution nationale. Propagandiste dans sa ville, il combattit à Bruxelles, Place Royale, les 23 et 24 septembre 1830 et fut blessé. Colonel, il commanda ensuite la garde civique de Soignies[96].
  - Felix Joseph Raoult, né le 24 mai 1785. Major honoraire. Chevalier de 4e classe de l'Ordre militaire de Guillaume, chevalier de l'Ordre de Léopold. Il combattit à Waterloo en 1815 et obtint sa « démission honorable » en 1830 pour s’enrôler dans la toute récente Armée belge. Il meurt à Liège le 5 mars 1857[97].
  - Henri-Nicolas Stevens, né le 31 mars 1778, chevalier de l'Ordre de Léopold, médaillé de Sainte-Hélène[98].

- Musiciens, choraux
  - Étienne Bernard, compositeur, né vers 1570, il fut l'élève de Philippe Rogier à Madrid.
  - Gilles Binchois, compositeur, né vers 1400, mort en 1460.
  - Pierre Colin, compositeur, franc-maçon, né le 10 juin 1763, mort à Douai, en 1841[99].
  - Gontier de Soignies trouvère du XIIIe siècle.
  - Jean de Ham, fin XVIe siècle, choral de l'Église de Soignies, sopraniste, il fut attaché à la chapelle d'Alexandre de Parme.
  - Philippe Dubois, compositeur, il fut également l'élève de Philippe Rogier à Madrid né vers 1575.
  - Nicaise Houssart, choral à la Capilla flamenca de Madrid, né entre 1540 et 1545, mort à Madrid en 1599[100].
  - Pierre-Joseph Leblan, compositeur, né le 15 juillet 1711, il inventa un instrument de type glockenspiel (1763).
  - Guillaume Malbecque, compositeur, né vers 1400 à Soignies, mort le 29 août 1465.
  - Gaspard Payen, frère de Nicolas, violiste (musico di vihuela d'arco) de Charles-Quint et de Philippe II.
  - Nicolas Payen, né à Soignies en 1512, mort à Madrid en 1559, maître de chapelle de la Capilla flamenca de Madrid.
  - Peter Philips, organiste de l'Archiduc Albert, né vers 1560, en Angleterre, chanoine de Soignies de 1610 à 1622. Il aurait écrit la première fugue régulière[11].
  - Johannes Regis, 1451, maître de chœur de l'église St Vincent à Soignies, 1462, il est nommé « maistre des enfants, » il meurt probablement à Soignies en 1496.
  - Léon Stekke, compositeur, né le 12 octobre 1904.
  - Alfred Bourguaux, baryton, alias Michel Elbaz (Soignies 1924-Laeken 1992), il sera directeur du Théâtre de la Gaîté (Bruxelles)[101]

- Peintres
  - Albert Delaunois, peintre hennuyer de l'entre-deux-guerres[102], né le 19 juin 1895.
  - Jacques de Soignies, peint différentes œuvres pour des églises de Mons.
  - Jamin de Soignies, décore en 1514 l'autel de l'église de Braine-le-Comte.
  - Charles Houry (Soignies, 1829 - Paris, 1898) - peintre, naturalisé français, il repose au cimetière du Père-Lachaise.
  - Victor Leclercq, peintre, né à Soignies, en 1896, mort au Camp de concentration de Dora, en 1944.
  - Max Moreau, peintre né à Soignies, en 1902, mort à Grenade (Espagne), en 1992.

- Philanthropes
  - Marie-Thérèse et Prosper Félix Éloy (Félix Éloy) sont à l'origine de la construction de l'Hospice, Chaussée de Braine (1878).
  - Jean Leleup, ayant perdu toute sa famille dans l'épidémie de 1583 fonde l'orphelinat « La maison de la faucille » (Rue des orphelins).
  - Armand Plétain, philanthrope, né à Soignies, le 5 février 1800, mort à Mons le 18 février 1854.
  - Chanoine Paul Scarmure, vicaire, patriote, instigateur de la procession historique, né à Jemappes le 7 février 1879.

- Philologue
  - Edmond Remy, docteur en philologie latine, né le 2 juillet 1860.

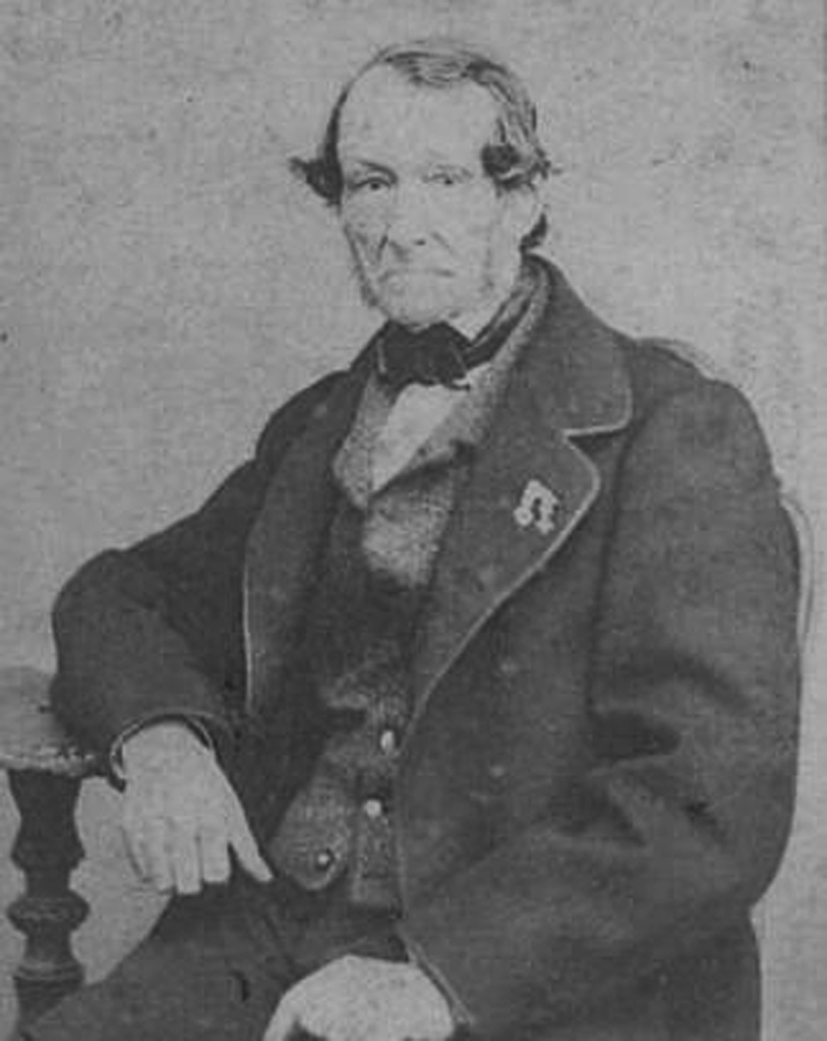
Henri Leroy.

- Politiciens, hauts fonctionnaires, conseillers…
  - Samon de Bohème, Roi de Bohème de 623 à 658[Note 22],[103],[3].
  - Eugène de Savoye, sénateur.
  - André Dubois, Député.
  - Bonaventure Eloy, Conseiller (13 février 1733) puis Doyen du Parlement de Flandre à Douai.
  - Eugène Henry, gouverneur général du Congo belge du 5 janvier 1916 au 30 janvier 1921, né le 22 décembre 1862.
  - René Jérôme (1924-2014), bourgmestre, député.
  - Alphonse Leclercq, agent d'administration au Congo, né le 13 novembre 1863 - Boma, le 26 mars 1916.
  - Franz Louis Jules Leemans, résistant, conseiller du gouvernement, professeur à l'Université catholique de Louvain, né à Soignies, le 28 novembre 1898.
  - Henri Eloy Leroy, cf. supra (médecins)
  - Pierre Mainil, sénateur, ministre (1925-2013).
  - Alphonse Stiénon du Pré (1853-1918), homme politique belge catholique wallon.
  - Fernand Vinet, Sénateur en 1963.
  - Paul Van Zeeland, homme d'État, premier Ministre en (1935-1937), Ministre des Affaires Étrangères et du Commerce, né le 11 novembre 1893 et mort à Bruxelles le 22 septembre 1973.
  - Pierre Joseph Wincqz, maître de carrière, sénateur (1857), bourgmestre de Soignies (1852-1877)
  - Grégoire Wincqz (1847-1915), maître de carrière, bourgmestre de Soignies, député.
  - Armand Leleux (1896-1946), agent de change, fondateur de Leleux Associated Brokers (1928).

- Enseignants
  - Nicolas Leblond, (1726-1825), Instituteur des pauvres à Soignies pendant 72 ans (de 1746 à 1818).

- Sculpteurs
  - Joseph André, sculpteur installé à Noyon, Oise. Il réalisera, entre autres, le monument aux morts de Carlepont, Oise en 1921[104],[105].
  - Jean-Joseph Bottemanne, sculpteur, né en 1723.
  - Albert Brichart, né à Soignies, le 11 février 1892.
  - Jean de Soignies, sculpteur, décore le tombeau de la reine Jeanne dans la Sainte-Chapelle de Dijon.
  - Vincent Joseph Dubois, sculpteur, né à Soignies, le 6 mars 1823.
  - Jacques Guilmot, sculpteur, né à Soignies, le 20 juillet 1927, mort à Soignies, le 11 janvier 2005.
- Théologiens, membres du clergé
  - Michel Cuvelier, écrivain religieux, né le 17 juin 1600.
  - Annibal-Servais de Lairuelz, théologien, né en 1560.
  - Frédéric Maton, licencié en théologie, prédicateur, né le 5 février 1827, mort à Tournai le 3 janvier 1893.
  - Jean François Pierlot, en religion : frère Grégoire, originaire de Soignies, fut le 42e et dernier prieur de l'abbaye d'Oignies[106].
  - Jean de Pont, né fin du XVIe siècle, mort en 1653 auteur de L'Épiphanie sacrée ou vision de la Vierge, 1634[107].

### Les historiens de la cité

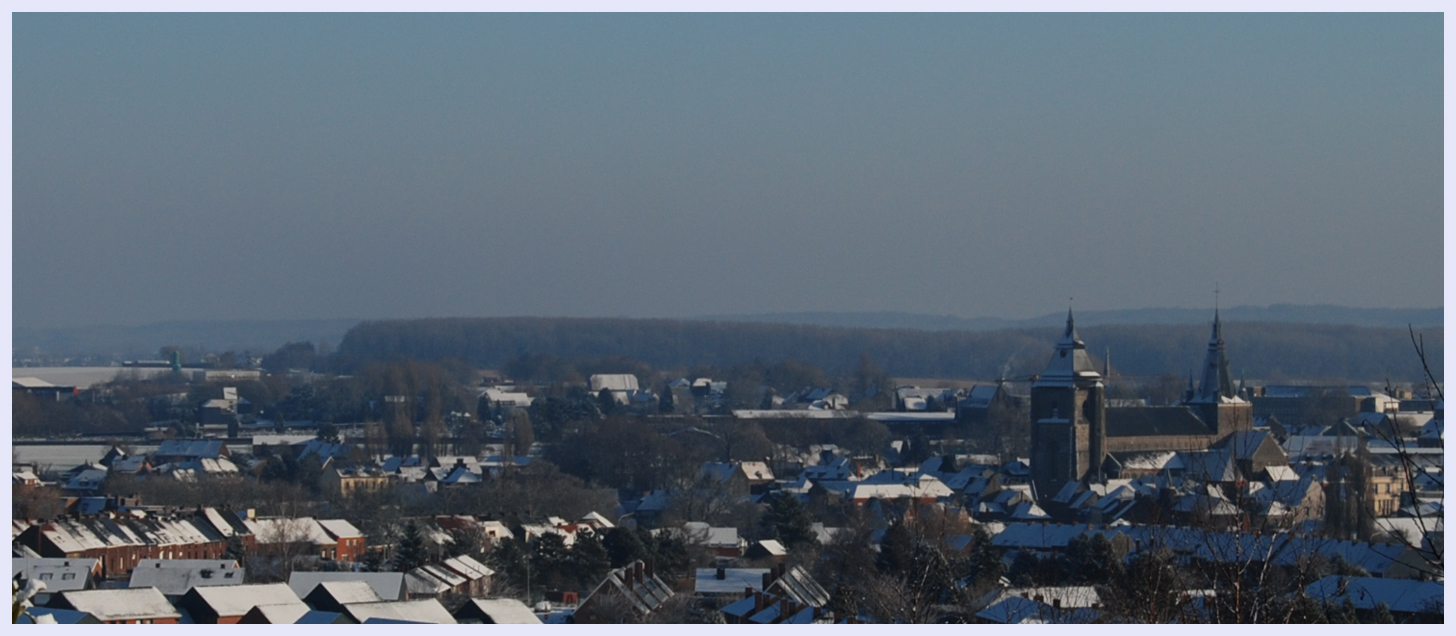
Soignies sous la neige.

- La Vita prima de Saint-Vincent XIe siècle (rédigée entre 1015 et 1024)[36].
- La Vita secunda de Saint-Vincent XIIe siècle.
- Gislebert de Mons, Historien du XIIe siècle, il fut l'auteur des Chroniques du Hainaut (Chronica Hannoniae).
- Jacques de Guyse, 1334-1399, publie une volumineuse Histoire du Hainaut.
- Henri de Vergnies, laisse un mémoire sur la ville de Soignies, Vinchant eut accès (en tout ou en partie) à cet ouvrage.
- François Vinchant (1582 -1635), chroniqueur hainuyer (Annales du Hainaut).
- Jean du Pont, Mémoriali immortali de vita et vertutibus S. Vincentii, Mons, 1649.
- Le Fort dit Fortius, chanoine, publie une Histoire de Saint-Vincent, Mons, 1654.
- Ghesquière, De sancto Vincentio Madelgario confessore, commentaires historico-critiques, 1784.
- J. de Petit publie Recherches historiques sur la ville de Soignies en 1852.
- Théophile Lejeune publie Histoire civile et ecclésiastique de la ville de Soignies en 1868.
- L. J. Lalieu, Vie de Saint-Vincent Madelgaire et de Sainte-Waudru, son épouse, Tournai, 1886.
- R. P. Marin, Dévotion à Saint Vincent de Soignies, Tournai, 1888.
- Amé Demeuldre (1848-1931) (fondateur du Cercle archéologique en 1893).
- G. Zech-du Biez, La collégiale de St-Vincent à Soignies et sa restauration, Braine-le-Comte, 1896.
- Léon Destrait (élu président du Cercle archéologique en 1902).
- Aimable Degavre, Histoire de nos Sœurs grises, Soignies, 1926.
- R. Maere, chanoine, La collégiale de Saint-Vincent à Soignies, in Revue Belge d'Archéologie et d'Histoire de l'Art, 1938.
- Jacques Nazet, (1944-1996).
- R. Riche, La vie à Soignies, hier et aujourd'hui, CACS, 1947.